# Тартарія
Тартарія, або Татарія (лат. Tartaria, фр. Tartarie, англ. Tartary, нім. Tartarei), — неісторична географічна назва, яку використовували в західноєвропейській літературі та картографії щодо великих областей від Каспію (навіть від Криму) до Тихого океану і до кордонів Китаю та Індії; у східнослов'янській традиції — землі Монгольської імперії і її дочірніх держав, переважно населених кочовими тюркськими та монгольськими народами, виключаючи землі Московії. Активне використання топоніму простежується з XIII до XIX століття, подекуди — до початку ХХ. У європейських джерелах Тартарія стала найпоширенішим найменуванням Центральної Азії серед негативно забарвлених назв, які не мали зв'язку з дійсним населенням регіону, аж до XIX століття європейські відомості залишалися вкрай мізерними і уривковими.
Виникнення поняття «тартари» пов'язане зі становленням імперії Чингісхана на початку XIII століття. У європейців термін перетворився на «тартари» через контамінації з грецьким Тартаром. Останній у Середні століття означав як найглибші області пекла, так і далекі і невідомі області Землі, звідки, як здавалося європейцям, прийшли «дикі» орди кочівників. У східнослов'янському письменстві використовувався варіант Татарія, за винятком переказів зарубіжних текстів.
Як terra incognita на мислених картах європейців Тартарія була однією з наймогутніших країн, поряд з Атлантидою або Землею пресвітера Йоана, — на відміну від цих земель, які зазвичай видаляли від осередку світосприйняття і поміщали на краю населеного світу. Як географічний концепт Тартарію можна порівнювати з пізнішим поняттям «Схід» в європейському орієнталізмі (в тлумаченні Е. Саїда). 

## Походження назви. Перші описи Тартарії
Вперше термін «Тартарія» згадує близько 1173 року наваррський мандрівник Веніамін Тудельський, який писав про «тибетську провінцію Тартарію… вбік Туркестану і Таншут [Tanchut], на півночі Могулістана». Поняття «тартари» без чіткого позначення використовувався в книзі про подвиги і перемоги над сарацинами несторианського царя тартарів Давида — «Relatio de David» (1221). «Тартари» зустрічаються у французького хроніста Альбріка. Перші згадки не мали негативного відтінку; їхні автори, дотримуючись східних джерел, пов'язували монголів з царством пресвітера Йоана. Цей міт, який представляв монголів в позитивному світлі, надавав довготривалого впливу на сприйняття тартарів в Європі. Перше відносно точне вживання слова «тартари» сягає 1224 року, коли грузинська цариця Русудан в листі римському папі Гонорію III назвала тартарами монголів, що напали на Грузію. Про тартарів повідомляв домініканський монах і мандрівник Юліан (1238), що вирушив на пошуки Великої Угорщини в кипчакському степу і який окреслив катастрофу монгольської навали. Сприйняття почало змінюватися у негативний бік в 1236—1238 роках з поширенням відомостей про руйнівні наслідки монгольських завоювань і радикально змінилося в 1241—1242 роках після того, як монголи спустошили Угорщину і досягли Адріатики.

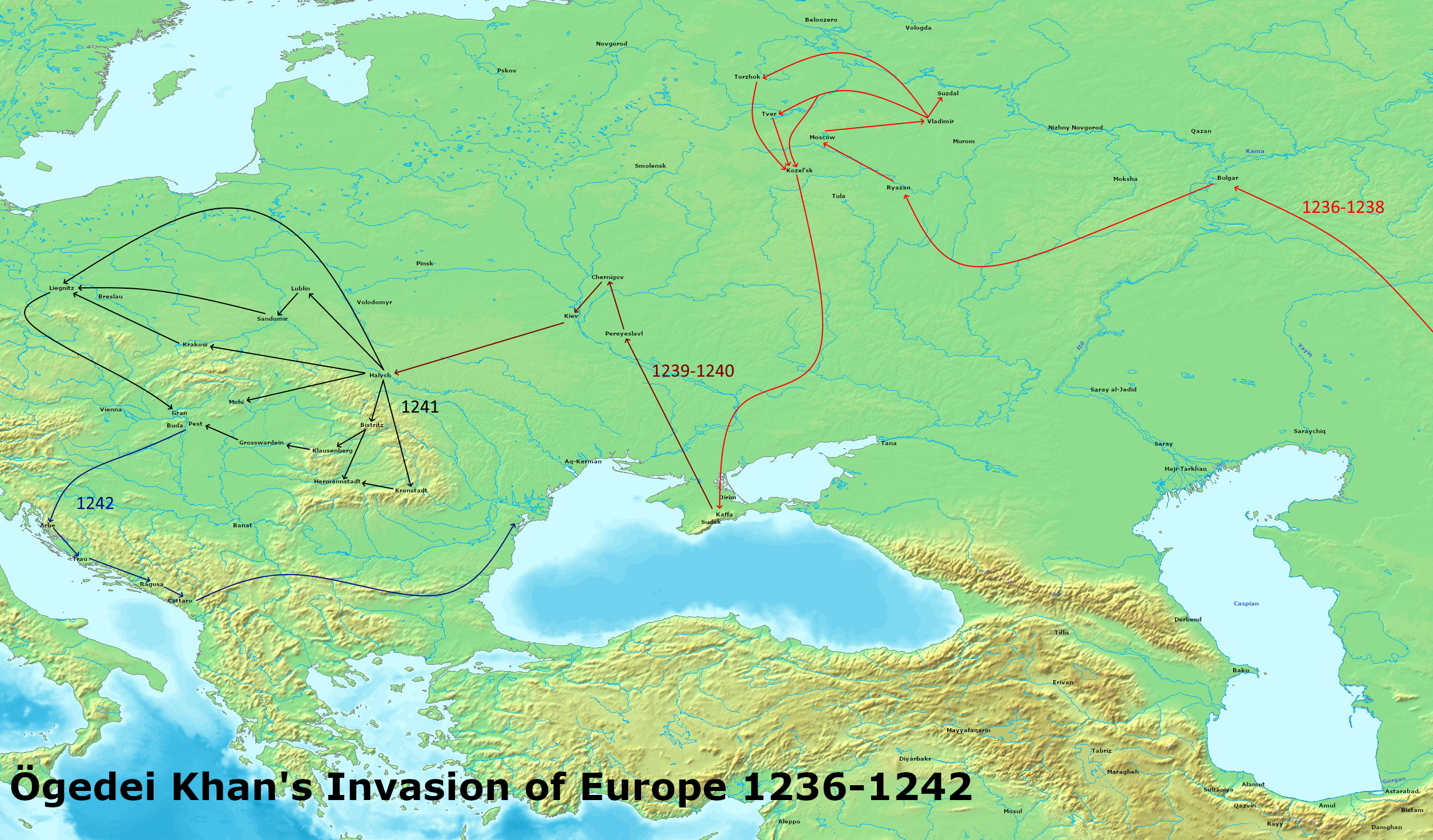
Західний похід монголів (1236—1242)

Поняття «Тартарія» як специфічне географічне позначення імовірно було створено між 1238 і 1242 роками. Приблизно в 1241—1242 роках, у зв'язку з монгольською навалою в Європу, відбулося включення в топонім «Татарія» назви античного пекла (Тартар). Сходознавець XIX століття О. Вольф вважав, що поява «r» (ер) в європейських мовах було викликано впливом перських говірок, в яких «r» міг вимовлятися чи ні. Однак, найімовірніше, у силу відсутності зв'язків між європейськими хроністами і Персією, «Тартарія» виникла без зовнішнього впливу, внаслідок історично зумовленої паронімічної атракції — два фонетично близьких і семантично різних слова злилися в одне. З розповіді англійського хроніста Матвія Паризького слідує, що першим пов'язав «тартарів» з «Тартаром» 1241 року французький король Людовик IX, який 1244 року проголосив хрестовий похід проти монголів. За версією Матвія, король відповідав на питання своєї матері, Бланки Кастильської, про можливе вторгнення тартарів:146–147:
О, мати моя, нехай небеса нас підтримають! Бо якщо цей народ прийде до нас, ми або проженемо їх назад у Тартар, звідки вони вийшли, або вони всіх нас відправлять на небеса.
Людовика IX найчастіше називають автором цієї асоціації, хоча, можливо, слово вже кілька років вживалося (так вважав, наприклад, О. Вольф). 1244 року німецький імператор Фрідріх II схожим чином зіставляв Тартар і тартарів: «ad sua Tartara Tartari detrudentur» («нехай тартари будуть відкинуті в їхній Тартар»). «Тартарія» закріпилася у вживанні: Людовик IX використовував термін в листуванні з монгольськими ханами в 1248—1262 роках.
Описи Матвія Паризького й імператора Фрідріха відсилали до Иартару: тартари називалися «ненависним народом», «лютими, як демони», «посланими самим Сатаною». Їхня поява на пограниччі Європи пов'язувалося з настанням Антихриста: в обстановці поміж 1250 і 1400 роками (Матвій Паризький, складаючи «Велику хроніку», був упевнений, що Антихрист прийде 1250 року) в очікуванні Страшного суду монголи на сотні років перетворилися в «людей Пекла», вершників Апокаліпсису і воїнів Антихриста, як в народних уявленнях, так і в освічених європейців. Так монголів пізніше представляли Роджер Бекон, вірменський історик Кіракос Ґандзакеці, хроніст Жан де Жуанвіль, Данте Аліг'єрі в «Божественній комедії» тощо. Як мальовничо сказано в російському академічному виданні 1848 року: «У розумінні європейців „тартари“ — народ, що несе жахи і кінець світу, і форма цього слова стала загальновживаною, натякаючи на походження ворогів Християнства з язичницького Тартару».

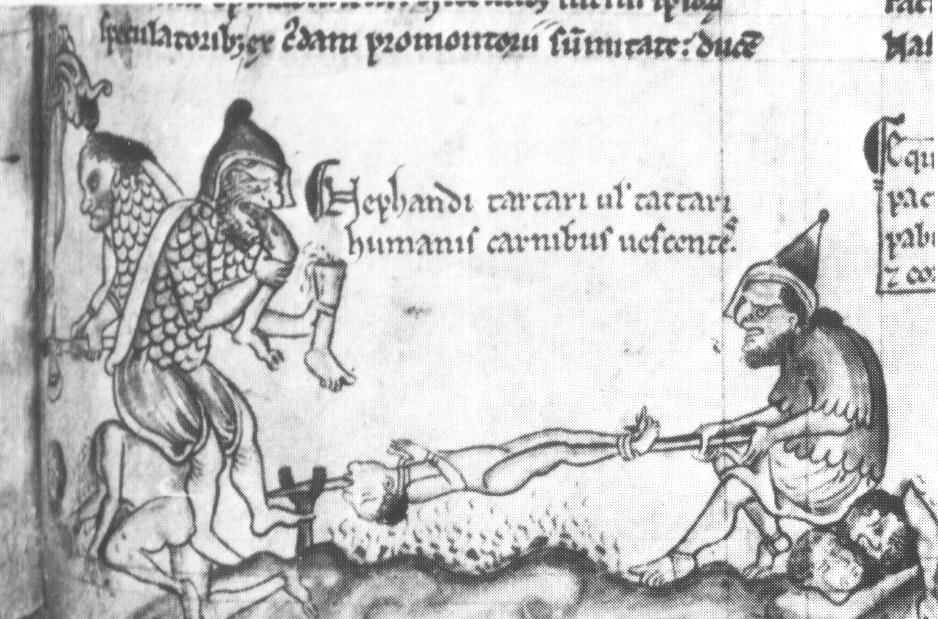
Зображення тартар у Матвія Паризького

У листі до Ґійома Овернського 1242 року угорський єпископ повідомляв, що країна тартарів знаходиться «за горами біля річки Еґоґ», вбачивши, що це народ Ґоґа і Маґоґа. У «Великій хроніці» Матвія Паризького Тартарія постає як місце, оточене «непереборною гірською перепоною»:98; в горах бере початок річка мертвих — Тартар, або Еґоґ. Річка дала назву народу Тартарії; останнє бачення присутнє у Юліана. Згідно Матвію, «сатанинське плем'я» в безлічі перейшло непереборні гори і річку та прибуло, аби сповістити про кінець світу:98—100, 102, зв'язок з яким для хроніста додатково підтверджувалася «виявленням» річки. Домініканський чернець Симон Сен-Кантенський, в 1245—1248 роках брав участь у папському посольстві Асцеліна Ломбардського до двору монгольського хана, локалізував Тартарію «поза Персією і Вірменією» і помістив її в межах кордонів Індії; царем тартар був Давид. На думку історика Ж. Рішара, під Індією малося на увазі Каракитаї.

## Тартарія в XIII—XVI століттях: епоха тартарів

### Образи Тартарії
Тартарія існувала не як справжня, а як мітологічна країна на мислевих, або когнітивних картах, які, на відміну від звичайних географічних карт, описують і структурують не територію, а простір (хоча можуть бути географічно точними), багатомасштабні і представляють картину світу того чи іншого людського співтовариства. Тартарію можна ставити в один ряд з такими відомими мітами як Атлантида, Земля пресвітера Йоана, Біловоддя, світлий град Китеж. Тартарія розглядається як terra incognita для європейців, тобто «земля невідома» (на противагу terra cognita — «землі відомій»), — просторова область, яка віддаляється від осереддя населеного світу і поміщається на краю карт; наповнюється уявними географічними об'єктами, населяється казково дивовижними істотами.
У тисячолітній період (III—XIII століття) у західноєвропейських космографів усталився образ Центральної Азії як оточеної горами країни, розташованої поблизу від земного раю; у ній жили мітичні істоти та чудовиська, пов'язані з Александром Македонським і Ґоґом і Маґоґом. Зловісні образи Тартарії з тартарами відбили страх перед монгольськими завойовниками й у свідомості європейців наклалися на образи Ґоґа і Маґоґа, що мешкали на північному сході світу; нові і старі образи частиною змішалися один з одним. Змішання античних уявлень і топоніму «Тартарія» визначило довгострокову (архетипову) схожість тартарів з Ґоґом і Маґоґом.

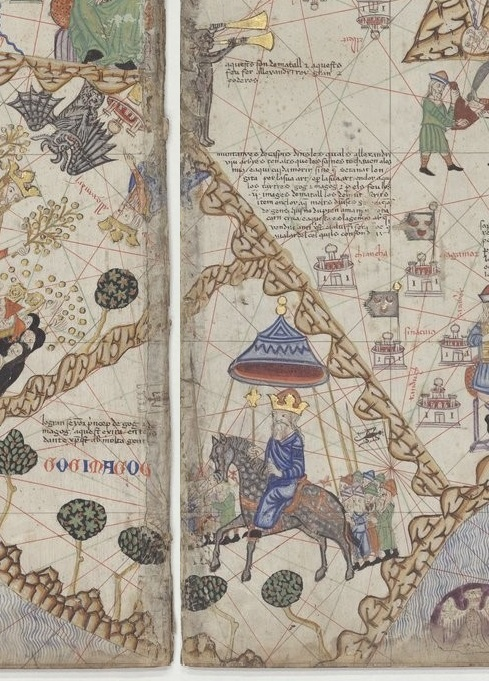
Землі Ґоґа і Маґоґа, уривок. Каталонський атлас (1375)

У XIII—XIV століттях термін «Тартарія» поширюється в текстах, стає основним для опису просторів Центральної Азії й узагальненого позначення Монгольської імперії, хоча використовуються і різноманітні відповідники (азійська Сарматія, країна Ґоґа і Маґоґа, Степ тощо). Як зазначає С. Горшеніна, низка змін в етнонімі Mongghol або Mongghal в європейських мовах в кінцевому рахунку призводить до ототожнення монголів (тартарів) з нащадками Ґоґа і Маґоґа; у Матвія Паризького тартари належать до народів, замкненим Александром Македонським в горах за Каспійським морем до кінця світу. Згідно Матвію, з настанням кінця світу тартари звільняться, «аби скоїти велику бійню»:101; вони поширяться з півночі чотирма частинами світу, сповіщаючи прихід Антихриста. У Джона Мандевіля тартари вийдуть слідом за невідомим звіром через отвір в горах, зроблений лисицею.
Факт спорідненості з Ґоґом і Маґоґом «підтвердив», наприклад, домініканський місіонер Рікольдо да Монтекроче, наприкінці XIII століття відвідавши взятий монголами Багдад. Згідно його міркуванню, самоназва тартарів — Mogoli — є лише перекручуванням Magogoli, тому тартари — нащадки Ґоґа і Маґоґа. Хранителем «проклятих народів» був пресвітер Йоан. У версії «Романа про Александра» 1236 року замкнені мітичні царі (двадцять два чи двадцять чотири царі) Ґоґа і Маґоґа є царями тартарів (монголів): популярність міту про Александра Македонського зв'язала його з Монгольської імперією. Змішання мало місце не тільки в текстах, але і в іконографії — французька мініатюра початку XV століття (ілюстрація «Книги чудес світу» Марко Поло), що описує битву хана Хубілая в Бірмі, явно відтворювала побудову сучасної їй мініатюри про битву між Александром і Пором. На географічних картах паралель між Тартарією і Ґоґом і Маґоґом з'являється пізніше, хоча Матвій Паризький ще 1253 року на своїй карті Святої землі вказав, що тартари прийшли з околиць Ґоґа і Маґоґа (північний схід).

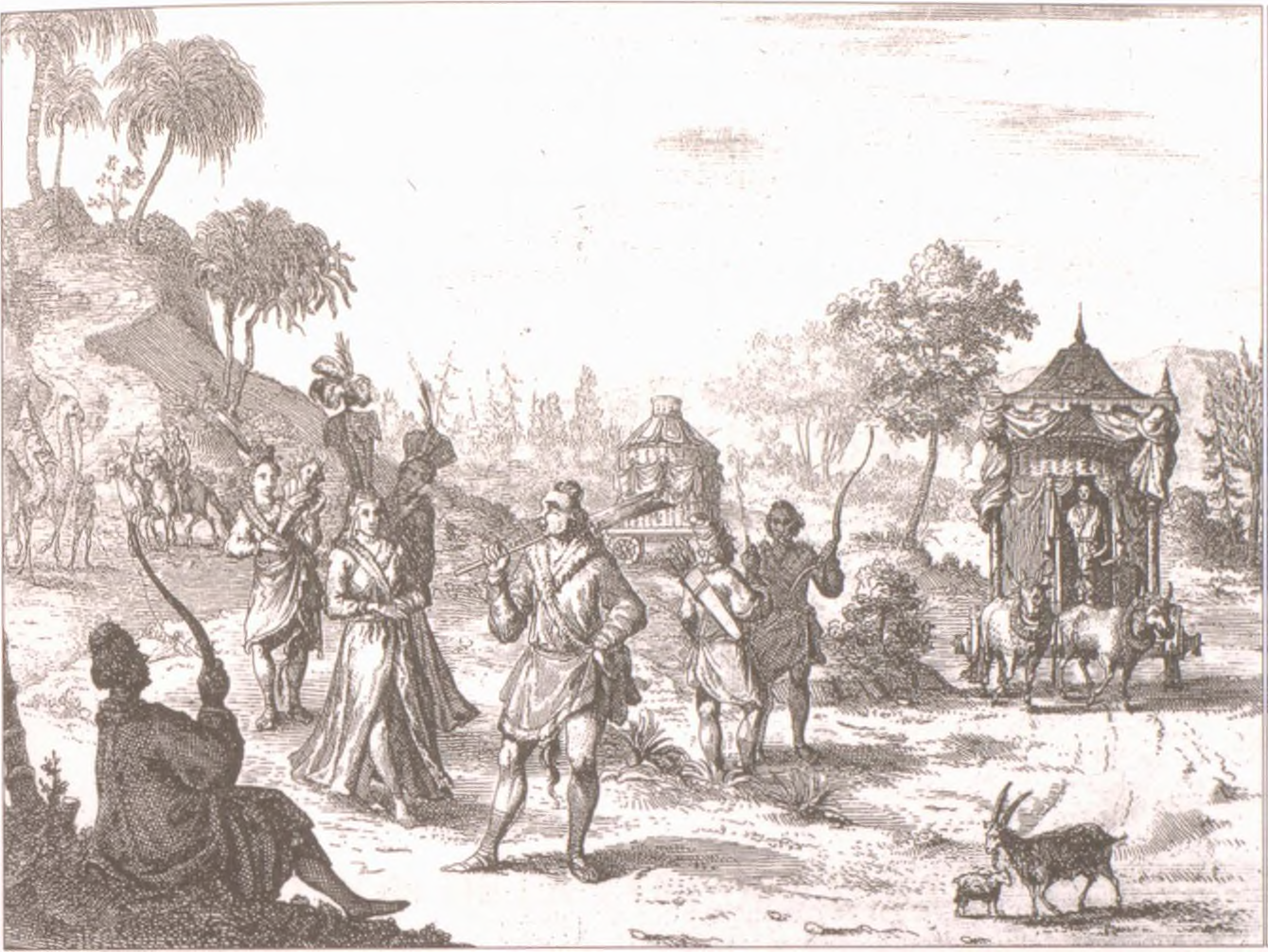
Фантастичне уявлення французького митця про повсякденне життя тартарів-кочівників, з елементами класицизму і романтизму. Ілюстрація до «Історії монґалів» Карпіні (в книзі П'єра Бержерона, видання 1735 року)

Окрім Ґоґа і Маґоґа, тартарів пов'язували з також замкненими Александром Македонським десятьма втраченими колінами Ізраїлю (легенда сходить до Раннього Середньовіччя), ісмаїлітами і мідіянітянами зі Старого Завіту (останні два зіставлення є у Юліана); біблійні асоціації та відсилання до Александра кілька врівноважували негативні уявлення про тартарів. Марко Поло в одному з оповідань стверджував, що бачив переможених Александром тартарів (сюжет, найімовірніше, було узято з «Романа про Александра»). Загальним місцем було ототожнення монголів і євреїв, що виникло ще IX століття і поширилося за часів монгольських завоювань. Монголи виявлялися нащадками єврейських племен, вигнаних в Мідію ассирійським царем: як наслідок в XIII столітті Мідію і Персію не відрізняли від Тартарії; Рікольдо да Монтекроче задавався питанням про зв'язок між євреями і тартарами. Сліди цих чудернацьких етимологій і уявних зв'язків простежуються аж до XVIII століття. Іншим поширеним порівнянням був «зв'язок» між тартарами і скіфами (опосередковане через Ґоґа і Маґоґа, з якими скіфів пов'язували ще давньоримські історики). Ланцюжок асоціацій включав Ґоґа і Маґоґа, скіфів, тартарів, турків чи слов'ян, яких часто змішували з сарацинами. Так, для Роджера Бекона тартари були схожі на євреїв, скіфів і Ґоґа і Маґоґа. У протиставленні кочівників-тартарів осілим народам втілилася антична дихотомія між цивілізацією і варварством, ойкуменою і зовнішнім світом, доповнена розмежуванням християн і невірних. Дихотомія мала місце, наприклад, в описах Рубрука, Плано Карпіні, Матвія Паризького. Разом з тим, суперечливість конотацій, поєднання позитивних (уявне царство пресвітера Йоана або передбачувана релігійна терпимість монголів) і негативних (образ пекла) елементів в період конструювання Тартарії було вписано в політичний контекст того часу: страх перед монголами поєднувався з надією на їхню допомогу в боротьбі проти мусульман. Остання обставина підкріплювалося обставиною військової кампанії монголів на Близькому Сході; Рубрук повідомляв щодо їхніх протимусульманських планів.
Середньовічні автори не розрізняли міт і дійсність: Тартарію населяли не тільки люди, а й різноманітні казкові істоти. Яскравим прикладом були свідоцтва Плано Карпіні: у спробі розповісти історію тартарів автор так само ретельно описував чудовиськ, які населяли завойовані монголами країни, як і їхнє справжнє життя. Список, наведений Карпіні, включає німих істот, створінь без суглобів в колінах, кінокефали (яких відзначав і супутник Карпіні Бенедикт Поляк), з псячими мордами і бичачими копитами, одноногих і одноруких людей, людей з маленькими шлунками, які харчуються тільки димом від вареного м'яса тощо; Карпіні описує опудала, які викидають вогонь, гори магнітів, що притягують стріли, гуркіт при сході сонця і т. ін. Мандрівникам було очевидно, що подібні чудовиська і чудеса неможливо побачити (що, проте, не ставило під сумнів їхнє існування), тому їх постійно локалізували в нових областях Тартарії. Монгольське загарблення змінило уявлення про «чудовиськ» Центральної Азії; якщо раніше справжні народи перетворювалися в чудовиськ, то відтепер чудовиська ставали народами. Згідно з підрахунками історика географії П. Гот'є-Далі, кількість чудовиськ на європейських картах зросла протягом першої половини XIII століття; надалі тенденція проявлялася й у письменстві (Джон Мандевіль).

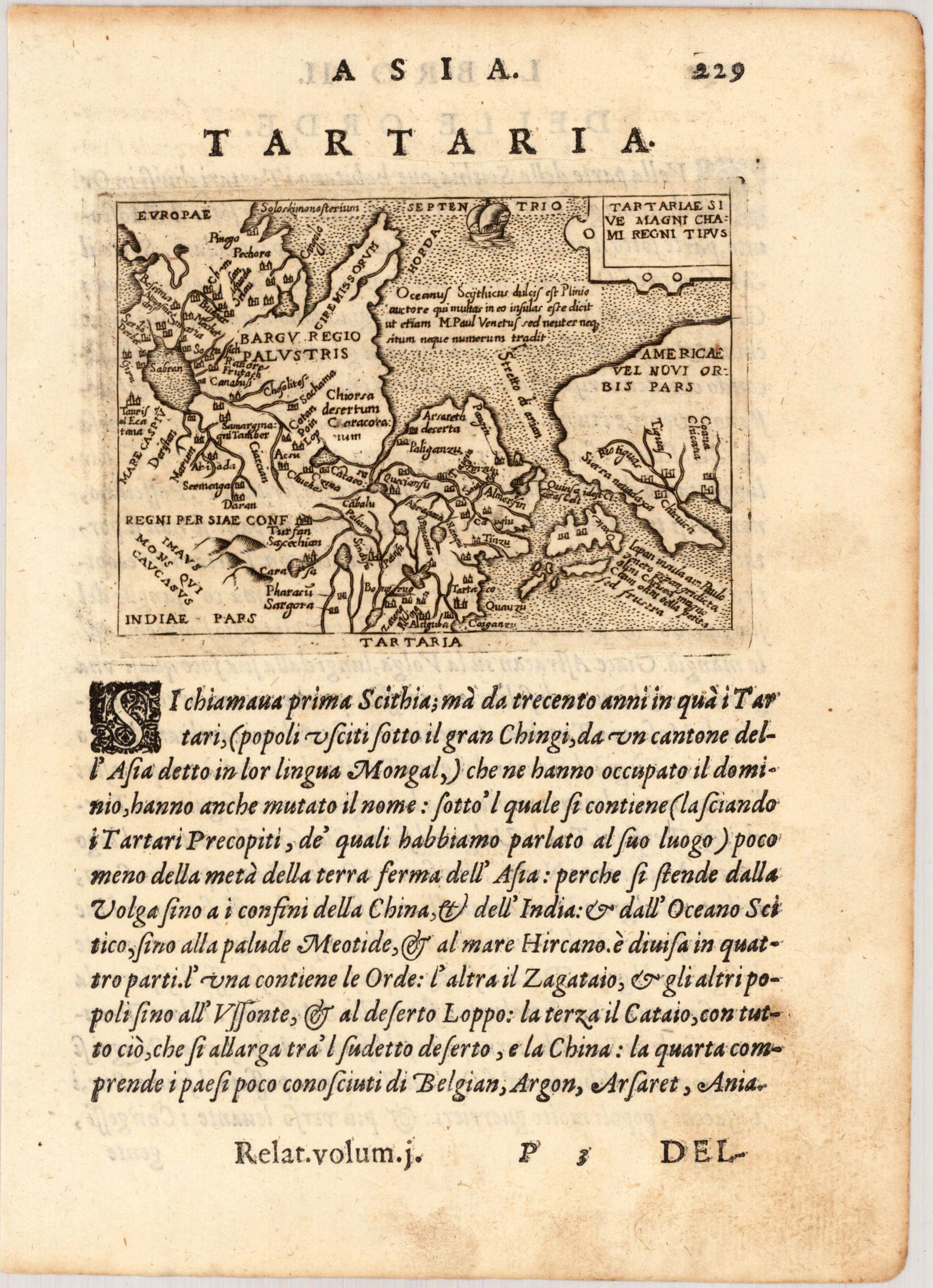
Карта й опис Тартарії у Джованні Ботеро, 1599 рік

Країна жінок з чоловічими тілами розташовувалася за межами Катаю, повідомляв вірменський історик Кіракос Ґандзакеці; чоловіки в його описі походили на псів. Кінокефали мешкали на північному сході Тартарії, відповідно до карти Анрі з Майнца (XIII століття). Приблизно там же, на північ від народу Samogedi (самоїди), їх поміщають Плано Карпіні і Бенедикт Поляк. З Ґоґом і Маґоґом і людоїдами на березі Північного океану сусідять кінокефали у німецького картографа Андреаса Вальспеґера (XV століття). Перші сумніви щодо правдивості казкових описів можна бачити, наприклад, у Рубрука, який задавався питанням про існування на півночі «проклятих народів». Проте, через культурний шок європейці часто сприймали реалістичну частину відомостей мандрівників як вигадку. Ілюстрація XV століття до опису сибірських тартарів в «Книзі чудес» Марко Поло зображувала одноногих і циклопів, однак книга спростовувала подібні відомості. Казкові образи мешканців Сибіру зберігалися аж до Зиґмунда фон Герберштайна (XVI століття). У своїй капітальній багатотомній праці «Relationi universali» (1595) італійський священик і дипломат Джованні Ботеро так описував Тартарію:
Спочатку називалася Скіфія, але триста років тому перейшла до тартарів (одному з народів великого Чінгіса), з регіону Азії, їхньою мовою званий Монґал. Ті стали правити і також змінили назву. До неї входить (за винятком тартарів-прекопитів, про котрих буде сказано окремо) майже половина азійського материка. Вона простягається від Волги до кордонів Китаю та Індії, від Скіфського океану до Меотидського озера і Гірканського моря. <…>

### Подорожі в Тартарію

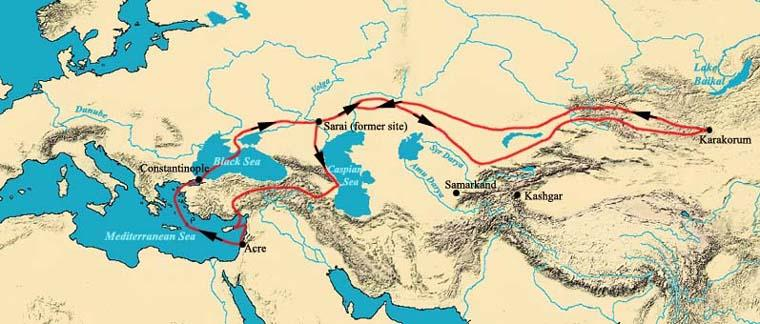
Подорож Рубрука (1253—1255)

Після 1260 року безпосередня загроза Європі ослабла; за висловом С. Горшеніної, встановився «Pax Tartarica», з його релігійною терпимістю. Ці обставини сприяли вивченню Тартарії в XIII—XIV століттях місіонерами, торговцями і дипломатами. Попри небезпеку, в період між 1245 і 1345 роками вони намагалися установити зв'язки з Китаєм, використовуючи Великий шовковий шлях, коли морський шлях був ще невідомий. Європейці змагалися за першість з мусульманськими мандрівниками. Серед перших європейських дослідників «центральноазійського» простору були францисканський чернець Плано Карпіні, перший посол папи Інокентія IV (1245—1247), його побратим Ґійом де Рубрук (1253—1255), що подорожував як звичайний місіонер, і венеціанський купець Марко Поло (1260—1295). Карпіні 1246 року проїхав через південь Східноєвропейської рівнини, території нинішньої Середньої і Центральної Азії і досяг столиці «Тартарії» Каракорума. Для мандрівників XIII століття (Плано Карпіні) північною межею Тартарії був океан, східної — землі китайців, Solongyos (корейці або маньчжури), з півдня Тартарія межувала з країною сарацинів (або бісермінів), на північний захід лежали землі Guires (уйгурський Східний Туркестан або Монголія), а на заході від Тартарії, поміж Ханґаєм і горами Алтайн-Нуру (долина Чорного Іртиша), мешкали наймани. У цей період Тартарія іноді ототожнювалася з Монгольської імперією, що досягла найбільшого розширення при хані Хубілаї, і простягалася від Чорного моря до Китайського, від Сибіру до Камбоджі.
1329 року католицьку єпархію було засновано у Самарканді домініканським місіонером Фомою Манказола, а 1342 року — у столиці Чагатайського улусу Алмалик (зусиллями францисканця Джованні де Маріньоллі). Попри діяльність католицьких місіонерів в першій половині XIV століття, невдовзі контакти між Європою і Тартарією знову слабшають; серед причин — епідемія чуми в Європі (1340-их років), посилення Османської держави, яка заважала прямим контактам, розпад Монгольської імперії і падіння монгольської династії в Китаї, «закриття» Китаю від європейців за часів династії Мін. Після остаточної ісламізації Центральної Азії нове відновлення контактів відбувається на початку XV століття, під час виникнення ефемерної імперії Тамерлана. Іспанський посол Гонсалес де Клавіхо прибуває 1404 року до двору Тамерлана; забраний у полон Баязетом I, а потім Тамерланом, баварець Йоганн Шильтберґер, який згадує в записках про Білу Тартарію, проводить в Азії 25 років (1402—1427). Століття по тому англійцеві Ентоні Дженкинсону вдається відвідати Тартарію (1557—1559) перед її «закриттям» для європейців. Усі мандрівники поділяли усталені мітологічні уявлення про Тартарію, вирушаючи на пошуки оточеної гірськими хребтами країни, Ґоґа і Маґоґа, царства пресвітера Йоана, втрачених ізраїльських племен, Александра Македонського, різних чудовиськ тощо. У їхніх описах поєднувалися ява і вигадка, які підкреслювали різноманітність «нового світу».

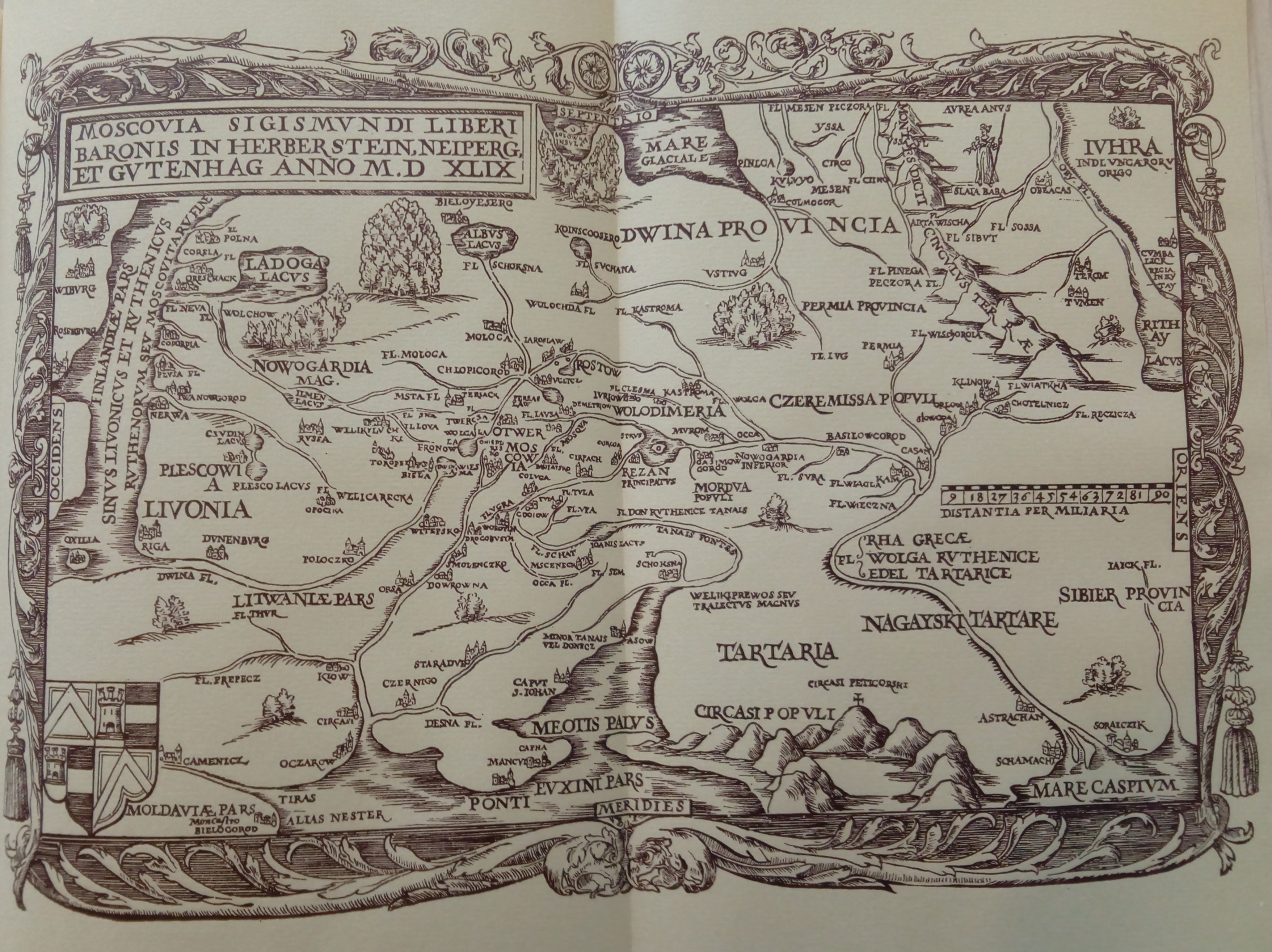
Карта із «Записок про Московію». Виготовлена Авґустином Гіршфоґелем 1546 року

Наприкінці XV століття почалися подорожі європейців до Московії, їхні повідомлення вплинули на картографію Тартарії. Особливе місце займали «Записки про Московію» (1549) Зиґмунда фон Герберштайна. У його трактаті розповіді про тартарів присвячено 12 % загального обсягу книги і ще майже 30 % «Хорографії». Вальтер Ляйч пояснював це впливом Матвія Меховського, що оповідав про дві Сарматії, другою з котрих була Тартарія. Відомості про Тартарію нечисленні, частиною мітологізовані; фон Герберштейн не виїжджав за межі Москви, й основним джерелом його інформації були розповіді Шейх-Ахмеда.
У 1614—1626 роках італійський аристократ П'єтро делла Валле об'їхав значну частину країн Близького і Середнього Сходу, відвідавши зокрема Індію. Його подорожі докладно документовані їм самим з погляду ренесансного гуманізму, який химерно поєднувався з ідеологією хрестових походів. Діяльність його оцінюється з позицій антикваріанізму, для становлення якого мандрівник-одинак зробив істотний вплив; саме він привіз до Європи Самаритянське П'ятикнижжя. В одному зі своїх послань він приводив історію про те, як могольському падишаху подарували атлас Меркатора; саме з цього випливає, що делла Валле відрізняв Індію від Персії і Тартарії, називаючи останні «пов'язаними з Індією». Водночас в іншому посланні (№ XVII, від 29 листопада 1622 роки) він використав поняття «узбецька або тартарська» (італ. Uzbeiga o tartara) як синоніми.

### Тартарія на європейських картах XIII—XV століть
У XIII—XIV століттях на європейських географічних картах (mappae mundi) термін «Тартарія» використовується рідко. Згідно з підрахунками німецького картографа А. Д. фон ден Брінк, в той період Tartarorum terra зустрічається всього тричі на 21 мапі шістьма мовами. Тартари згадуються на італійській мапі 1320—1321 років географів Маріно Санудо і П'єтро Вісконті.  Mappae mundi  Санудо, Вісконті та Пауліна складені в 1310-30-і роки, відзначені впливом арабських джерел. Карти представили нову Центральну Азію; крім тартар, на картах зображені Залізні Ворота і царство Катай. На карті 1320—1321 років країна тартар розташовується біля обнесеного мурами замку, кріпость (castrum) Ґоґа і Маґоґа на північному сході біля Північного океану. Карта супроводжується коментарями: «тут були замкнені тартари» і «тут зібралося безліч тартарів». На думку історика Е. Едсон, останнє речення може стосуватися описаного Плано Карпіні обрання монгольського Великого хана 1246 року. На карті зображено два Каспійських моря, які названі одним словом, проте розташовані в різних місцях. Перше має вигляд океанського затоки: саме там «замкнені тартари»; друге перебуває в горах, з нього витікає річка Gyon (Oxus). На думку С. Горшеніної, таке роздвоєння характеризує спробу поєднати античні джерела і нові відомості про Центральну Азію.

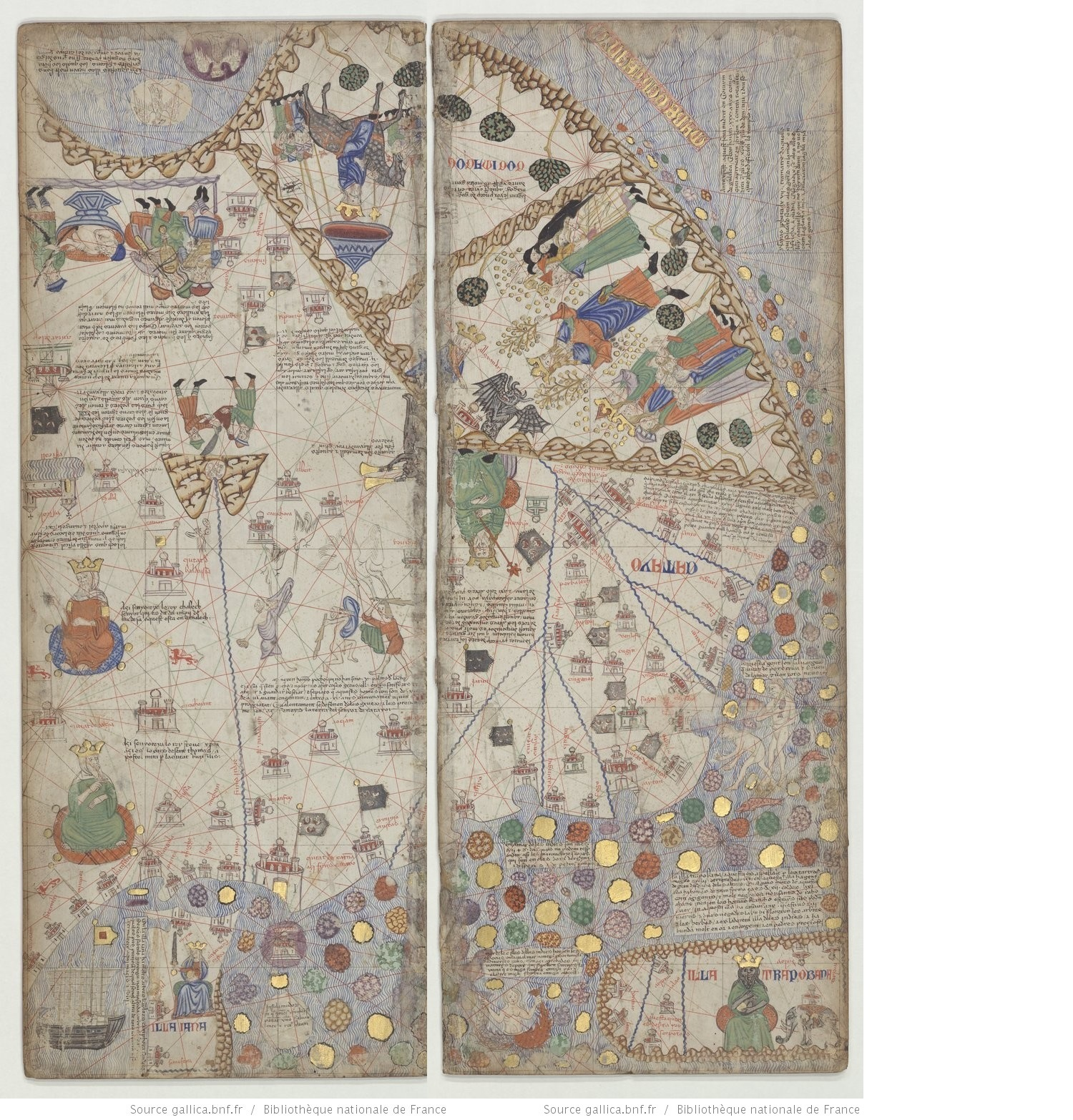
Землі Ґоґа і Маґоґа. Каталонський атлас (1375)

У XIV—XV століттях розвиток картографії Тартарії відбувалося здебільшого в Італії, Португалії та Каталонії, які зберігали контакти з країнами Сходу. Нові, сучасніші назви з'являються на знаменитому Каталонському атласі 1375 року, складеному єврейським картографом з Майорки Авраамом Крескесом: «центральноазійські» топоніми вперше запозичені у Марко Поло, а також у Одоріко Порденоне і Джона Мандевіля. Цей атлас досить точно передавав загальну політичну ситуацію того часу, попри приблизність міст, річок і т. д. У ньому зберігалися і фантастичні елементи: гіганти на півночі; пігмеї на півдні — між Катаєм і Індією; королівство амазонок, Ґоґ і Маґоґ тощо. Ілюстрація в Каталонському атласі супроводжується загадковим коментарем:
Каспійські гори, в яких Александр [Македонський] побачив дерева такі високі, що вершини їхні торкались хмар. Тут би він і загинув, якби Сатана не явив свій задум. І, за його задумом, він замкнув тут тартарів Ґоґа і Маґоґа і для них зробив два ідоли з металу, що і зазначено… Замкнув він також різні племена, які без коливання їли будь-яке сире м'ясо. З ними прийде Антихрист, і їхнім кінцем буде вогонь, який впаде з неба і знищить їх.

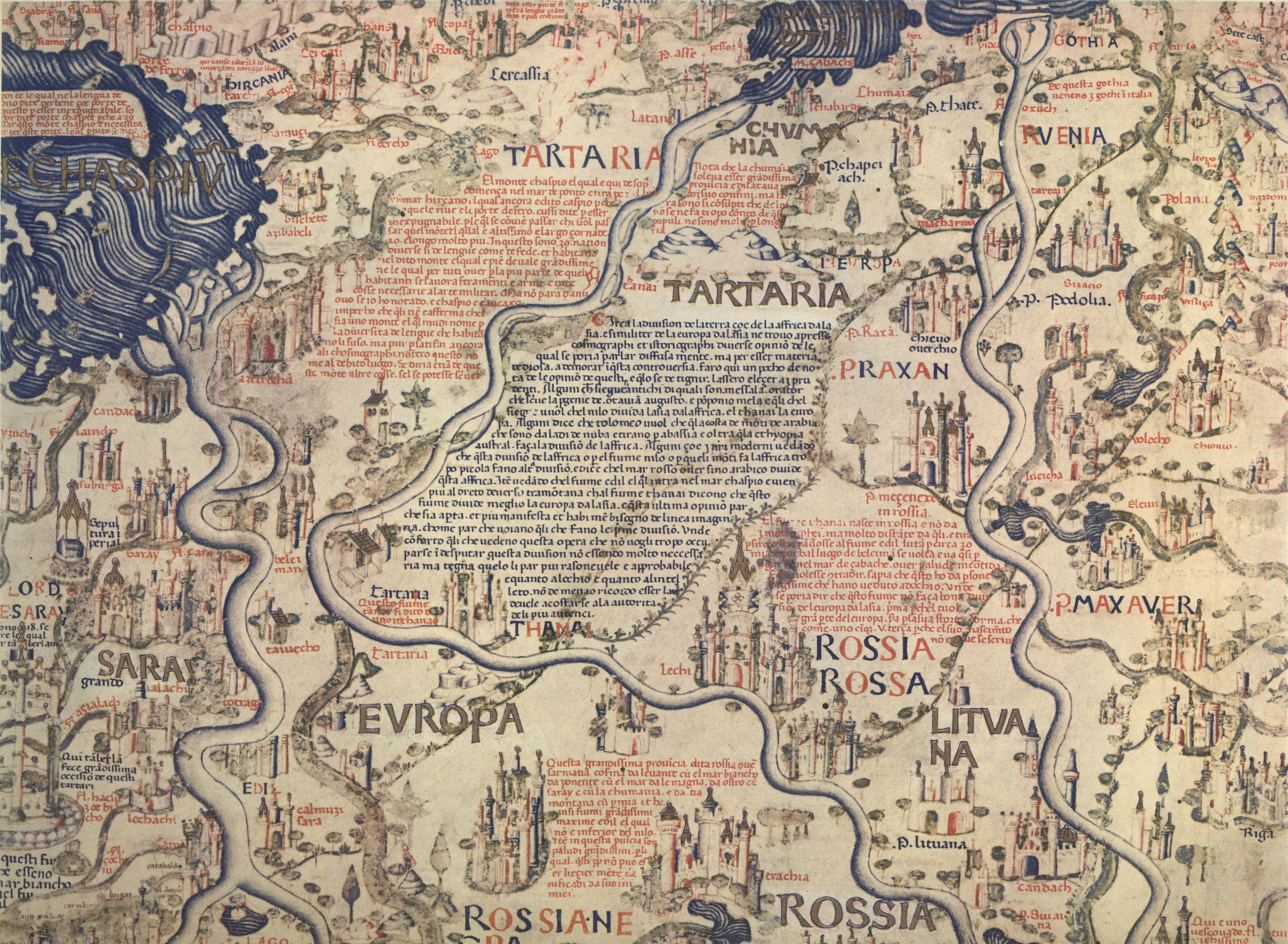
Уривок карти Фра Мавро. Картограф — Андреа Б'янко. 1459

Образи Ґоґа і Маґоґа та тартарів поділяються на низці карт XV століття — італійської карті Андреа Б'янко (1432—1436), карті Борджіа (1410—1458), Каталонській карті з бібліотеки Естенсе де Модена (1450) та інших. Причинами називаються позитивні описи Марко Поло й особливо падіння Монгольської імперії (1368). Картографія починає розглядати Ґоґа і Маґоґа в антисемітській перспективі: місце тартарів займають євреї. Замкнені в горах Центральної Азії євреї з'являються на німецьких і італійських картах XV століття. На карті Борджіа тартари не замкнені, а вільно розташовуються зі своїми возами, верблюдами і юртами на просторі між Чорним морем і Катаєм. Безліч висхідних до Марко Поло «тартарських» топонімів присутні на венеціанській карті 1460 року, зокрема двадцять навколо Каспійського моря; шість разів Тартарія відзначається в Сибіру, виявляється в Туркестані і різних місцях Каракорума і Катаю. Карта Вінланда (бл. 1440; за умови її справжності) зображує Tartaria mogalica (ймовірно вплив «Історії монґалів» Карпіні), Magnum mare Tartarirum («Величне тартарське море») між Євразією і східними островами; з Каспійського моря витікає Tatartata fluuius (річка Татартата), впадаючи в Північний океан. На знаменитій венеціанській мапі Фра Мавро (1448—1459) підпис Tartaria стосується пониззя Дніпра. Карта узагальнює середньовічну картографію і позначає перехід до сучасної епохи, проте, попри високу якість, образ Тартарії і на ній, і в картографії XV століття в цілому не зазнає істотних змін.

### Початок сучасної картографії: XVI століття

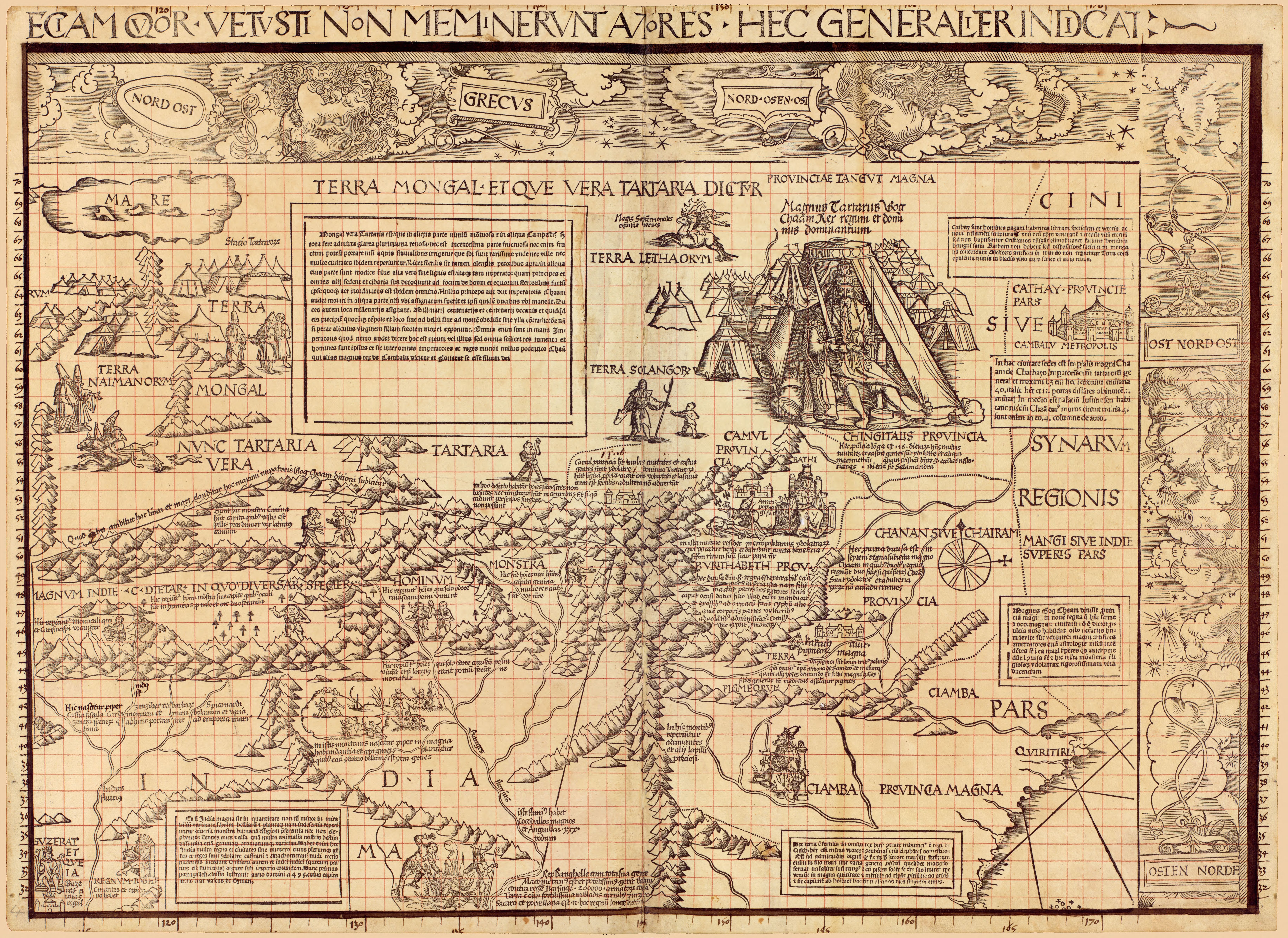
Карта Мартіна Вальдземюлера (1516)

Розрив зі спадщиною Птолемея відбувається на початку XVI століття, з появою великих атласів; на новаторській карті Мартіна Вальдземюлера (опубл. 1516) Тартарія включає ряд територій Московського царства і Далекого Сходу: монголи живуть в «справжній Тартарії» («Terra Mongal et que vera Tartaria dicitur»), а дві тартарські провінції — Tartaria Corasine (змішання Хорасана і Хорезму) і Tartaria Torquesten (Туркестан) — знаходяться південніше, на схід від Каспійського моря. Ці дві Тартарії замінюють, відповідно, птолемеївські Скіфію, Согдіану і Бактрію. Протягом XVI століття відбувається «наступ» сучасних назв на територію, раніше відношувану до Тартарії; зокрема, у Ґерарда Меркатора (1541) й Абрахама Ортелія. На карті світу Абрахама Ортелія (1564) Тартарія розташовується далеко на півночі Азії, займаючи невизначений становище між Московією і Далеким Сходом.

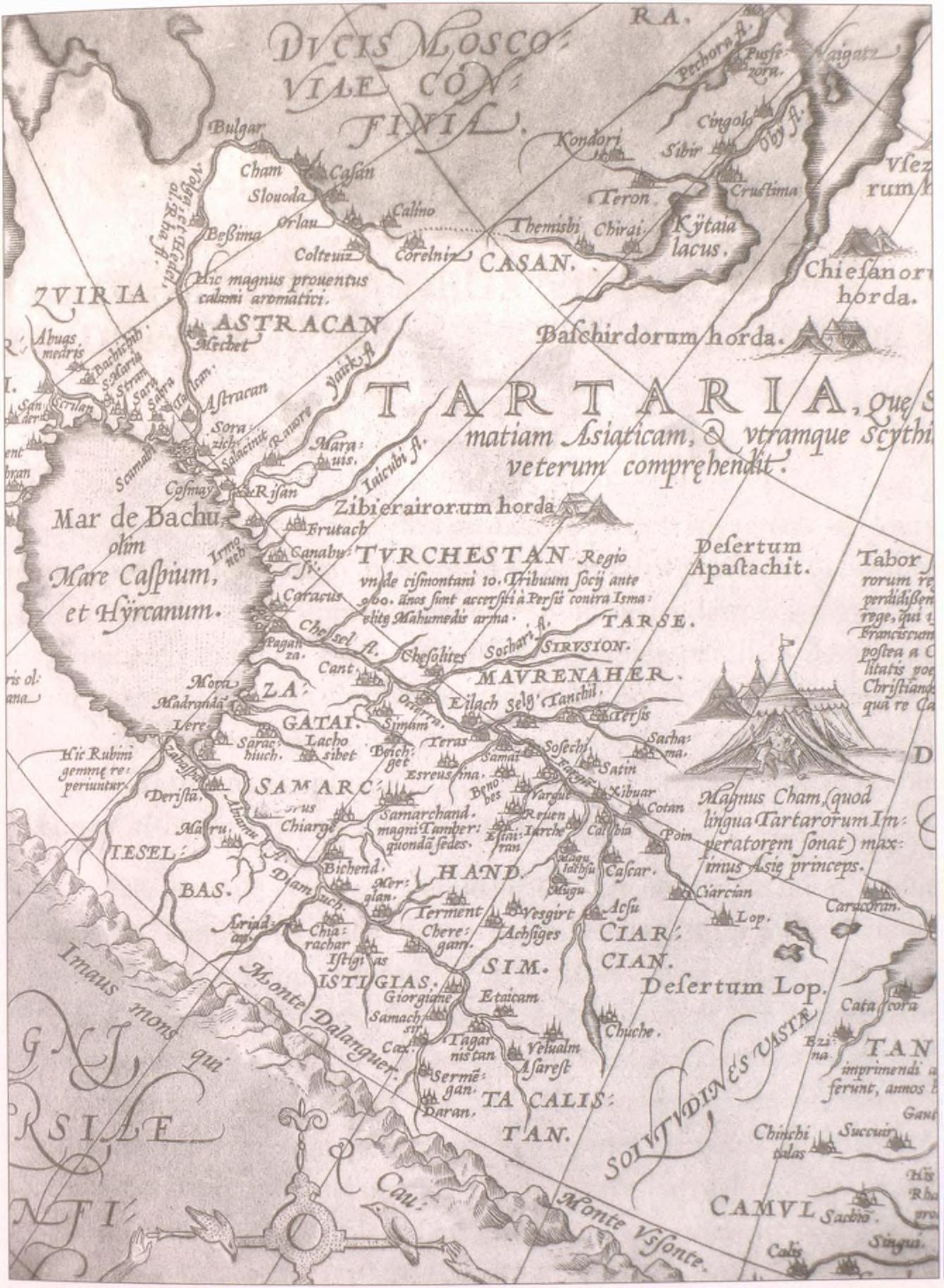
Уривок карти Тартарії в атласі Ортелія «Видовище кола земного» (1598)

Включена в "Записки про Московію» карта Авґустина Гіршфоґеля (створена 1546 року) використовувала московські, польські, литовські джерела; на карті з'являється шлях до Китаю через Північний океан. Карта Ентоні Дженкінсона (1562, включена в Атлас Ортелія 1598 року), складена за підсумками подорожей у Середню Азію і Персію (1557—1564), вирішальним чином вплинула на зображення Центральної Азії, передусім Туркестанського басейну. На відміну від античних карт, на яких Яксарт (Сирдар'я) впадає в Каспійське море, на карті Дженкінсона річка тече на північ, через області Taskent (Ташкент) і Boghar (Бухара); Амудар'я бере початок в околицях Shamarcandia (Самарканд) і зливається із Сирдар'єю, що впадає потім в озеро Kitaia Lacu (ймовірно, Аральське море). Озеро з'єднується з Північним океаном річкою Oba (Об). Пошуки північного морського шляху відбивалися і на карті Тартарії Меркатора (1569), а потім на «Атласі» фламандського картографа Йодокуса Хондіуса (1606); назва міста Cambalich (Пекін) повторюється (Cambalu) на узбережжі Тихого океану. Ймовірно, під впливом російської топонімії границі Катая доходять до озера Kitaia, з якої витікає річка Об. Описи Дженкінсона і Меркатора в цілому точно відбивають (багато в чому помилкові) уявлення європейців про Північно-Східну Азію другої половини XVI століття.

## Тартарія в XVI—XVIII століттях: епоха орієнталізму і колоніалізму
Поява наукового сходознавства на початку XVII століття зробило революцію в уявленнях про Азію, протягом XVII століття античні назви майже повністю зникли. Найістотніші зміни відбулися у 1630–40-ві роки. Першими більш-менш точними зображеннями Центральної Азії були карти, складені російськими дослідниками наприкінці XVII — початок XVIII століть. XVIII століття завершилося окреслення гірських систем Гіндукушу, Паміру і Гімалаїв та річкових басейнів Середньої Азії, що дозволило нарешті розділити Аральське і Каспійське моря. Географічна дійсність Великої Тартарії залишалася мало вивченою в порівнянні з Туреччиною, Персією, Східної Індією і Китаєм, хоча Жиль Робер де Воґонді і Дід'є Робер де Воґонді 1757 року стверджували, що «експедиції в язичницькі країни забезпечили чудове знання про їхні землі». Виняток становили північно-східна Тартарія (дослідження російських мандрівників і єзуїтів) та Каспійський басейн. Незалежна Тартарія й області за Яблоновим хребтом уздовж Амура, аж до Тартарської затоки, залишалися terra incognita для росіян і європейців. До кінця XVII століття образ Тартарії «розпався» на частини, на різні «тартарські» регіони, до XVIII століття більшість європейських дослідників використовували поділ Тартарії на російську (або московську), незалежну і китайську.

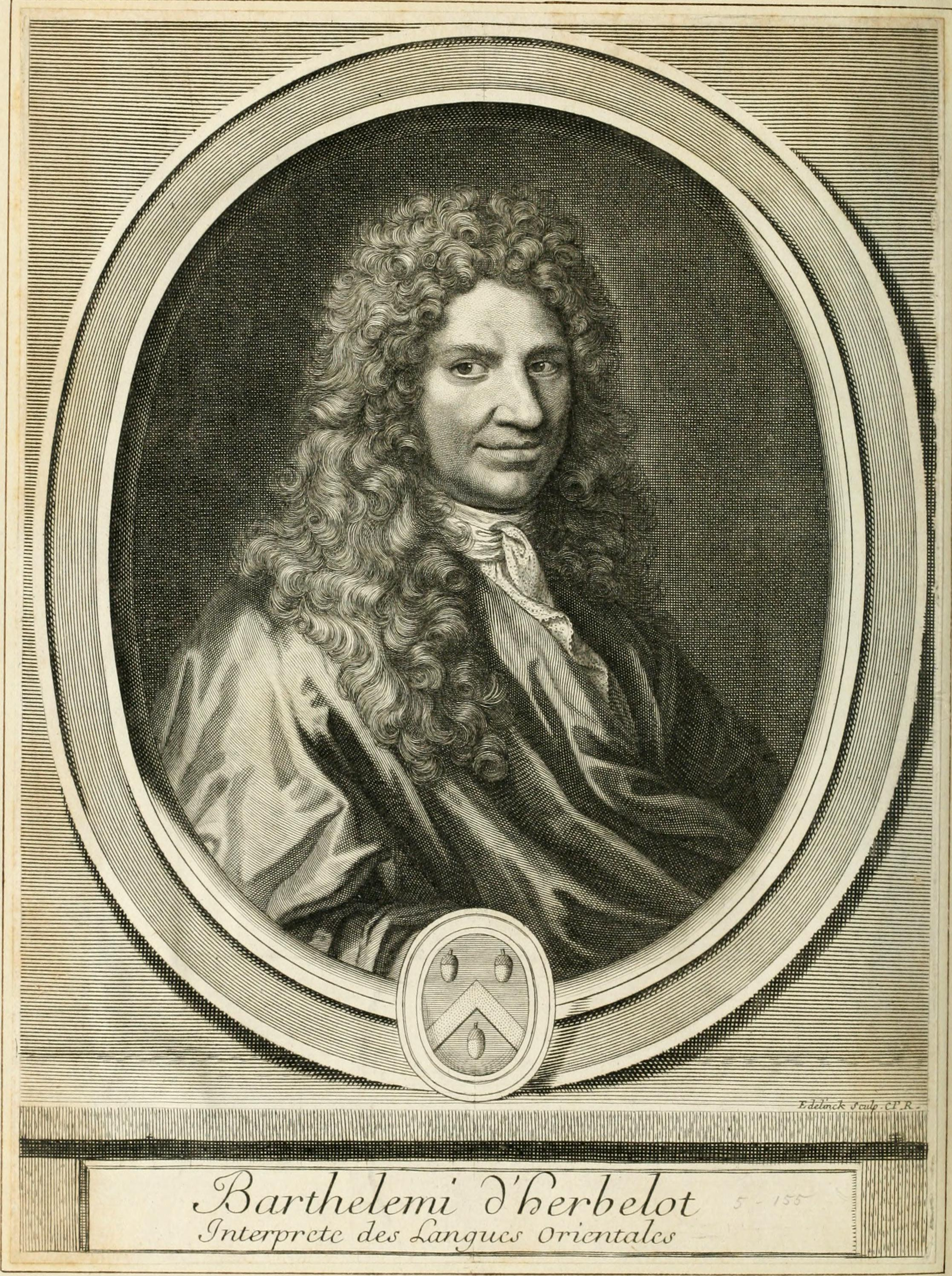
Бартелемі Ербело

Образ Тартарії — Центральної Азії — утворювався на перетині чотирьох різних перспектив. По-перше, з точки зору вивчення Близького і Середнього Сходу (Леванту), конструюється у вигляді «класичного Сходу», Сходу як такого, нової античності. По-друге, з боку синології — досліджень Далекого Сходу, повного екзотики, за своєю природою відмінного від Європи; нарешті, Тартарія вивчалася державами, які мали політичні зацікавлення: з північного заходу її освоювали російські мандрівники, з півдня, з Індії, — британські дослідники. Єпископ Клод Вісделу (його трактат було видано у «Східній бібліотеці» Бартелемі д’Ербело 1779 року) зробив спробу описати Тартарію з допомогою «структурних опозицій»: кочівники — хлібороби, Верхня Азія — Нижня Азія.
У XVII—XVIII століттях в описах і картах європейських енциклопедистів поняття «Тартарія» не мало загальних і точних значень, хоча зберігало негативну конотацію. Різними були його транслітерація, зміст, описуваний географічний простір. Енциклопедичні описи, включаючи докладний розслід Вісделу, залишалися розмитими. Згідно С. Горшеніній, термін вказував на різні етнографічні, регіональні і політичні особливості, які співіснували в картографії, історичних або філософських описах.

### Тартарія в європейських дослідженнях

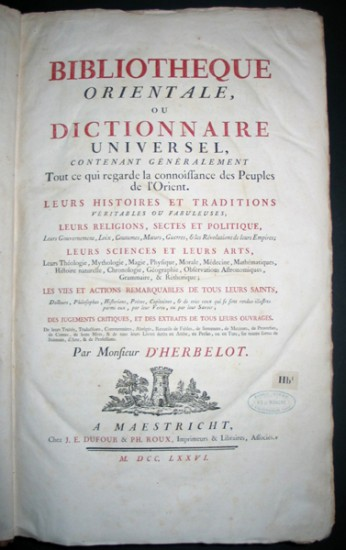
Титульний лист «Східної бібліотеки» Бартелемі Ербело (1776)

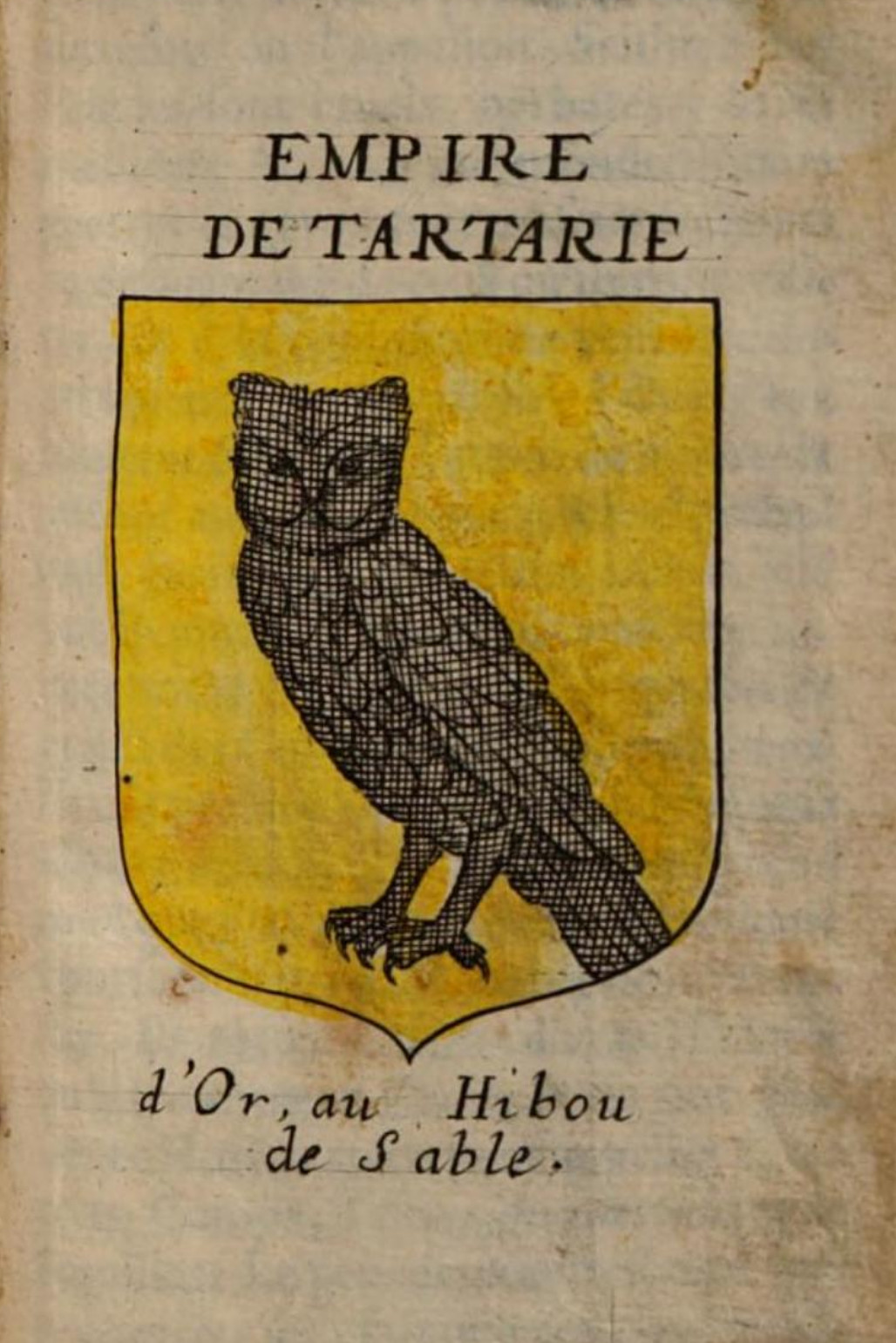
Герб Імперії Тартарія. П'єр Дюваль, «Всесвітня географія», 1676

Мусульманський погляд представлено у «Східній бібліотеці» (1697) французького філолога Бартелемі д'Ербело — загальної енциклопедії Сходу, що описала Центральну Азію на основі відомостей мусульманських мандрівників і дослідників. Д'Ербело не згадував тартарів, а слідував східним авторам: Іран і Туран включали усю Верхню Азію поза Індією і Китаєм. Учений використовував топоніми «Туркестан» і «Мавераннахр», уточнював відомості про тартарів, монголів, західних і східних турків.
XVII століття місіонери поступово просувалися вглиб Тартарії, разом з маньчжурською армією; в 1682—1683 роках почалися контакти з російськими дослідниками, які цікавилися китайськими джерелами по Тартарії. Місіонери-єзуїти Фердинанд Вербіст, Жан Франсуа Жербільйон та інші шукали шлях з Пекіна до Європи через Велику Тартарію; місіонери контактували, зокрема, з російським дипломатом Миколою Спафарієм. Завдяки співпраці з обміну знаннями Тартарія стала доступнішою. «Шлях через країну узбеків в Китай не був настільки важким і довгим, як вважає більшість», — уклав 1693 року мандрівник-єзуїт Філіп Авриль. Карти ставали точнішими; фундаментальним дослідженням було «Географічний, історичний, хронологічний, політичний і фізичний опис Китайської імперії і китайської Тартарії» Жана-Батиста Дюальда (1736). Велике значення Дюальд надавав Великому китайському муру — межі між «цивілізованим світом» і «варварством». Світ варварів за Великим китайським муром отримав назву Великої Тартарії (для опису автор використав трактат Жербільйона):
…Великою Тартарією зветься уся частина нашого материку між східним морем на північ від Японії, Льодовитим морем, Московією, Каспійським морем, Моголами, королівством Аракан поруч з Бенгалією, королівством Ава, Китайської імперією, королівством Корея; на заході Велика Тартарія обмежена Московією, Каспійським морем і частиною Персії; з півдня — тією ж частиною Персії, Моголами, королівствами Аракан й Ава, Китаєм і Кореєю; зі сходу — східним морем, а з півночі — Льодовитим морем. Уся ця велика область колись була поділена між незліченними правителями, а сьогодні майже повністю об'єднана під владою імператора Китаю або царів Московії. Тільки кілька областей не підкоряються одній з двох імперій: країна Узбеків, частина країни калмуків або калмаків, Тибет, кілька маленьких держав в горах убік королівства Ава і на захід від провінції Сичуань.
Згідно Дюальду, Велика Тартарія розділена на три частини: московська Тартарія, або північна Тартарія, відкрита росіянами малонаселена область; Незалежна Тартарія, центр котрої ніколи не відвідували єзуїти; нарешті, китайська Тартарія (східна Тартария, або країна монголів, між Великим Китайським муром і російськими володіннями), описана Жербільйоном. Китайські землі за Великим муром, пише Дюальд, нині перебувають в залежності від маньчжурських тартарів, що колись населяли східну Тартарію. Історик докладно описує східну Тартарію, відзначаючи, що вона є головним чином великою пустелею, удвічі меншою за Китай. В осередді східної Тартарії знаходиться країна Хамі, чиї мешканці вважають себе нащадками Тамерлана. Хамі — посушлива і піщана місцина, яку китайці іноді називають піщаним морем (фр. mer de sable), а самі тартари — Ґобі. Це дуже негостинна країна для мандрівників, небезпечна для коней, тому тартари частіше використовують верблюдів. Про незалежну Тартарію Дюальд пише, що в Мавераннахрі її назвали Чагатаем, по імені сина Чингісхана, нинішня назва — Узбек, ім'я частини тартар. Країну також називають Великою Бухарою, яка відмінна від Малої Бухарії, розташованої в районі Кашгара.
Місіонери-єзуїти в Китаї були сучасниками Бартелемі д'Ербело. Єпископ Клод Вісделу, учасник наукової експедиції в Китай (1685—1709), не погоджувався з «мусульманською» версією Центральної Азії. Вісделу вважав мусульманські джерела менш надійними, ніж місіонерські, і критично ставився до роботи «кабінетного вченого» д'Ербело, відкидав термін «Тартарія». Єпископ писав (1779), що Тартарією слід називати територію на північний захід від Китаю — колишню Скіфію, звану мусульманами Туркестаном і Тураном. Вісделу описував етимологію терміна, що відбувалося від назви підкореного монголами народу; імперія монголів займала простір між «чотирма морями» (Південне, Східне, Льодовите і Середземне), поза її влади залишалися тільки Московія, Південна Індія і кілька інших держав. Згідно Вісделу, межа Тартарії проходить північними берегами Понта Евксинського (сучасне Чорне море) і Каспійського моря, а потім повертає на південь аж до Індії або, скоріше, Хорасана; Тартарія межує з країнами між Індією і Китаєм, королівством Корея, межа закінчується у Східного моря. На півночі країна омивається Льодовитим морем, і, нарешті, на заході можна провести уявну смугу від західного краю Понта Евксинського до гирла Обі в Льодовитому море. Тартарія в усічених розмірах, згідно Вісделу, виглядає інакше — без Європи і Росії; межа проходить від гирла Волги до Льодовитого моря, а в найбільш зменшеному варіанті — від півночі Хорасана, уздовж східного берега Каспію і далі до Льодовитого моря. Тартарія в описі Вісделу включає майже усю територію сучасної Росії, колишні радянські республіки Середньої Азії, частину Ірану, Афганістану, Пакистану, північ Індії, Тибет і Монголію. У зменшеної версії Тартарії межа проходить Уральськими горами. Ця остання Тартарія розділена на західну і східну меридіаном між Пекіном і Льодовитим морем. Дотримуючись китайських авторів, Вісделу пропонує протягнути лінію між найпівнічнішою точкою Каспію і пекінським меридіаном. Територію на південь від уявної межі слід називати південною або нерухомою Тартарією, її населяють народи, керовані декількома тартарськими державами. У північній або мандрівній Тартарії мешкають «бродяги», мандрівні народи, що живуть в юртах і пересуваються на візках. Південна Тартарія теж розділено на дві частини: дослідник виділяє китайську Тартарію, розташовану на схід від гори Імаус.

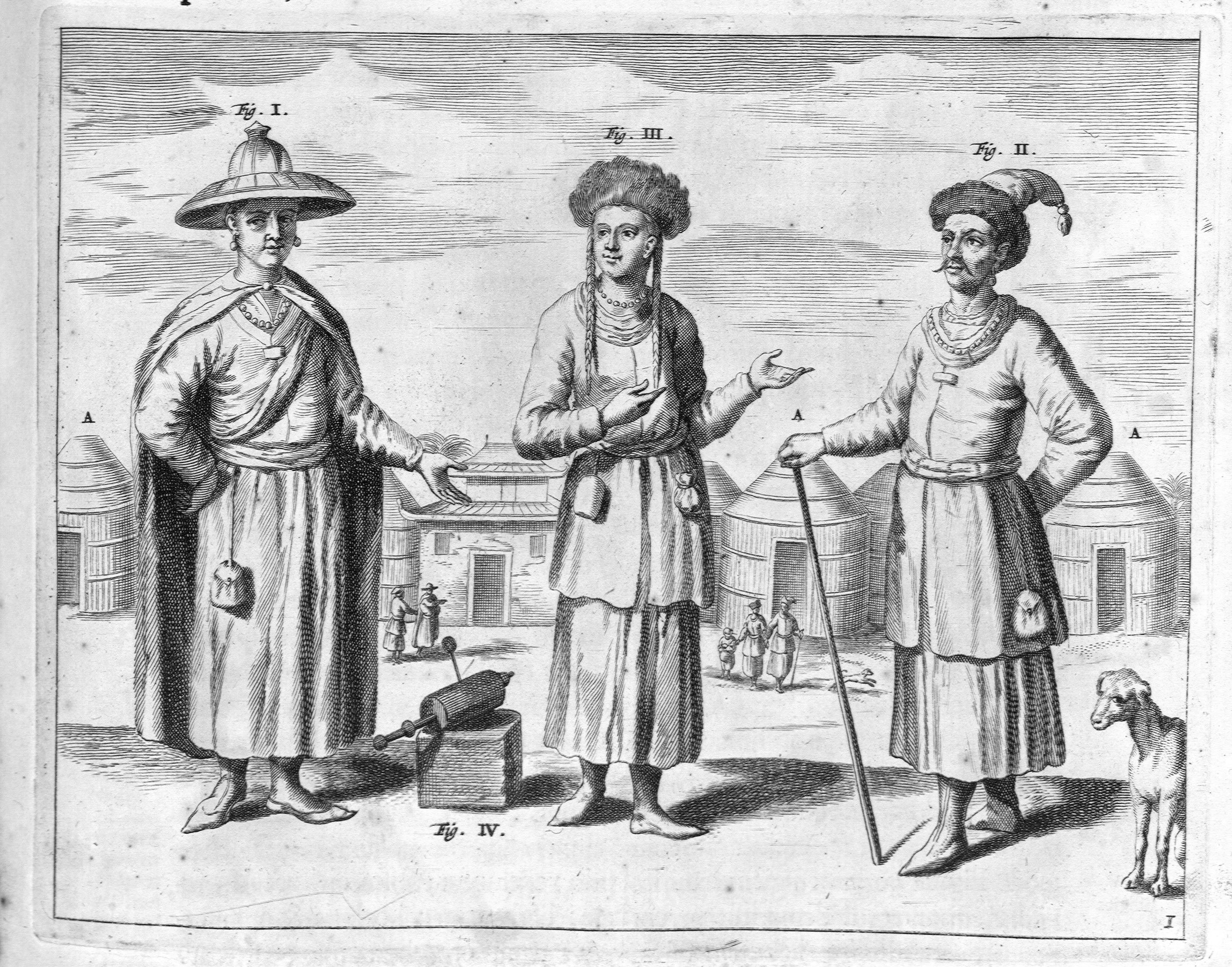
Зображення тартарів у енциклопедії Китаю Афанасія Кірхера (1667)

Окрім «тартарської» термінології, Вісделу використовував введений д'Ербело термін Верхня Азія замість «Скіфії, Тартарії, Туркестану або Турану», чітко відокремивши її від Тибету. Розташування Тартарії на височині підкреслювали й інші описи того часу. Шведський географ Філіп Йоган фон Страленберг (1730) писав про Тартарію як про пологу височини, з нахилом до Льодовитого моря, що відповідало напрямку вітрів і течії річок. Високогірна Тартарія включала «жахливу» пустелю Ґобі: в «Новому атласі Китаю, китайської Тартарії і Тибету» (1737) французький картограф Жан Батист Бургіньон д'Анвіль писав, що Велика Ґобі є високогірною піщаною рівниною; там настільки холодно, що лід майже завжди зустрічається неглибоко під землею. Згідно д'Анвілю, інші подібні області Тартарії теж іменуються Ґобі, хоча вони не настільки великі; росіяни ж називають їх Степом.
Вчені кінця XVIII століття поміщали до високогірного регіону прабатьківщину людства; французький мандрівник барон Франсуа де Тотт писав в 1784—1785 роках, що плоскогір'я Тартарії, де нині мешкають тартари, було першою областю в Азії, відкритою і заселеною людьми. Згідно Де Тотту, з того місця проходили розселення народів убік Китаю, Тибету і Кавказу, Південної Азії, аж до Європи (ґоти, остґоти і вестґоти). Плато Тартарії продовжує гірські ланцюги Кавказу і Тибету на північ, аж до Кореї; це найпіднесеніша частина суходолу між Індією і Камчаткою, в ній беруть витоки річки, які течуть на північ і на південь.
Наприкінці XVIII століття уявлення про Центральну Азію з південної перспективи утворювалося й у британців завдяки виданням географа Джеймса Реннел, відомого своєю картою Індії. Слідуючи по стопах експедиції мандрівника-етнографа Ґеорґа Форстера (1783—1784) і використовуючи його відомості, Реннел відзначав труднощі визначення меж між Росією, Індією і Персією. За його оцінкою, російські карти не могли що-небудь сказати про «райони Самарканду і Західної Тартарії». Згідно Реннел, «занурена в морок» земля між Кандаґаром і Каспієм «належить швидше Персії, ніж Індії», а область далі на північний захід залежна від Тартарії. Географ описує ширококраю Велику Бухару, зміщуючи Туркестан до західних границь Кашґара, які в його описі проходять в районі Shahsh або Tashkund (нині — область Ташкента). Індостан межує з Тибетом на півночі і з Тартарією на заході; Тартарія, як і Персія, локалізується на північний захід від Індії. Кашмір є найближчою до Тибету і Тартарії індійською провінцією, а Кашґар знаходиться між Індією і Китаєм.
У другій половині XVIII — початку XIX століття змішання понять Тартарія і Верхня Азія породило топонім Верхня Тартарія. Назва вперше з'явилася у французького автора Клода-Шарля де Пейсонеля 1765 року в творі «Історико-географічні спостереження про варварські народи, які населяють берега Дунаю і Понта Евксинського»; Де Пейсонель називав Верхньою Тартарією подовжніх до Китаю місцевості. Новий топонім увійшов у вжиток, хоча не був прийнятий всіма вченими; Верхня Тартарія перебувала поза Арало-Каспійської низовини, Паміру, Тянь-Шаню і Тибету, проте топонім не мав такого універсального значення, як Верхня Азія. Згідно С. Горшеніній, інтелектуали від єзуїтів до Вольтера шукали азійське протиставлення Китаю, який сприймався в Європі як освічена деспотія. Негативне сприйняття Тартарії на рубежі XVIII—XIX сторіч відзначалося історичною перспективою, що поєднується з географічною та часовою близькістю: нащадки варварів тартари були язичниками, жорстокими кочівниками, схильними до деспотизму. Вісделу (1779) писав, що Тартарія була нескінченним джерелом нашестя варварів, які приносили спустошення Європі й Нижній Азії; на просторах Тартарії розгорталися найкривавіші трагедії у світі. С. Горшеніна робить висновок, що точне визначення меж Верхньої Тартарії або Верхньої Азії не було обов'язковим, оскільки, як відзначав Вісделу, «кожен може переміщати і розміщувати їх так, як вважатиме доречним»; підхід повністю відповідав політичному становищу — просування європейського колоніалізму постійно зміщало кордони Сходу на південний схід, до Індії і Китаю.

### Регіональні описи

Карта Тартарії в «Атласі» Меркатора, складена Йодокусом Хондіусом. Амстердам, 1628

Регіональні описи представлено на картах XVI і XVII століть аж до початку XVIII століття. Попри безліч фактичних даних, «Тартарія» зберігалася у свідомості європейців, її місце розташування залишалося випадковим (як і межа між Європою і Азією), невизначеним і несталим. Розмитий образ Тартарії зберігав зв'язки з Ґоґом і Маґоґом. «Глобалістські» зображення, які ототожнювали Тартарію з Азією, поєднувалися з локальними варіантами. Географічна протяжність часто підкреслювалася за допомогою епітета «Велика» (Magna). В останній третині XVII століття на французьких картах закріпилася назва Grande Tartarie, на англійських — Great Tartaria, на німецьких — Tartareij. Російський географ і історик Василь Татищев активно використовував різні варіанти топоніма (Велика, Мала, східна, північно-східна Татарії), протиставляючи степовий світ Великої Татарії Малій Татарії (Крим й осілі країни Туркестану). Тартарію поміщали в різних напрямках на сході і на заході, аж до земель на захід від Уралу, що явно суперечило карті Фра Мавро XVI століття. Кордон Тартарії по Дніпру, що наближає Тартарію до Європи, помітен на карті Йодокуса Хондіуса (1606). У польського картографа Бернарда Ваповського (1507), чия карта наслідує втраченій карті Миколи Кузанського (1491),  Tartariae Pars  вказує на область на північ від Чорного моря. На карті Паоло Джолі (1525) Тартарія включає Руську рівнину, починаючись від гирла Дніпра, і триває за Уралом; між Азовським і Каспійським морями вказано «ногайські тартари». Схематична карта німецького енциклопедиста Ґреґора Рейша (1513, переробка карти Вальдземюлера) поміщає Тартарію Половецьку (Tartaria Cumanis) на північний захід від Каспійського моря. Голландський картограф Гессель Геррітсен (1613) обмежував Тартарію територією степів між Дніпром і Волгою, де розташовувалася Тартарія Перекопська, або Крим. Пейсонель (1765), ототожнював Велику Тартаію і Азійську Скіфію:
 Визначена Жюстеном, [… простягається] від Ріфейських гір до річки Ґаліс; її кордони мають включати всі країни між Каспійським морем і Чорним морем, усе, що на північ від цих двох морів, тобто країни, зрошувані Волгою, яку в давнину називали Ра, […] Дінцем — справжнім Танаїсом; Доном, прозваним в давнину Танаїсом […], Борисфеном [Дніпро]…

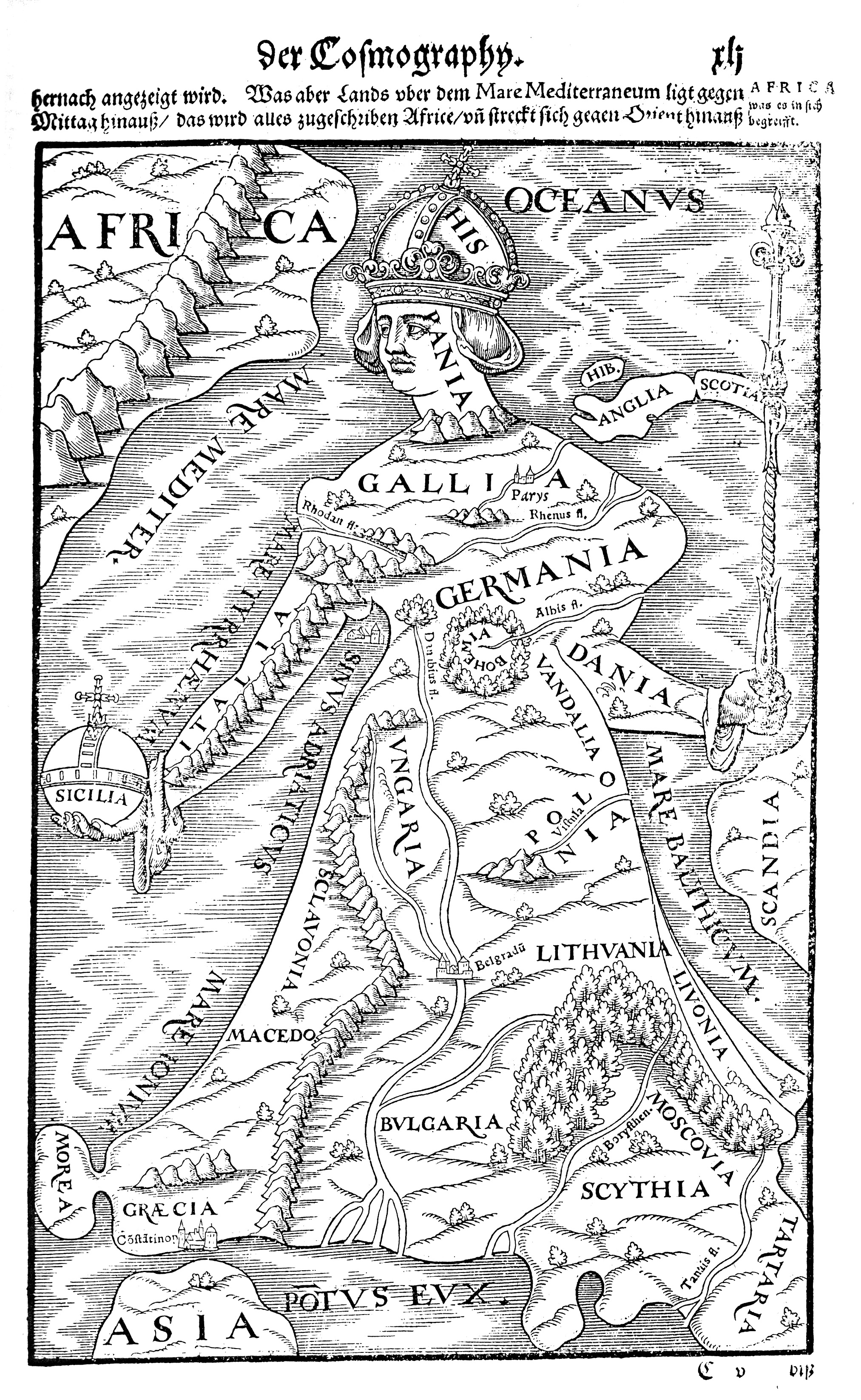
Європа у вигляді королеви Себастьяна Мюнстера, версія 1628 року. Тартарія внизу праворуч

Інші автори, Франсуа де Бельфоре (1575) та Себастьян Мюнстер («Космографія», 1544), поміщали Тартарію на схід, за Танаїсом. На одній з карт Мюнстера (1543) плаття антропоморфної «королеви Європи» злегка торкається Тартарії, розташованої за Танаїсом. Згідно з картою Ортелія 1586 роки, Тартарія починалася на північ від Чорного моря і на схід від Дону і не продовжувалася далі від Каспію (східна частина Азії — Туркестан, Катайо і Монгол — не входила в Тартарію). Інша карта Ортелія (1564), навпаки, супроводжувалася коментарем «Тартарія колись називалася Скіфією і Сарматієй». На вигравіруваним 1546 року карті з першого видання «Записок про Московію» Герберштейна Тартарія обмежена невеликим краєм між Азовським морем і нижньою течією Волги. Для Ентоні Дженкінсона Тартарія починалася з Астрахані, яка натоді вже була частиною Московського царства. У Дженкінсона Тартарія займає простір степів на південь від Московії і включає Середню Азію, на карті зазначено, що «Самарканд була колись столицею всієї Тартарії». Ця локалізація Тартарії на північний схід від Волги присутня у Ґерарда Меркатора (1569), Абрахама Ортелія (1570), Адама Олеарій (1656); на карті-ілюстрації до «Записок про Московію» (1570-ті) та інших картах кінця XVI — першої половини XVII століть. Того часу Тартарія виявлялася і набагато східніше, за межами Скіфії та Імауса. Маттіас Кваден (1596) поміщав Тартарію далеко на сході відомого світу відповідно до уявлень Плано Карпіні XIII століття — в місці, де схід з'єднується з північчю. Карта Тихого океану Ортелія (1570) проводила межу Тартарії по Великому китайському мурові, а на карті Яна Янсона «Magni Mogolis Imperium» (1656) межа проходила по Кабулу; опис західних кордонів залишався неточним.

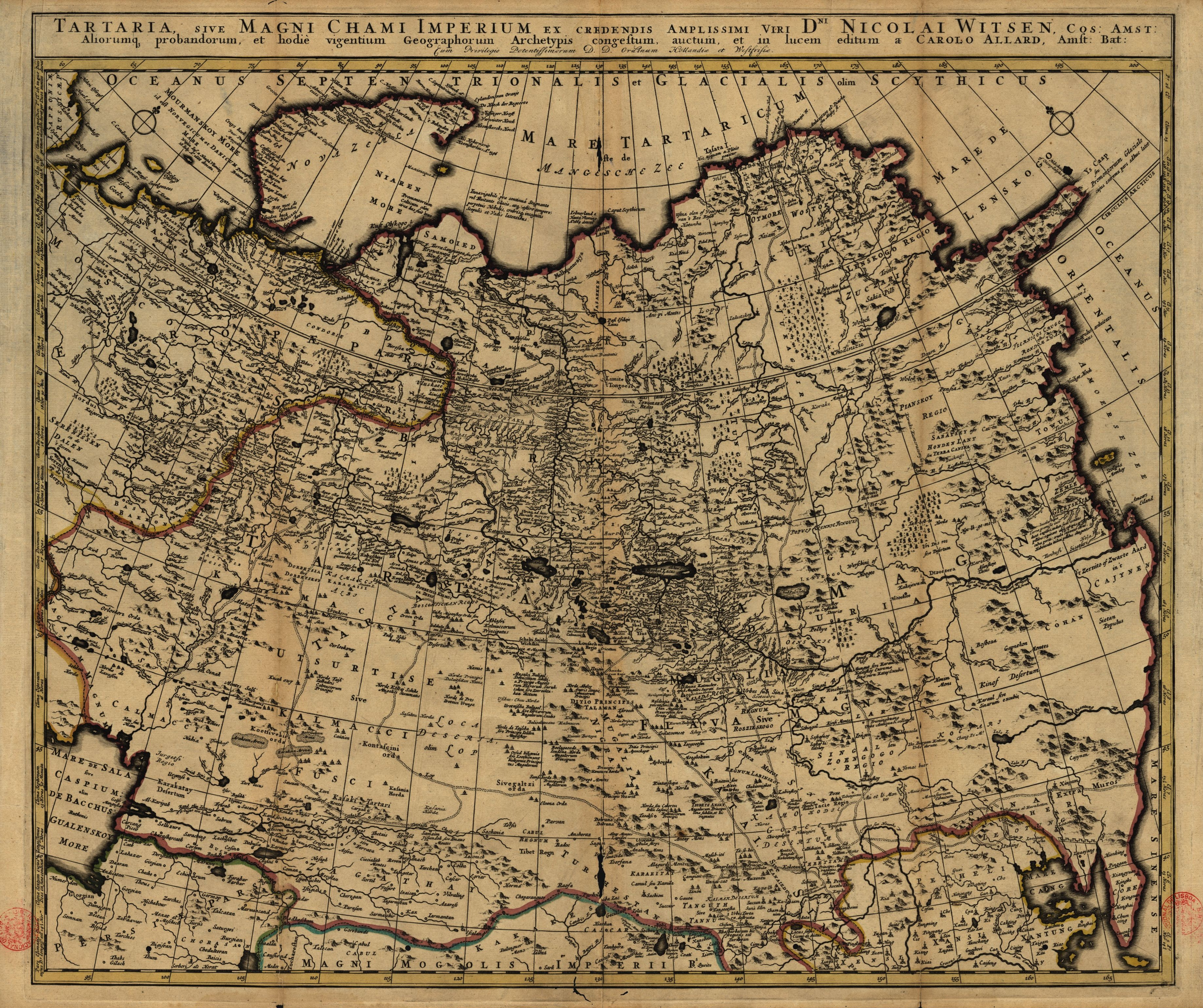
Карта Тартар Н. Вітсена (1705)

Територія Тартарії іноді досягала половини Азії, включаючи області аж до Танаїса, Волги або Уралу, півночі Індії, суперечливі версії зустрічалися в одних і тих же картографів. Ян Блау (1686) називав Тартарією весь простір за Уралом. Нідерландський дослідник Ніколаас Вітсен ототожнював Тартарію і Азію, маючи на увазі розлогі простори між Уралом і Тихим океаном. Вітсен відносив до Тартарії Сибір, материковий Китай і Монголію (Велика Тартарія), Середню Азію (Пустельна Тартарія). На схематичніших картах Симона Жиро (1592) і Теодора де Брі (1599) територія на північ від Гіндукуша включає або Тартарію, Туркестан, Катай (за версією Жиро), або Тартарію, Китай, Катайо і Монгол (згідно де Брі). Назву переносили і на морські простори — Тартарська протока між Сахаліном і російським Далеким Сходом (так протоку назвав наприкінці XVIII століття Жан-Франсуа Лаперуз) або Тартарське море (Японське море). На карті Вітсена (1692) Тартарським морем названо водний простір Північного Льодовитого океану на схід від Нової Землі. У географічному додатку до «Opus de doctrina temporum» Діонісія Петавія, виданому 1659 року в Лондоні, говорилося:
Тартарія (відома в давнину як Скіфія, за їх першим царем Скіфом, який спочатку отримав ім'я Маґоґіус, від імені сина Яфета Маґоґа, чиїми нащадками були ті мешканці) самими жителями називається Монґул. Тартарією же зветься по річці Тартар, що зрошує значну частину країни. Це велика імперія (яка не поступається за розмірами жодній країні, окрім колоній іспанського короля — але і тут вона має ту перевагу, що всі її частини пов'язані сушею, коли як згадана сильно розділена), вона простягається на 5400 миль зі сходу на захід і на 3600 миль з півночі на південь, таким чином великий Хан, тобто імператор, панує над багатьма царствами і провінціями, з безліччю славних міст. На сході вона обмежена Китаєм, Морем Цин (або Східним Океаном) і Аніанською протокою. На заході горою Урал. На півдні річками Ганг й Оксус (нині Абіам) Індостану і верхньою частиною Китаю <…>; на півночі Скіфським або Замороженим Океаном — там землі настільки холодні, що нежилі. <…>

### Етнографічні описи

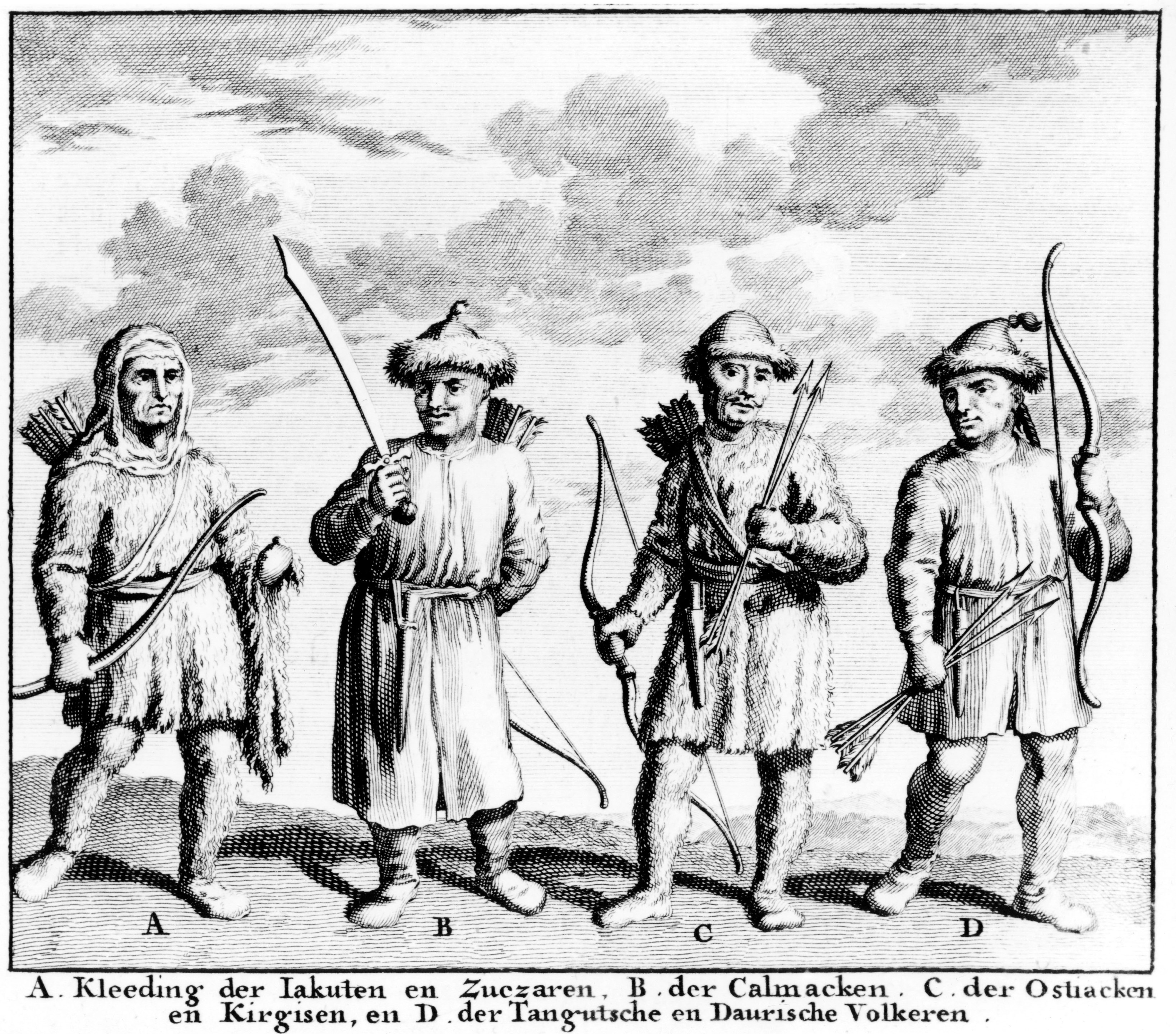
Мешканці (жителі) Тартарії в зображенні Н. Вітсена: A — якут, B — калмик, C — киргизький остяк, D — даурський тунгус

Загальний етнографічний термін «Тартарія» XVIII століття зберігався, однак кількість «тартарських» етнонімів Центральної Азії зменшилася; в Росії Тартарія поступово замінювалося Татарією. Згідно С. Горшеніній, західні тартари були менш вивчені, ніж східні тартари (маньчжури). «Тартарія», з одного боку, була етнічним поняттям для опису різних народів, що населяли Монгольську імперію і її околиці, в тому сенсі, в якому його розуміли від Марко Поло і Плано Карпіні до Клода Вісделу. Різноманітності «тартарської» термінології сприяли дослідження єзуїтів і російських мандрівників, а також політичні чинники — виникли сфери впливу між Росією і Китаєм. У європейській і російській картографії «справжні» тартари (тобто монголи) протиставлялися усім іншим, завойованим або асимільованим народам. Тартари, з іншого боку, не мали точної географічної локалізації або етнічної ідентичності, зберігалося негативне уявлення про них як про далекого ворога, що викликав асоціації із Сатаною, Ґоґом і Маґоґом, втраченими євреями і Антихристом.

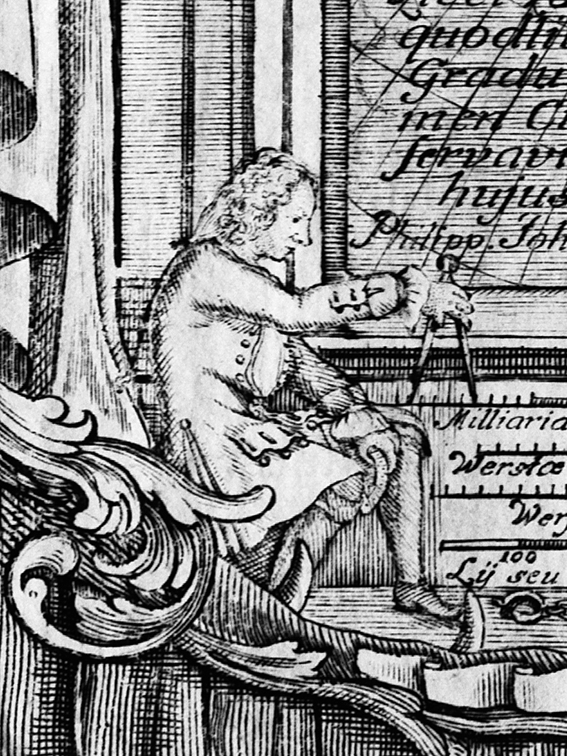
Філіп Йоганн фон Страленберг

Етнографічні описи представлено в дослідженнях фон Страленберґа, Дюальда, роботах російських вчених Василя Татіщева і Петра Ричкова. Фон Страленберґ вказував, що Тартарією називають високогірну і важкодоступну країну на півночі, що населяють варварські і язичницькі народи. Спираючись переважно на відомості, почерпнуті в Західному Сибіру, фон Страленберґ склав докладну класифікацію татарських народів і виділив шість груп татарів. З точки зору фон Страленберґа, Сибір (остяки, якути, юкагири) не є Великою Татарією, яка розташовується південніше — на схід від Каспійського моря, її населяють узбеки, кергези (яких слід відрізняти від киргизів), каракалпаки тощо. Мала Тартарія включає народи буджаків, малих ногаїв, народи Криму, Кубані, Дагестану, Черкесії; вони залежні від Персії, турок чи Росії. Ніколаас Вітсен вважав тартарами ногайців, мордву і остяків (ханти).
З іншої перспективи, з Китаю, Дюальд запропонував розрізняти чотири «види» тартарів: східні тартари, що живуть недалеко від Китайського муру, уздовж річки Амур і біля Японського моря; західні тартари, або смердючі тартари (відношення Дюальда до світу «варварів» було негативнішим, аніж у Страленберґа) — калмукі та інші народи; тартари-мусульмани — їхня мова нагадує мову узбеків, а не монголів; Тартари під владою Московії, пізніше описані Пейсонелем:
Тюрки, народ Тартарів, що прийшов з Великої північної Тартарії з боку Обі, мешкали за межами Малої Тартарії, між Дніпром і Доном, звідки прийшли тартарськи народи — ногайці…, узи або мадяри, судячи із зовнішнього вигляду, з тієї ж країни, що і тюрки.
У міру наближення до центру незалежної Тартарії описи ставали дедалі розпливчастими. Англієць Брайан Едвардс відзначав, що тартари, які проживають між Чорним і Каспійськими морями, складаються з трьох племен: терекменів, кумиків і ногайців. Російські вчені Василь Татищев і Петро Ричков відзначали, що мешканці Хіви і Бухари, Ташкента або Туркестану є мусульманами, але надійних відомостей про них немає.

### Політичні описи
В останній третині XVII століття просування росіян на Далекому Сході і китайців на північний захід завершилося — тепер термінологія мала відповідати новим політичним реаліям. З початку XVIII століття в Європі поширилася трьохприватна схема: російська, китайська і незалежна Тартарії. Як зазначає С. Горшеніна, картографія еволюціонувала в напрямку системи державних кордонів, що стало помітним до початку XIX століття. На рубежі XVIII—XIX століть Тартарія досі використовувалася в картографії для опису «Центральної Азії», але не мала сталих кордонів. Північна Тартарія була синонімом для московської Тартарії, азійської Московії, російської Тартарії або азійської Росії. С. Горшеніна резюмує три різновиди свого охоплення: регіон між Доном і Волгою; землі до Уралу; Урал й увесь Сибір.  Незалежна, або Велика Тартарія займала великий простір між Персією, Східною Індією (або країною монголів), Китаєм і Сибіром, території майбутніх пострадянських азійських республік, Тибету, Ассаму. Китайська Тартарія іноді включала Синьцзян, сучасні Монголію і Маньчжурію.

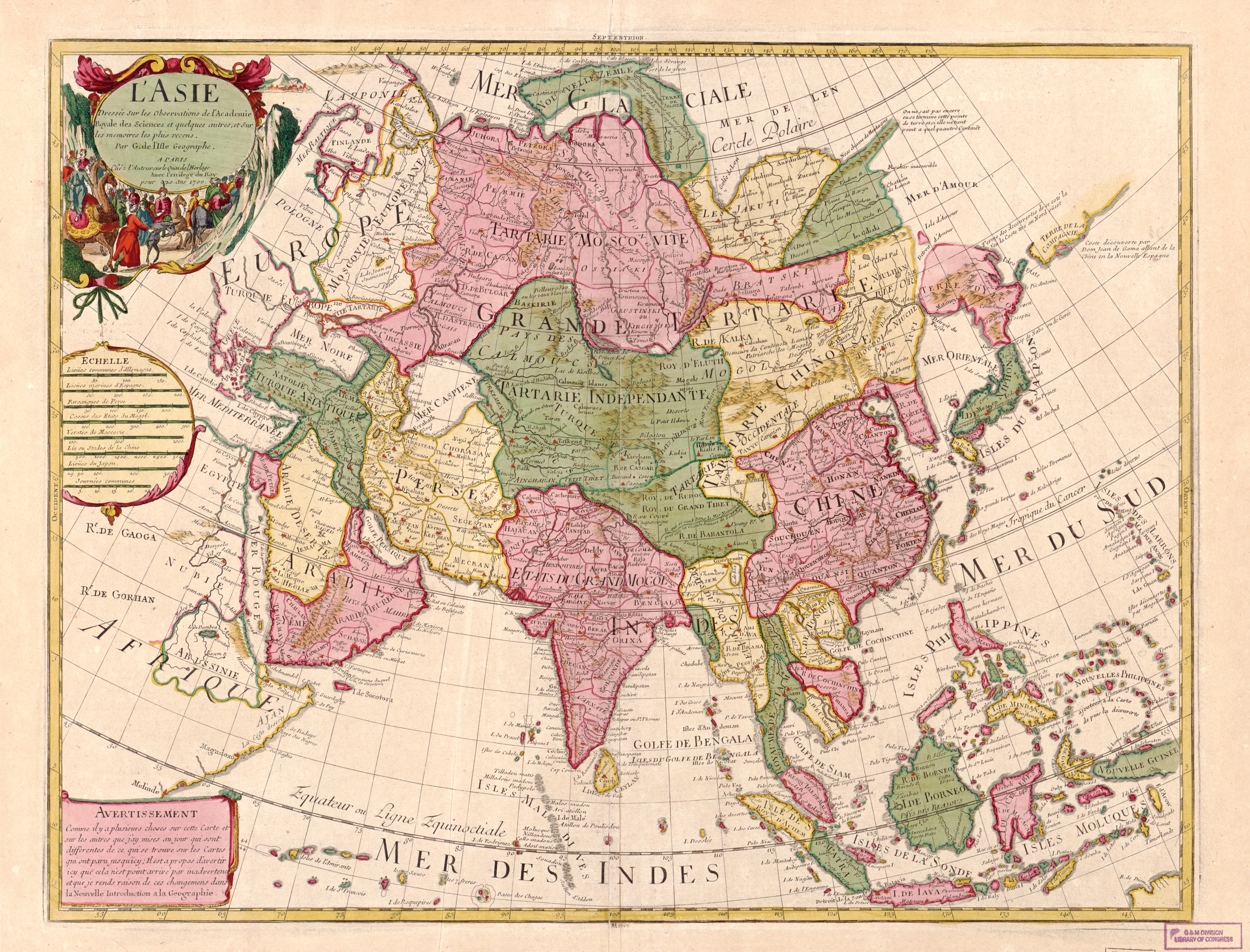
Тартарія на мапі Азії Гійома Деліля, 1700

У першому етатистському описі, виконаному французьким картографом П'єр Дюваль 1674 року, Тартарія поділялася на пустельну — на захід від Московії — і стару — на північному сході материку, за межами Катаю і Кін (Kin), область ближче до Великого Китайського муру. На іншій карті Дюваля (1679) Велика Тартарія як і раніше займала центральну частину Євразії: північна Тартарія і Кін названі старою Тартарією і Тартарією Кін. Як зазначає С. Горшеніна, перехід від регіональних описів до політичних, від невизначених розмірів і меж Великої Тартарії до трьохприватної схеми можна бачити в «портативному географічному словнику» британського історика Ловренса Ечарда (1790), до якого додавалася карта 1759 року. Якщо на карті Велика Тартарія розташована між Туреччиною, Персією, Індією та Китаєм, то словник уточнював, що Тартарія включає московську, китайську і незалежну та «займає більше третини Азії».

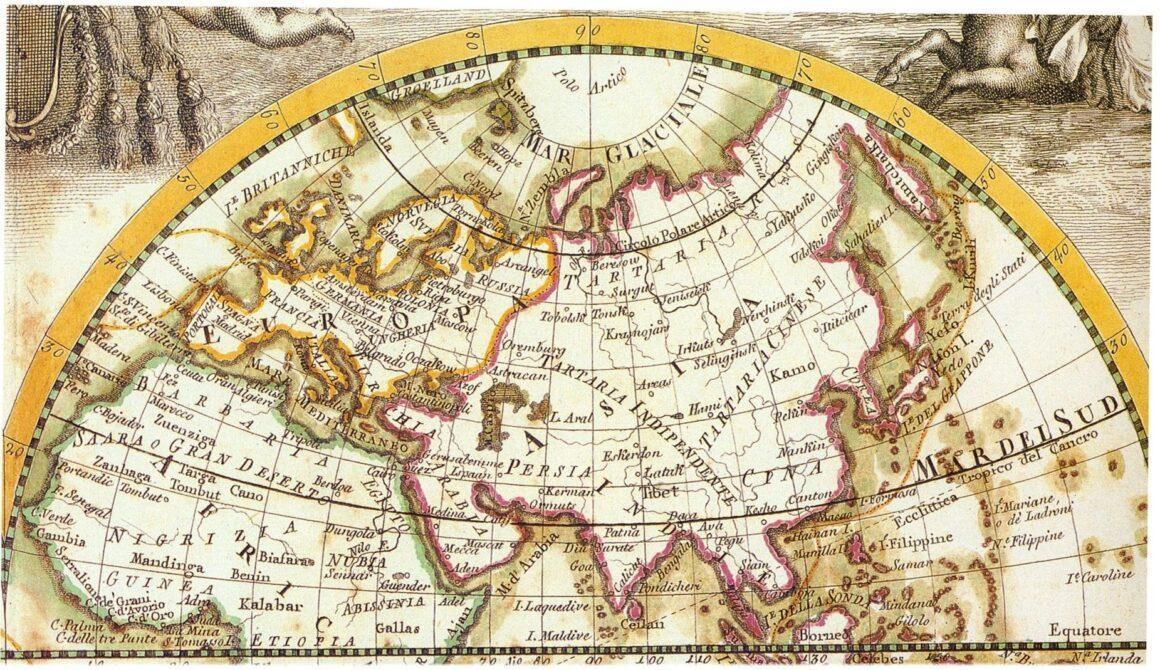
Карта Північної півкулі Джованні Марія Кассіні. Рим, 1788

В ілюстрованій праці Вітсена «Північна та Східна Тартарія, що включає області, розташовані в північних і східних частинах Європи і Азії» (1692) розрізнялися північна і східна Тартарії; П'єр Мулар-Сансон (1697) поєднував західну, східну і південну Тартарії. Північна Тартарія була присутня на картах Ніколя Шальмандріе (1768) і Жана Шаппа д'Отроша (1769). Карта Коронеллі, Тіллемона і Жана-Батиста Нолена (1690), в центрі якої був герб Московської імперії, помістила північну Тартарію недалеко від Полярного кола, поруч з якутами, а московську Тартарію — на 50-ту паралель; південніше, під загальною назвою Велика Тартарія, вказано Малий і Великий Тибет та Каскар (Cascar). Схему відтворено на італійській карті Джованні Каналі (1699). Гійом Деліль (1700) поміщає московську Тартарію на 60-ту паралель, а незалежну і китайську об'єднує у Велику Тартарію (45-та паралель). На іншій карті Деліля (1706) західна Тартарія розташована в Ґобі, в китайській Тартарії, на північний схід від котрої знаходиться східна Тартарія. Незалежна Тартарія об'єднувала царства Великого Тибету і Балха (але не Кабул); її межу зі західною Тартарією не відзначено. Сибірське ханство входило до московської Тартарії. Європейська Московія межує з Малою Тартарією (як і з Казанським й Астраханським ханствами тощо). На карті Нолена 1700 року Велика Тартарія включає московську (Сибір), західну і китайську Тартарії. На карті Ріґобера Бонні (бл. 1771) в незалежну Тартарію входять території на схід і північний схід від Каспію, частина Тибету, Балх, Бухара і Хорезм, але не Кабул, Індія і Хорасан. Російську, незалежну і китайську Тартарії зобразив італійський художник і гравер Джованні Марія Кассіні на картографічній ілюстрації (1788) експедиції Кука.Наприкінці XVIII століття етатистська класифікація отримала популярність поза освічених станів, її представлено, наприклад, на флорентійських картах Таро, які схематично відтворювали географічний атлас (1779). У третьому томі енциклопедії «Британіка», виданому 1773 року, вказано відомосто щодо Тартарії:
Тартарія, величезна країна в північній частині Азії, що межує з Сибіром на півночі і заході: її називають Великою Тартарією. Тартари, що живуть південніше Московії і Сибіру на північному заході від Каспійського моря, називаються астраханськими, черкаськими і дагестанськими; калмикські тартари займають територію між Сибіром і Каспійським морем; узбецькі тартари і монголи живуть на північ від Персії та Індії, і, нарешті, тибетські живуть на північному заході Китаю.

## Тартарія і Московія. Східнослов'янське сприйняття Тартарії

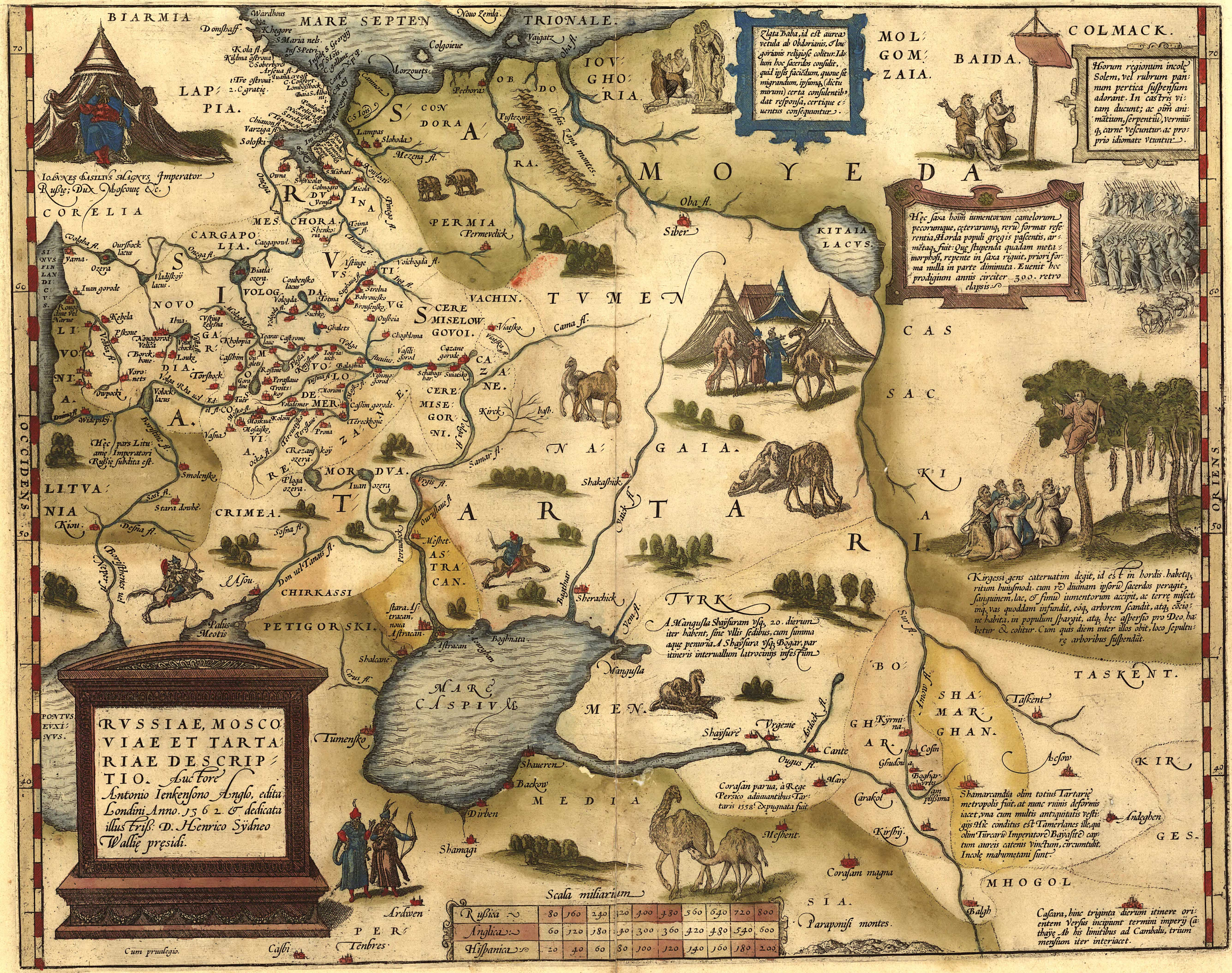
Один з різновидів карти Ентоні Дженкінсона 1562 року

На думку С. Горшеніни, якщо західні уявлення про Тартарію конструювали протиставну європейській цивілізації образ Інакшого, віддаленого, загадкового і небезпечного, то в Московському царстві уявлення мали свої особливості, в них не було цілісного бачення Азії. У російській, а тому й у сестринських їй мовах, використовувався варіант написання без «р», «Тартарія» значилася тільки в перекладах; до множини слова «Тартар» сходить іменник у словосполученні «провалитися в тартарари» (тобто «провалитися крізь землю»; «казна-де подітися»).
Перші російські картографи, слідуючи європейськый космографії, взяли висхідну до античності межу між Європою й Азією по Танаїсу (Дону); для росіян межа спочатку не мала релігійного сенсу середньовічної дихотомії між добром і злом. Такий підхід мав важливі наслідки. Хоча Московія на захід від Дону перебувала в Європі, Російська держава стала майже повністю азійською. Сприйняття європейцями Московії як архаїчної країни, порівнянної з державами інків, ацтеків, оттоманів або моголів, знайшло відбиття в європейській іконографії, в якій поєднувалися образи Московії і Тартарії. Карта Дженкінсона (1562), Атлас Ортелія (1570—1598) і «Нова карта Тартарії» (1626) Джона Спіда зображують російського царя, що сидить перед татарською юртою, а тартара — в одязі опричника. Двоїсте становище Росії доповнювалося тим фактом, що її азійська частина була і сходом, і північчю: в європейській картографії Сибір включався у «Північну російську Азію» і, пізніше, до російської або північної Тартарії, яка точно ставилася до Сходу. Так, німецький авантюрист Генріх фон Штаде, який відвідав Московію у 1560–70-ті роки, у своїх записках писав: «На землі московита, що йде не далі Мезені, потім на 1000 миль шляху сушею, [живуть] нехристиянські і дикі народи, від Обі також по річці можна доплисти до Америки і Тартарії». У цих виняткових умовах (між «цивілізованим Заходом» і «Азією диких скіфів») XVI століття російські дослідники почали вивчати Тартарію, спираючись як на власний досвід просторової близькості, так і на європейські джерела, які, своєю чергою, часто використовували російські відомості.

Карта Тартарії Джона Спіда 1626 року

Перший великий картографічний синтез («Велике креслення») ставився до часу Івана Грозного і показував простори від Уралу до річок Ішим і Сарису та гір Каратау, на півдні — до Ташкенту, Самарканду і Бухари. На карті уперше чітко позначено Аральське море («Синє море»). На відміну від місіонерів-єзуїтів, російські дослідники досягають Китаю через південно-західний Сибір; цьому сприяє завершення завоювання Сибіру наприкінці XVII століття. Більш-менш достовірними були карти Центральної Азії Миколи Спафарія («Опис першої частини світу, званої Азія», складений після подорожі з Тобольська в Китай у 1675—1678 роках) і Семена Ремезова (1697); досить точною була карта Аральського моря Олександра Бековича-Черкаського (1715). За цього часу московіти не надто цікавляться незалежною Тартарією — у працях Спафарія і Ремезова підвладні Росії території описано набагато докладніше, цей підхід збігається із засадами описів єзуїтів. Як зазначав фон Страленберґ (1730), росіяни мало торгують з Великою Тартарією, коли перетинають її на шляху до Китаю. В епоху Петра I становище поступово змінювалося; цар зацікавився «Центральною Азією» і мав плани її завоювання. Попри локальні невдачі (в 1729—1735 роках Росія повернула Персії частину земель у Середній Азії), центральноазійський простір залишається у сфері російських інтересів, хоча є важкодоступним: 1735 року російський географ і державний діяч Іван Кирилов писав про складнощі вивчення Великої Тартарії, пов'язаних з небезпекою перебування в тих землях.
Особливості російського сприйняття Тартарії можна побачити в «Атласі» Івана Кирилова (1724—1734), «Новому географічному описі Великої Татарії» фон Страленберґа (1730) і на «Новій карті Каспійського моря і регіонів землі Узбеків» нідерландського картографа Абрахама Маасу (1735). Хоча фон Страленберґ і Маас не були російськими дослідниками, обидва працювали в Росії і використовували російські джерела. С. Горшеніна відзначає дві відмінності від європейської традиції. По-перше, Татарія замінила Тартарію: стався розрив із середньовічним символічним і фонетичним ланцюжком «Тартар-Тартари» (мітичне пекло і кочові народи). По-друге, «тартарські» географічні терміни використовувалися рідше. Фон Страленберґ так пояснював відмінність у вимові:
Наші автори довгий час пишуть «Тартарія», однак в усій Азії, в Туреччині, Росії та Польщі кажуть «Татарія» і «Татари». Це слово без «r» зустрічається й у Святому Письмі, перекладеному з грецької на скіфську. Можна зробити висновок, що назва «Татари» вживається з давніх часів.

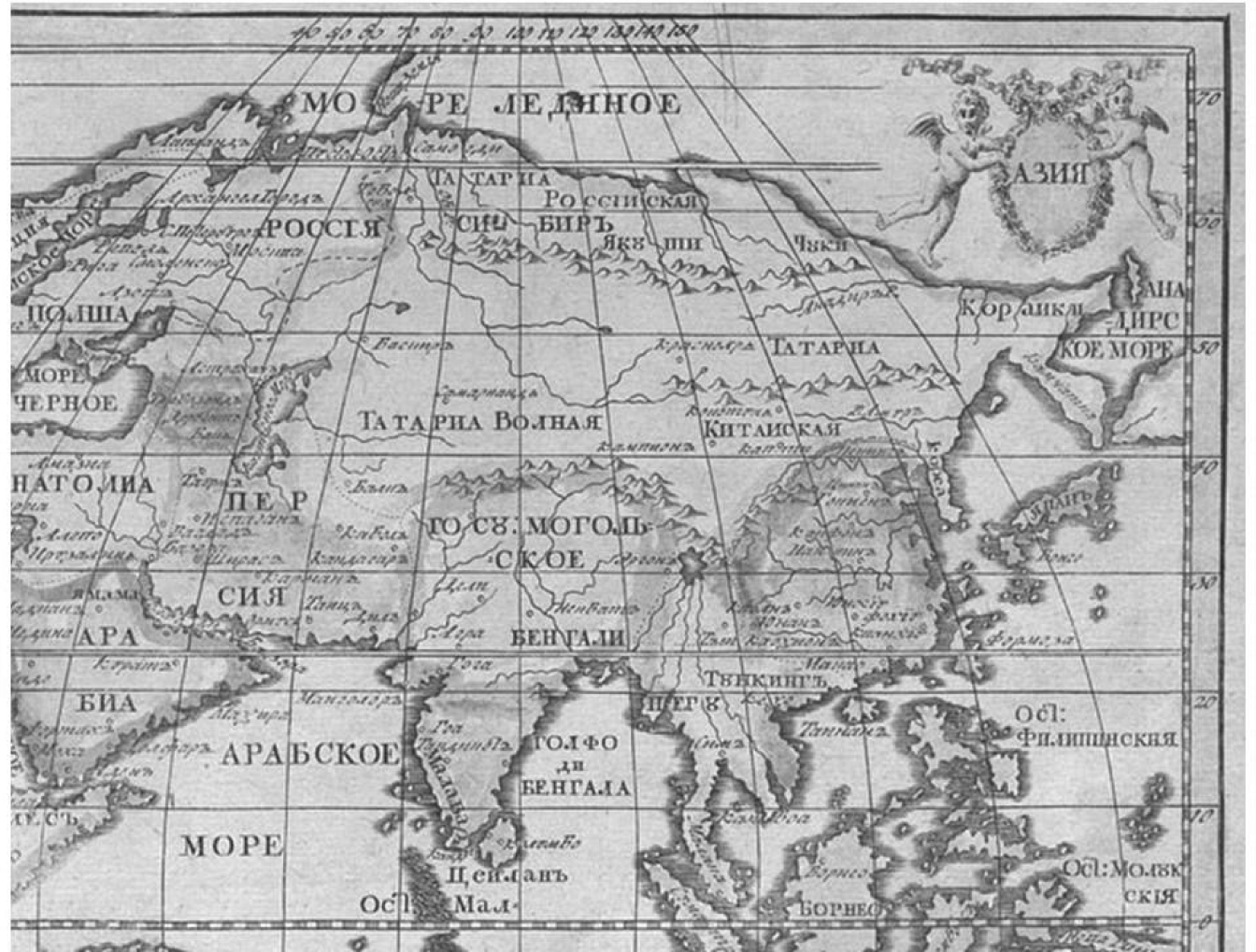
Тартарія в російському академічному атласі 1737 року

На карті фон Страленберґа, де більшу частину займає Imperium Russicum, Велика Татарія знаходиться на південь від Regnum Siberiae (територія починається за річкою Об), її кордони доходять до західного узбережжя Каспійського моря; за Татарією розташовується Мунґалія, чиє місцезнаходження приблизно відповідає сучасній Монголії. Згідно Страленберґа, слово «Татарія» відбувається з біблійних текстів. Зміна вимови могла бути викликана російським впливом; хоча європейські картографи продовжували використовувати написання «Тартарія», в російських словниках (за винятком «Тартар» як пекла) не було ні «Тартарії», ні «тартарів». Для позначення кочових народів російська традиція використовувала етноніми татари, татара і татарва. Рідкісне вживання «Тартарії» було викликано європейським впливом: серед перших російських карт, надрукованих в Амстердамі на замовлення Петра I (1699), є карта Малої Тартарії. Топонім «Велика Тартарія» містять «Креслення усього Сибіру, збиране в Тобольську за указом царя Олексія Михайловича» Петра Годунова (1677) і карта Семена Ремезова «Кресленик та схожість, наявність земель всього Сибіру, Тобольського міста й усіх різних міст, і жител, і степу» в атласі «Креслярська книга Сибіру» (1701). У Ремезова Великій Тартарії відповідає невелика область навколо Тобольську; на карті вказано: «Велика Тартарія… усього внутрішнього Сибіру… з великими і меншими татарськими містечками і волостями». Тартарія присутня на мапі геодезистів Івана Євреїнова і Федора Лужина (1720); в «Атласі, складеному до користі і вживання юнацтва й усіх читачів Відомостей і історичних книг» (1737) зображено кілька Тартарій: Мала (степова частина Європейської Росії), російська (територія Сибіру), вільна і китайська.

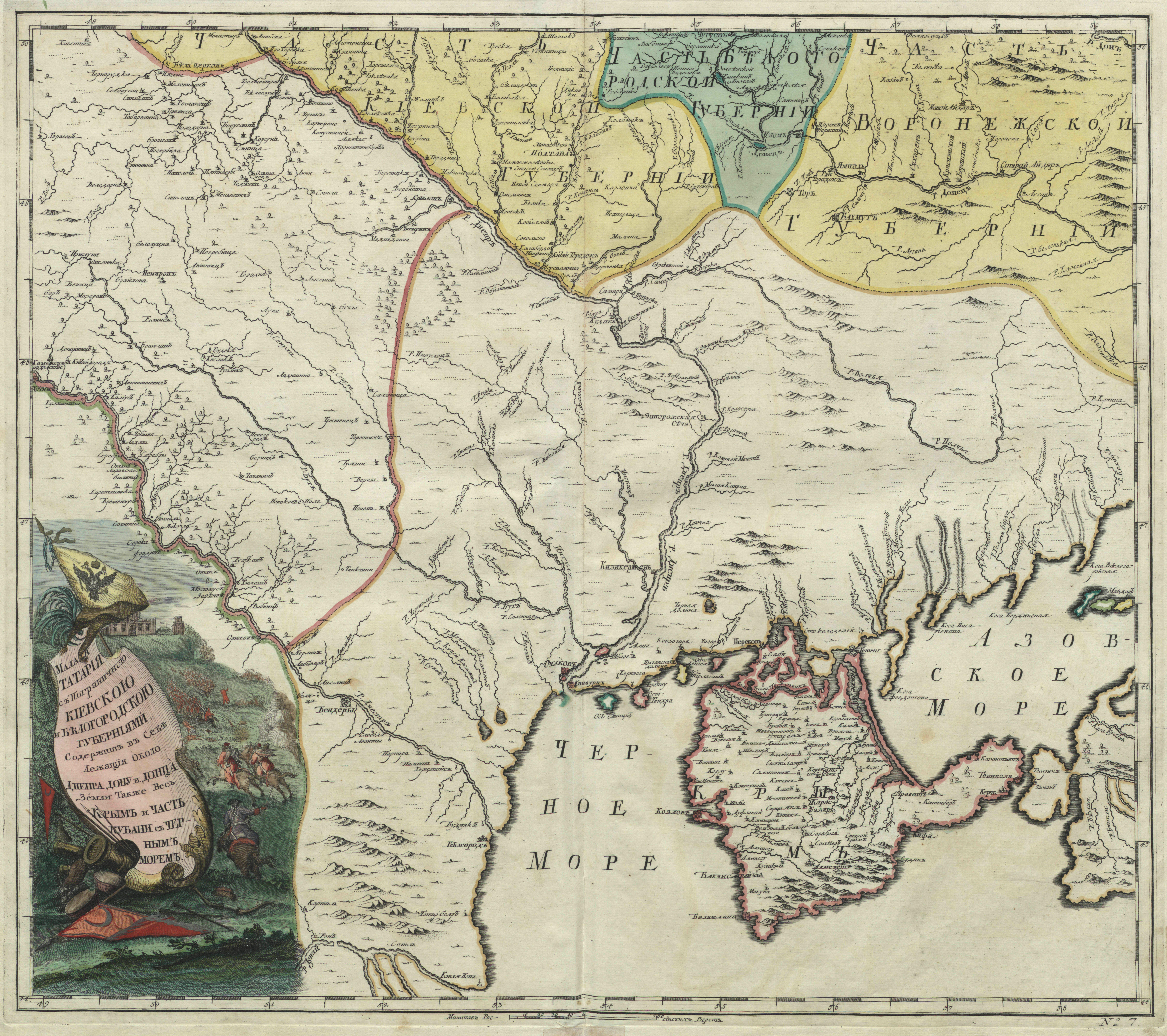
Мала Тартарія в атласі Російської Імперії (1745)

У схематичному «Атласі» Кирилова (1734) зображено лише східну Татарію, що означає китайську Тартарію (територія Маньчжурії). Перший офіційний атлас Російської Імперії (1745) містив карту «Мала Татарія з пограничними Київською та Бєлгородською губерніями». На карті фон Страленберґа немає ні китайської, ні російської Тартарії (Татарії). Карта Абрахама Маасу, видана 1745 року в Нюрнберзі, не використовує «тартарську» термінологію, проте вказує, що незалежні центральноазійські ханства в європейській історіографії називаються Незалежною Тартарією. Татищев писав, що європейські автори «замість турків усю східно-західну Азію Велика Татарія йменують», вказуючи, що назва відсутня у древніх і що його етимологія невідома; історик приписував авторство терміна Марко Поло, а виникнення Малої Татарії пояснював впливом Страбона (Мала Скіфія). Йоганн Ґмелін відзначав незнання європейських вчених, для яких: «… північні країни [Азії] були… не більше, ніж темною плямою. Уся земля була Татарією і всі народи цих областей — татарами». С. Горшеніна робить висновок, що в російських уявленнях Татарія позначала тільки Незалежну Тартарію європейських картографів, а не російські володіння в Азії; такий підхід слідував з «освіченої» політики царів, які вважали Росію європейською державою. Російська еліта уникала ототожнення з Тартарією, з далекою Азією, негативні образи якої втілювали варварство, нерухомість і відсталість, хоча в Європі Росія сприймалася як азійська країна.

## Зникнення Тартарії
З географічних карт Тартарія зникла на початку XIX століття, між 1785 і 1826 роками. Нова політична дійсність — виникнення сучасних національних держав в Європі, а потім і Росії, політика експансії великих держав («велика гра»), що надавала значення політичним кордонам, — змінила ставлення до географічного простору. Назви придбали геополітичні конотації, а також відбили виникнення культурних і національних ідентичностей. Багатозначний (етнічний, регіональний і політичний) і розпливчастий термін «Тартарія» було витіснено чіткішими назвами — «Центральною Азією» і «Туркестаном». Згідно С. Горшеніній,
Тартарія, межі якої залишалися занадто розмиті, поступилася місцем Центральній Азії — її рубежі, як здавалося спочатку, було б простіше розмітити, щоб відокремити зони впливу великих держав.

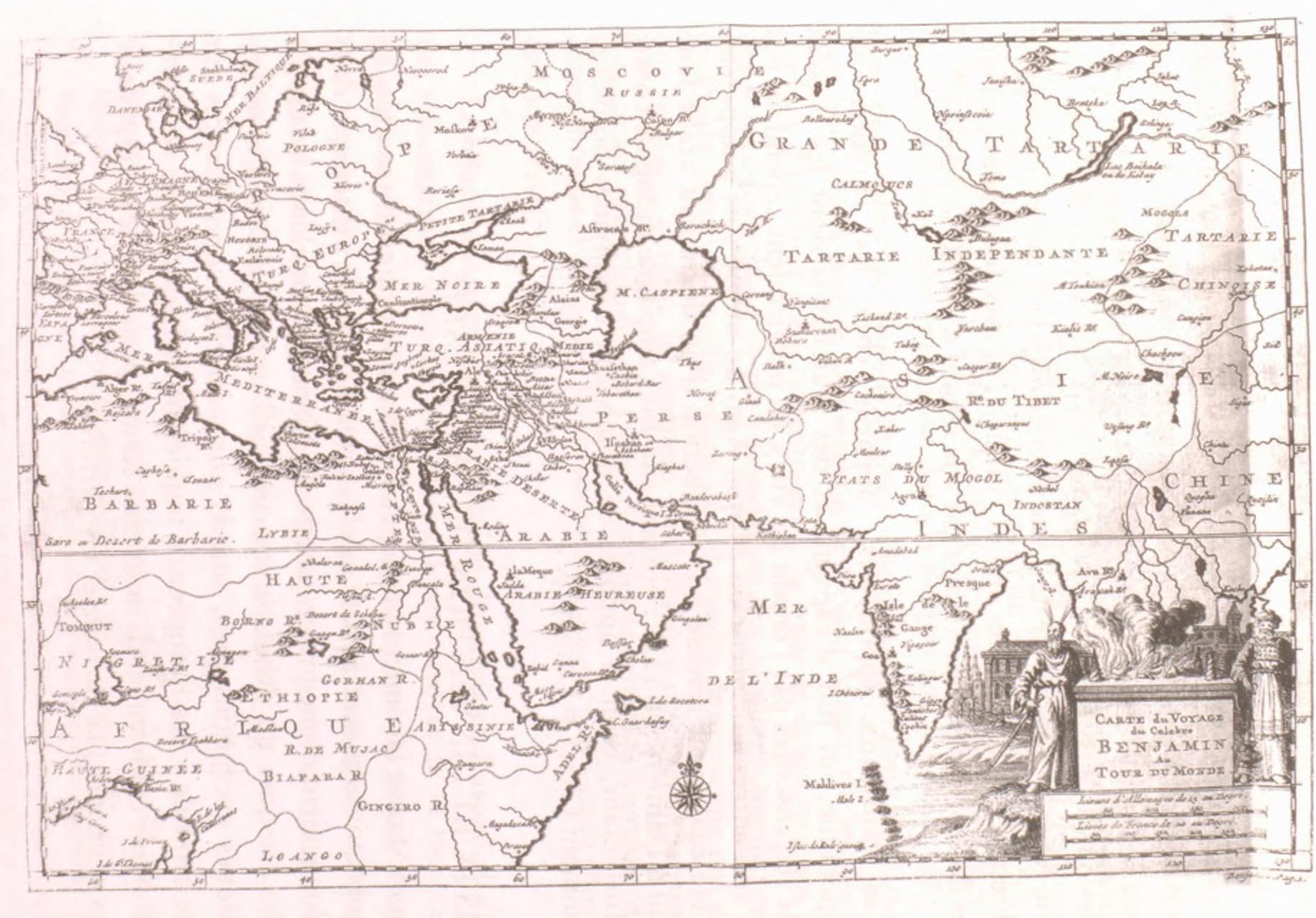
Велика, незалежна і китайська Тартарія на карті П'єра Бержерона. Видання 1735 року

На термінологічну ревізію вплинули відкриття російських дослідників — двох експедицій Петра Симона Палласа на Аляску (1733—1742) і в Сибір (1768—1774). Отримані щодо північної Тартарії відомості дали російській географічній школі перевагу перед традиційним підходом західних вчених. Паллас досліджував різні найменування і зазначив, що термін «Тартарія»/«Татарія» мав пейоративну, а не наукову конотацію. Паллас вказував (1789), що слово походить від назви народу татар, позначення не включає «монголів, калмиків, киргизів-кайсаків, тунгусів, північних китайців і бурятів», для яких є «образою». Барон Єгор Мейендорф після поїздки в Бухару (1820) констатував, що поширений в Європі термін «Тартарія» в Азії не відомий. Мейендорф запропонував відмовитися від «Тартарії», оскільки загальний термін має враховувати етнографію («раса тартарів») мешкає на північ від гір Белур (Памір) і Гіндукушу), його не можна використовувати для позначення абсолютно різних країн і народів. За його оцінкою, «незалежна Тартарія» ставилася до політичної географії і позначала тартарські держави, які точніше було називати незалежної Монголо-Тартарією. Мейендорф включив у «Середню Азію» частину незалежної Тартарії — територію п'яти сучасних пострадянських держав, а також Джунгарію, Синьцзян, північні частини Індії, Пакистану, Афганістану й Ірану; на заході китайська Тартарія відповідала Малій Бухарі, а незалежна Тартарія — великі височини між Великим муром і Росією, де мешкали монголи, — змінювала назву в Монголію. Мейендорф писав:
 Якщо в географії прийнято давати країні ім'я народу, то слід, принаймні, щоб вона була заселена цим народом, інакше це позначення виявиться невизначеним і призведе до непорозумінь. Отже, мені здається, що було б краще замінити назву «Тартарія» ім'ям «Середня Азія», котре я знаходжу точнішим і правильнішим з географічної точки зору.

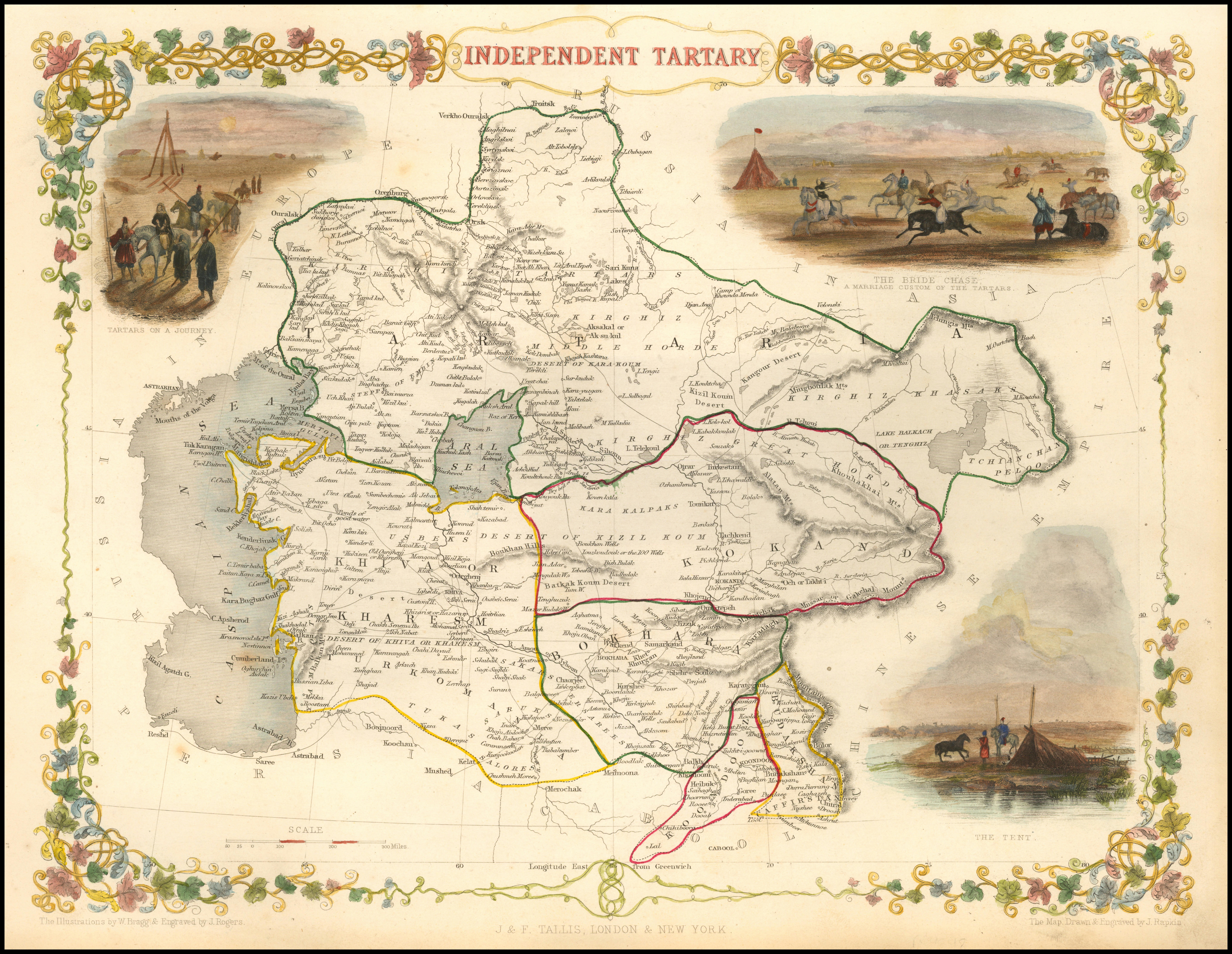
Незалежна Тартарія в «Ілюстрованому атласі» Джон Тейлліс (1851)

Західні вчені слідом за російськими поступово виключили термін з наукового обігу. На карті Адріана Юбера Брюе (1814) лишилася лиш незалежна Тартарsя, російську Тартарію замінили азійська Росія і Сибір, а китайську Тартарію —  Китайська провінція. У «Новому простому атласі для десятого видання скороченою географії» (1819) англійський картограф Джон Арровсміт відмовився від російської Тартарії, хоча зберіг поділ на західну, незалежну і китайську (східну). Західна Тартарія займає частину Росії у вигляді вузької смуги по 50-тій паралелі, на північ від незалежної Тартарії, яка включає Каспій, дві орди киргизів, велику Бухару (Бухарію), Балх і Кандаґар. Тибет і китайська Тартарія належать Китайській імперії. Від використання терміна відмовився Юліус Клапрот, який не погоджувався з Мейендорфа, який розділяв татар і монголів, і вважав їх однією «расою»; однак, з його точки зору, з назви «Тартарія» невірно випливало, що цю територію населяв тільки один народ. У 1823—1826 роках Клапрот закріпив у вживанні термін «Центральна Азія». В «Атласі» Семюеля Батлера (1829) місце Тартарії зайняла Китайська імперія з територією до Герата і Аральського моря. Одна з найпізніших згадок Тартарії (Татарії) на карті — «Фізична і політична карта Європи» А. Лорена (1835). До середини XIX століття просторовий міт припиняє своє існування. Місце Тартарії у свідомості європейців займає міт про Схід, в якому багатство і загадковість поєднуються з варварством і відсталістю.

## В уявленнях XIX—XXI століть

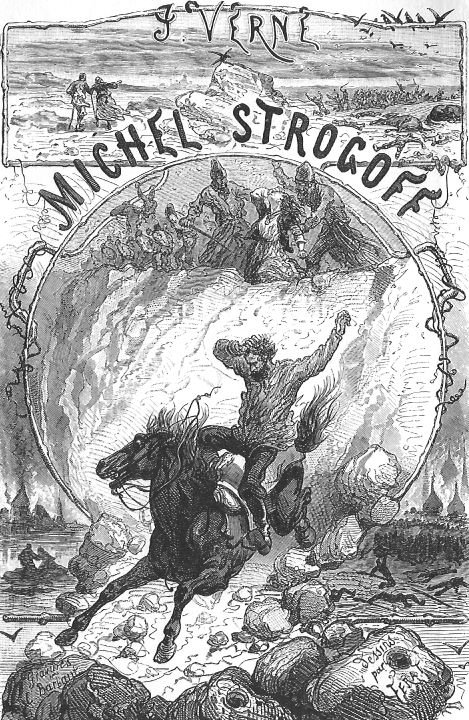
Ілюстрація Жюль Фера до роману Жюля Верна «Михайло Строгов» (1876)

Зі середини XIX століття поняття «Тартарія» присутня у письменстві, у перевиданнях описів античних і середньовічних подорожей. Загальний термін, у середньовічних авторів часто мав негативний відтінок, доповнював різні описи «чудес», фізіогномічні і психологічні описи центральноазійських народів, похмурих і ворожих краєвидів. Як пише С. Горшеніна, так становище сприяло негативному сприйняттю Сходу, властивому Європі XIX століття. Тартарія переважно втратила «регіональне» і «етнічне» (монголи Чингісхана) значення і стала синонімом «варварства», жорстокості й рабства, які протиставлялися «прогресу» і «цивілізації». Нове використання терміна в різних написаннях було присутнє в усіх європейських мовах, включаючи російську (де не було «р»). У Європі наприкінці XIX — початку XX століть «тартари» позначали «варварські» народи Центральної Азії та Тибету, російські джерела також писали про варварів, фанатиках і дикунів (наприклад, в расистських роздумах М. Пржевальського), уникаючи зв'язку Тартарії зі своєю країною. Згідно С. Горшеніній, в європейській громадській думці Тартарія, навпаки, часто асоціювалася з Російською імперією, що видно з популярності роману Жюля Верна «Михайло Строгов». Арміній Вамбері (1882) запропонував «еволюційний» ланцюжок «тартари — скіфи — варвари — росіяни». З академічної науки «Тартарія» зникла до початку XX століття, проте в літературі збереглася до 1930-их років уключно.
У романі «Новини з Тартарії: подорож з Пекіна в Кашмір» (1936), написаному кореспондентом «The Times» Пітером Флемінґом після поїздки в Каракорум і Синьцзян, Тартарія має символічний сенс і географічно відповідає давній Тартарії. У романі Діно Буццаті «Татарська пустеля» (1940) топонім не позначав конкретну місцевість, а перетворився на символ або алегорію прихованої загрози з півночі. Тартарія стала поетичною метафорою і втратила будь-які часові та просторові характеристики.
У пострадянській академічній спільноті назву «Тартарія» іноді використовується в контексті пошуків глобальних концепцій, як синонім євразійського Гартленда, без певних меж і з незрозумілим вмістом (установа наукового журналу «Tartaria Magna» 2011 року в Улан-Уде). У російській псевдонауці, зазначеній націоналізмом, Тартарія представлена як «справжнє» найменування Росії, яке зловмисно «ігнорувалося» на Заході (наприклад, фільм 2011 року «Велика Тартарія — Імперія Русів», викладений на YouTube).
2014 року французькою мовою було опубліковано об'ємну монографію Світлани Горшеніна «Винахід Центральної Азії: історія концепту від Тартарії до Євразії» (рос. «Изобретение Центральной Азии: история концепта от Тартарии до Евразии»), в якій з конструктивістських поглядів докладно досліджувався розвиток картографії та топоніміки Центральної Азії, включаючи «Тартарію», в контексті соціального конструювання простору. Монографія в цілому отримала позитивні відгуки як «захопливе» відтворення історії «Тартарії» і її зв'язки з тартарами, хоча було відзначено ряд дрібних лінгвістичних помилок і культурологічних неточностей (так, Тартаром називалося автором «християнське пеклом», хоча воно більшою мірою зв'язується з античною міфологією), а також обмеженість джерельної бази переважно французькими і німецькими текстами в області «високої» літератури, науки і офіційної політики. 2019 року невелику частину монографії в адаптованому варіанті було видано російською мовою.
З 2016 року в інтернеті поширилися твердження про те, що «Тартарія» нібито була високорозвиненою цивілізацією, що загинула внаслідок «грязевого потопу» 1800-х роках. Головним аргументом на користь такої ідеї вказуються «поховані» під землею нижні поверхи давніх споруд — насправді результат вирівнювання рельєфу для прокладання маршрутів громадського транспорту в XX ст. Ідеї про «Тартарію» часто супроводжуються фантастичними деталями: що вона була населена велетнями, використовувала безкоштовну бездротову електроенергію, що історики приховують про це правду тощо.

### Карти Тартарії

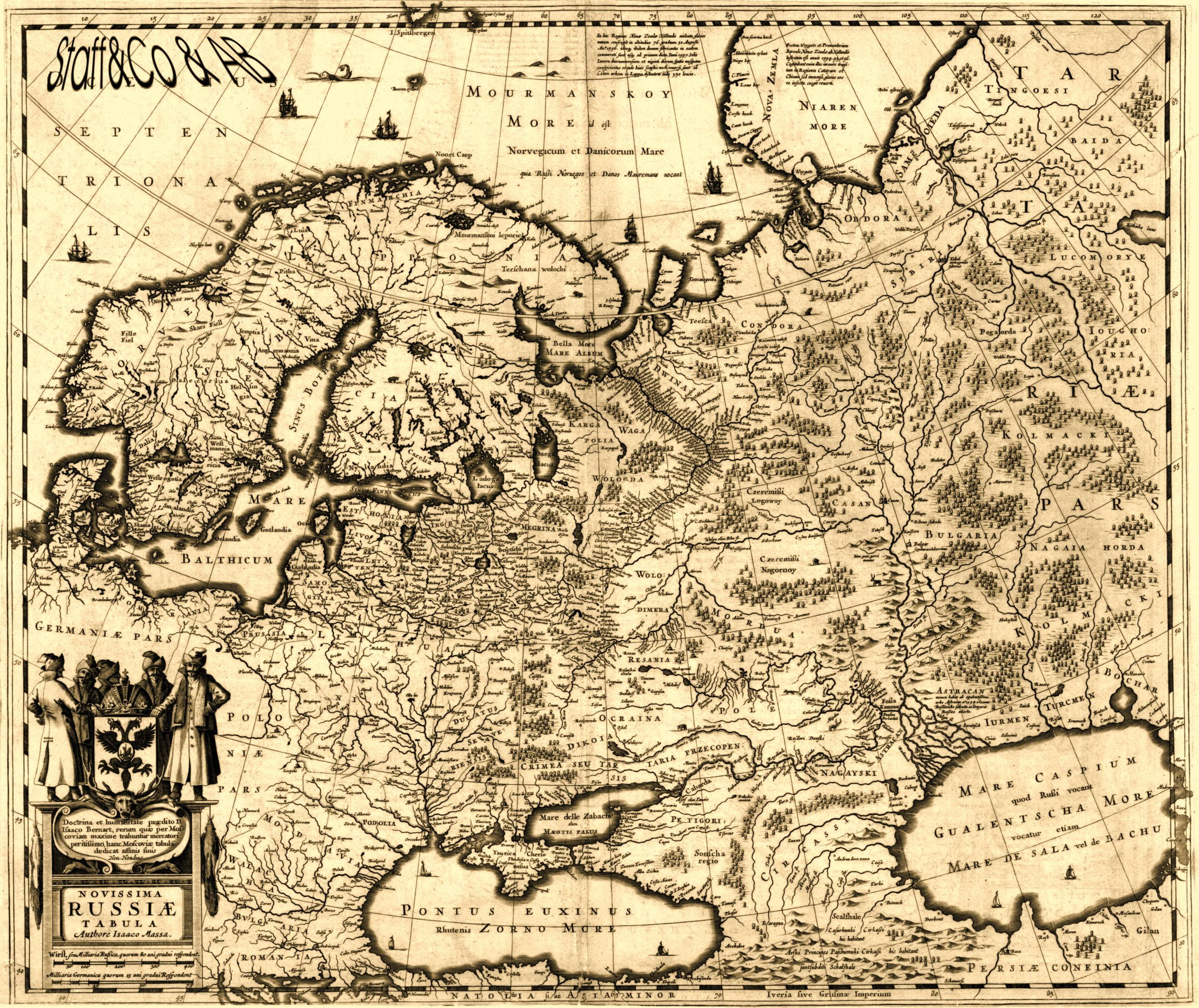
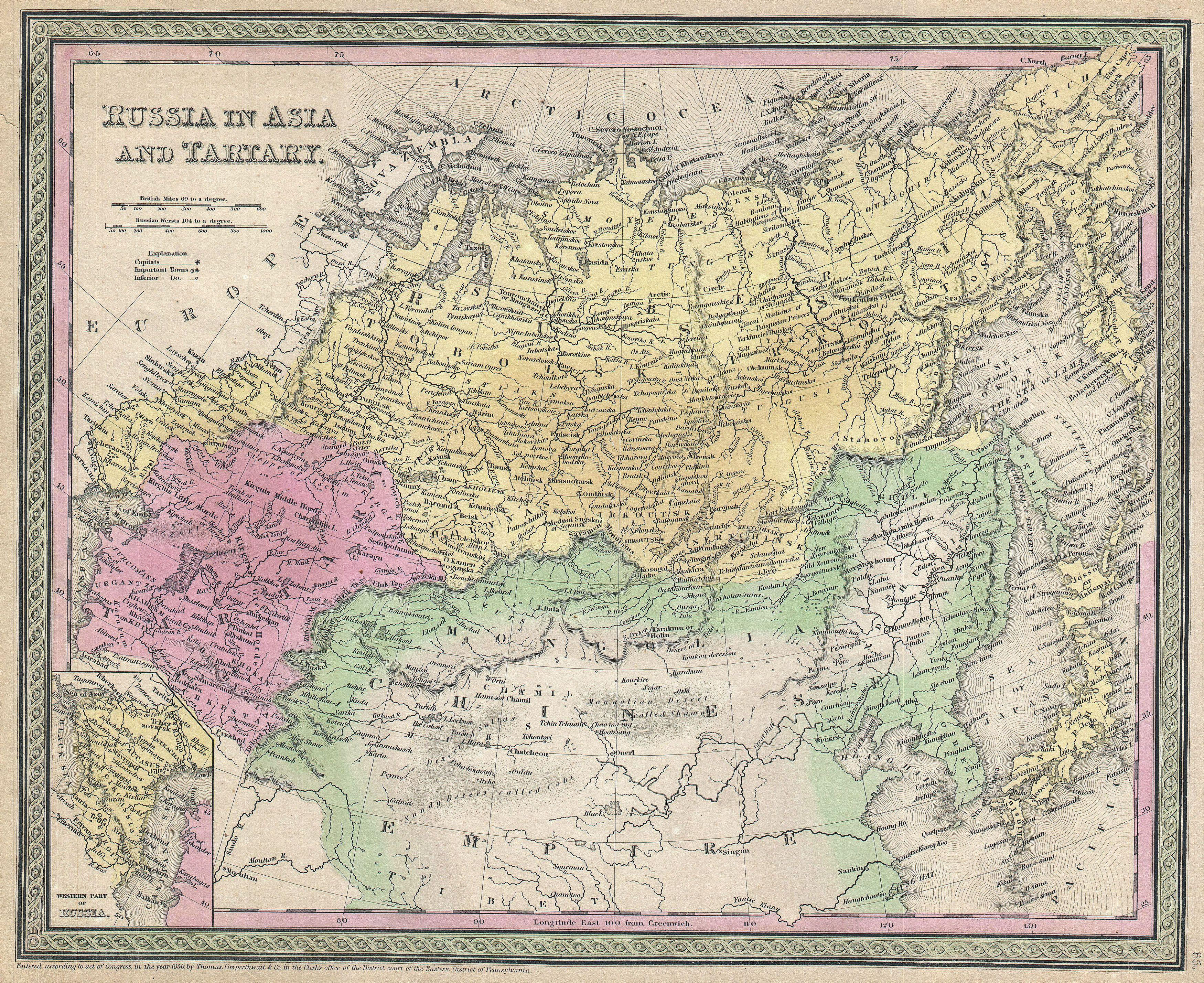
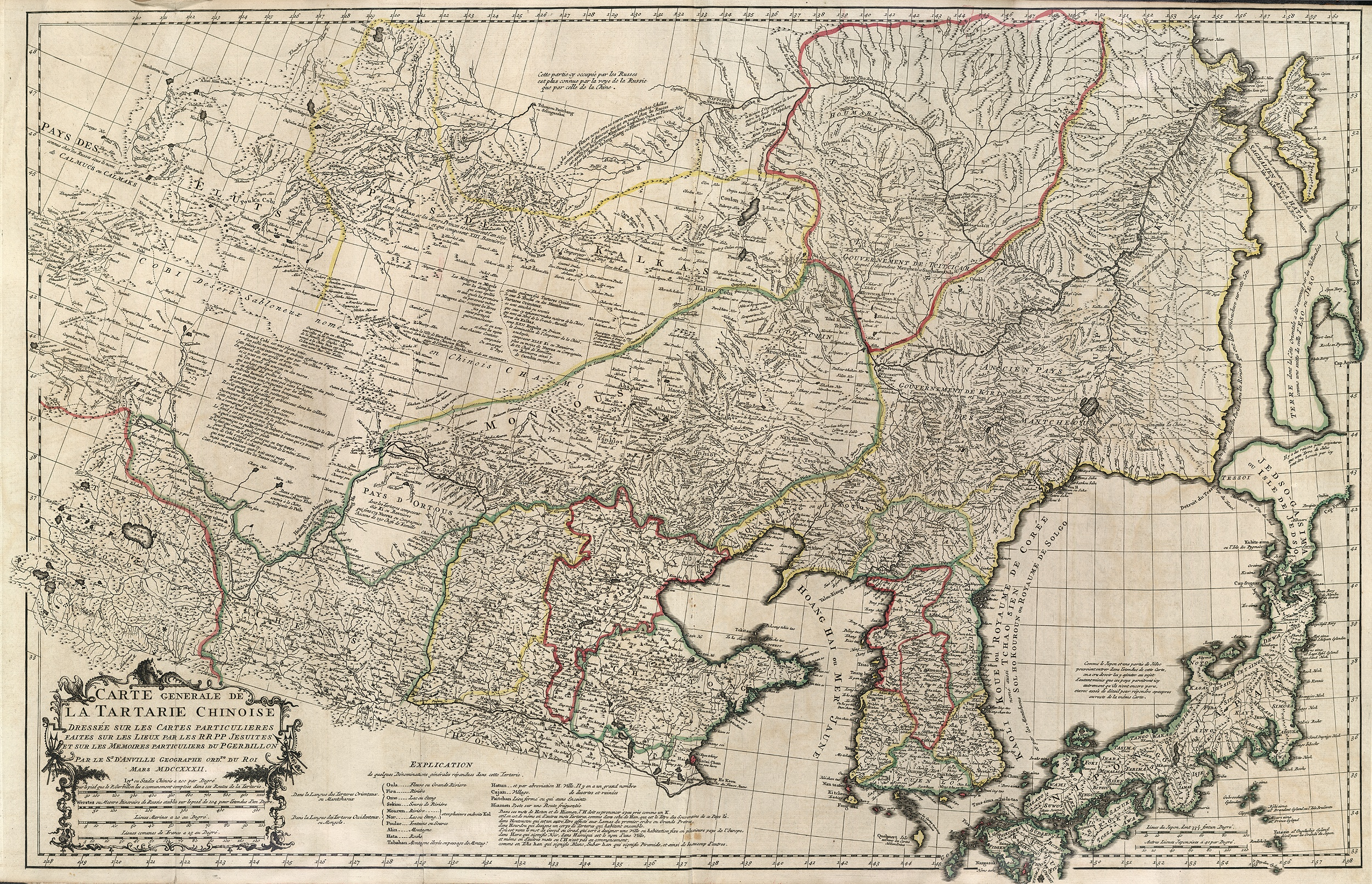
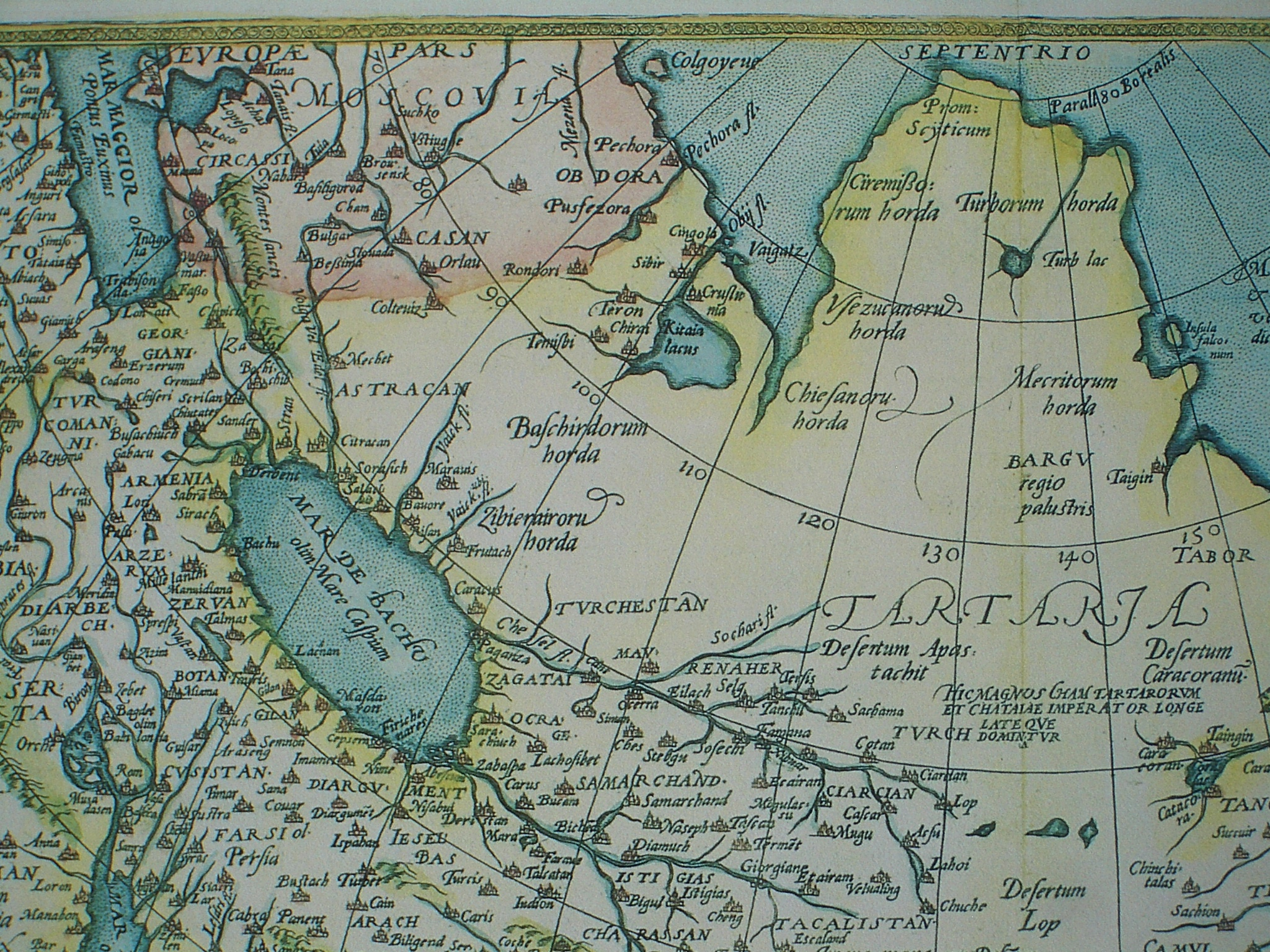
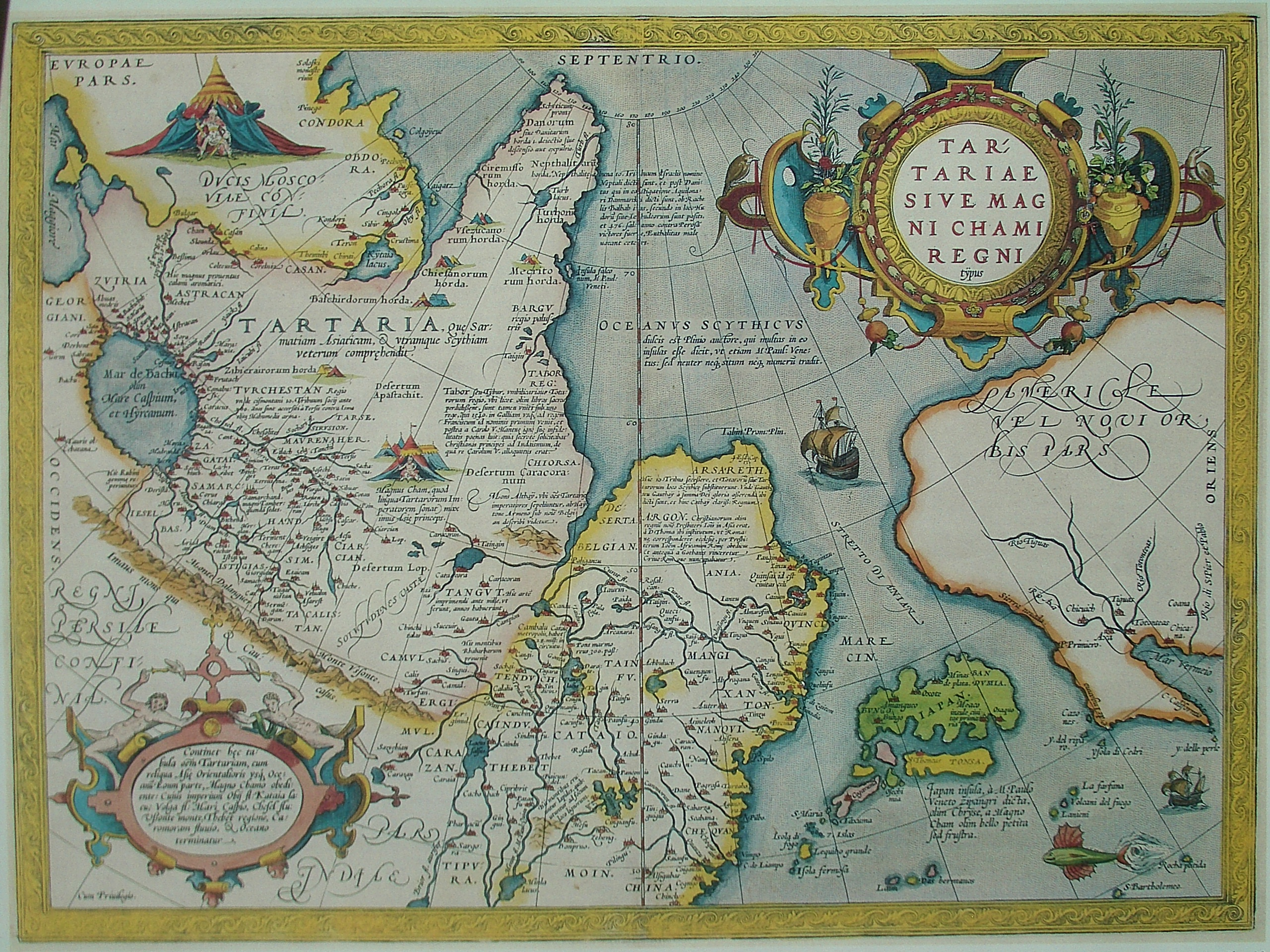
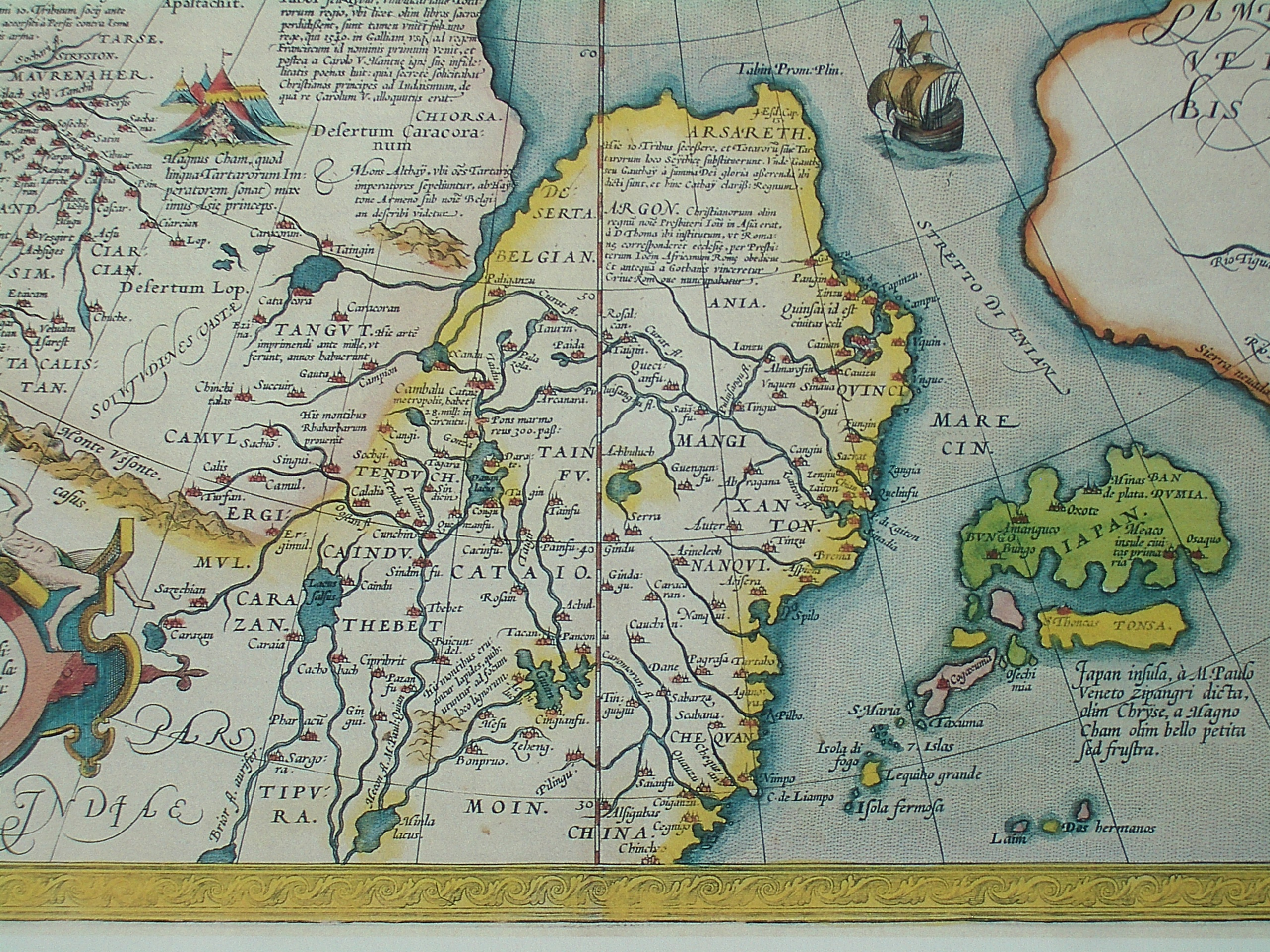
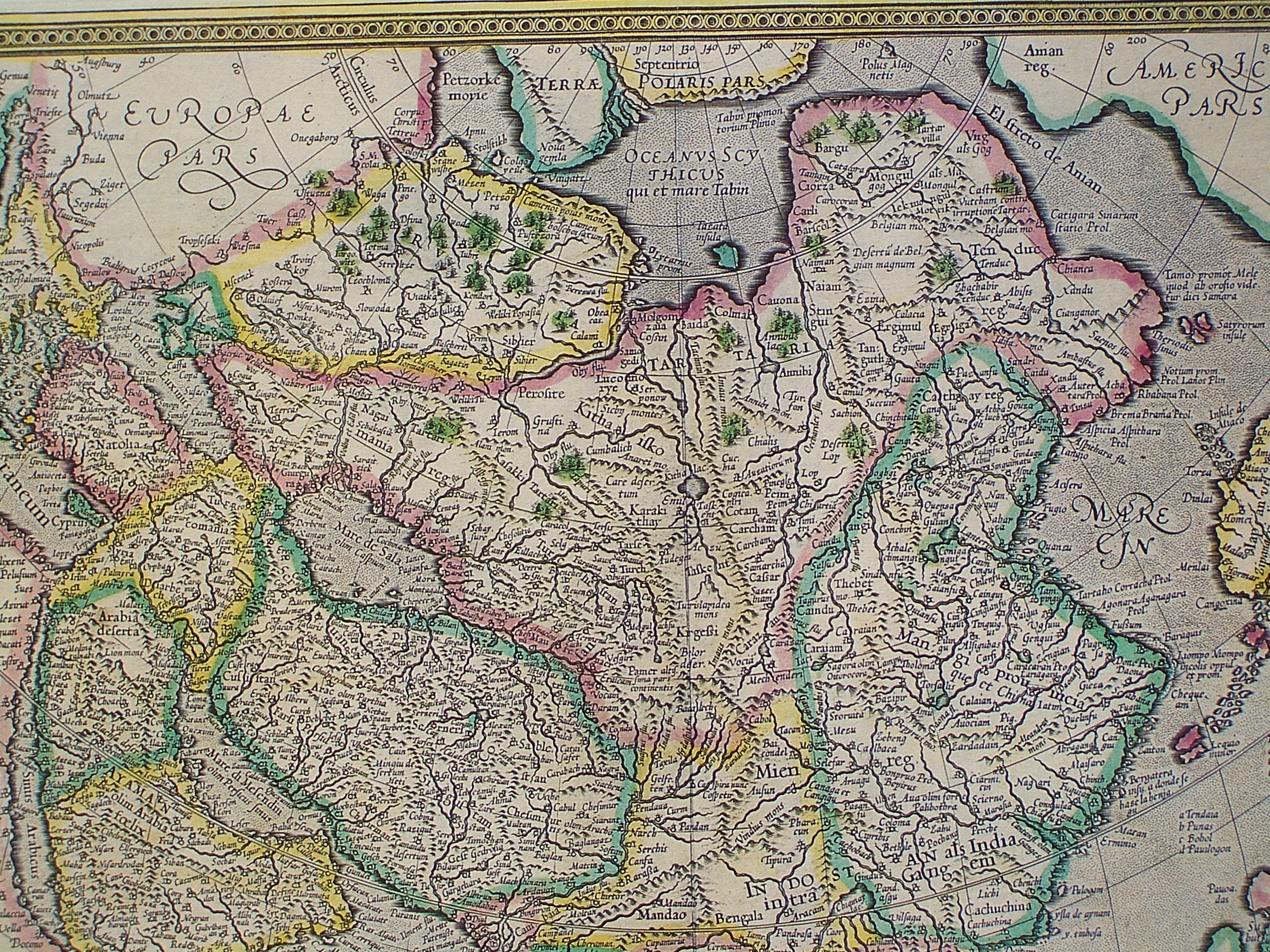
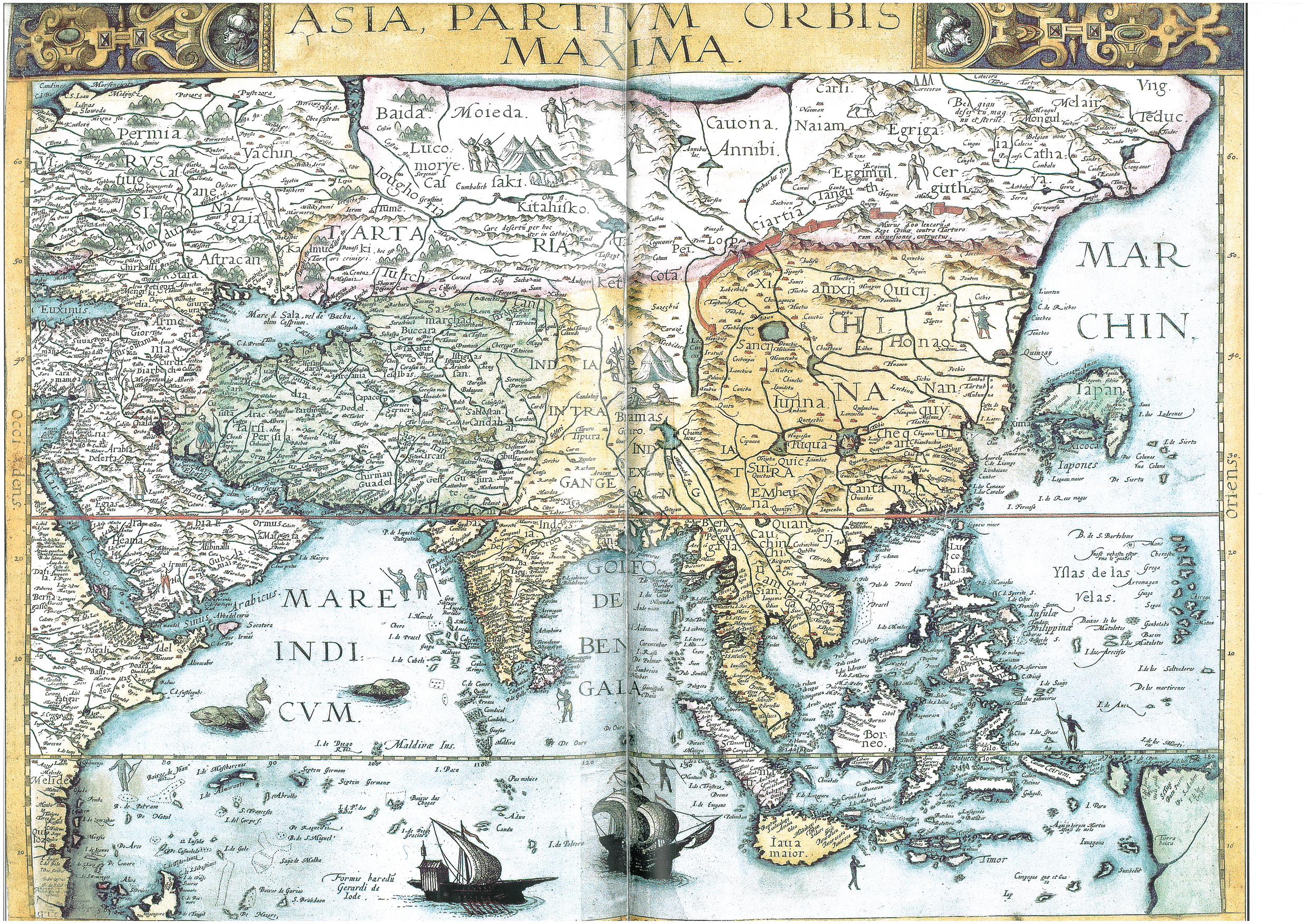
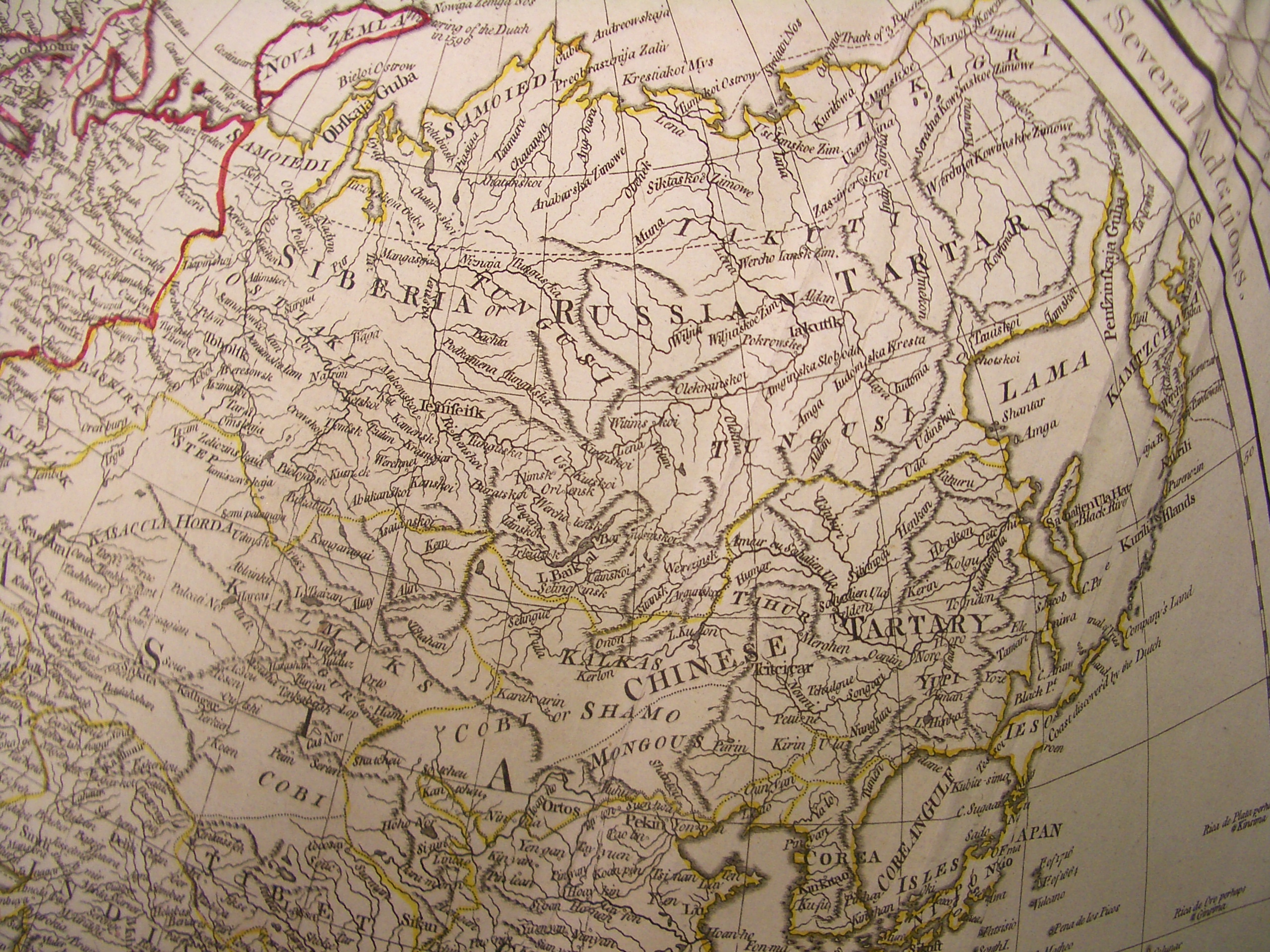
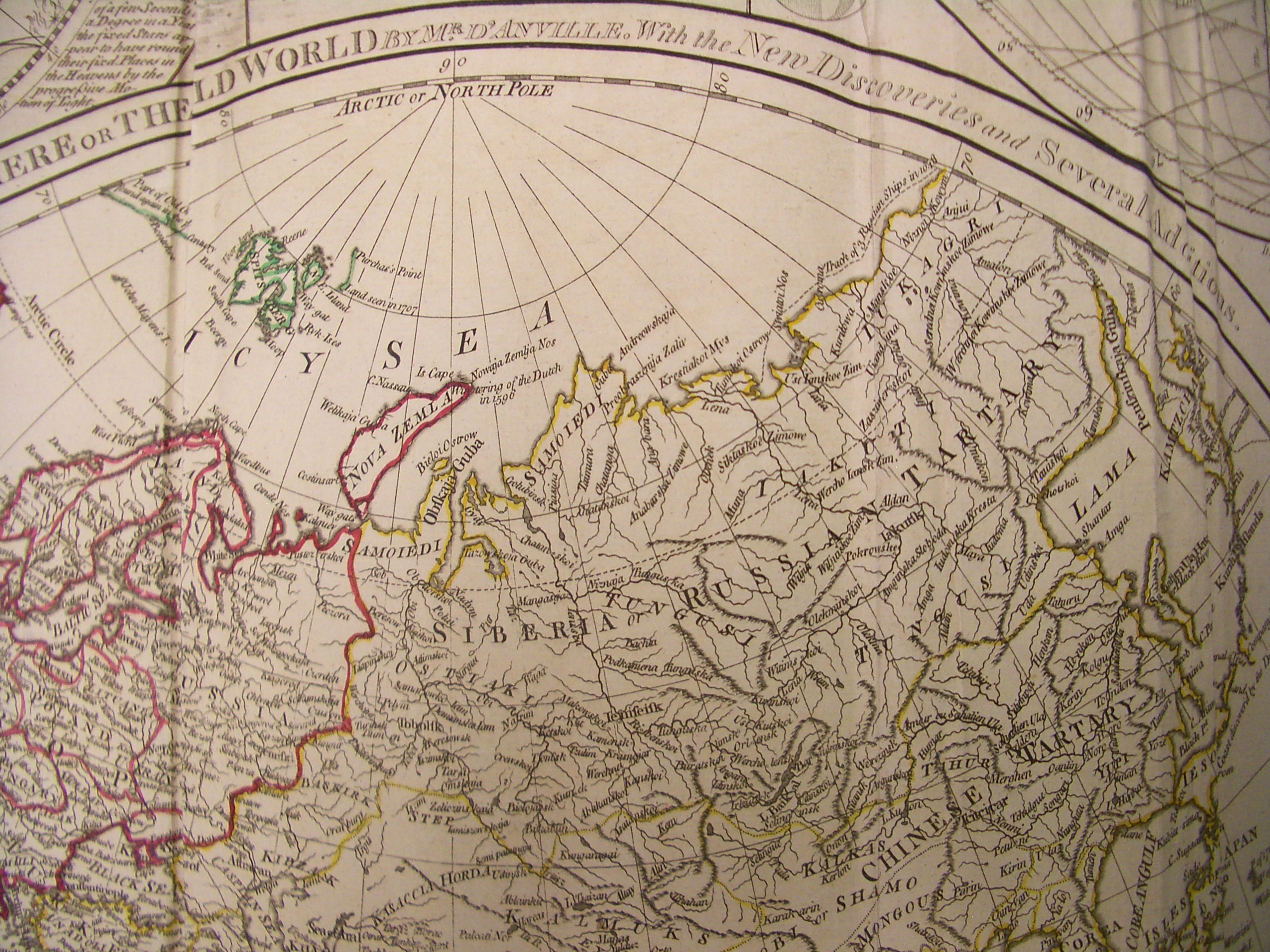
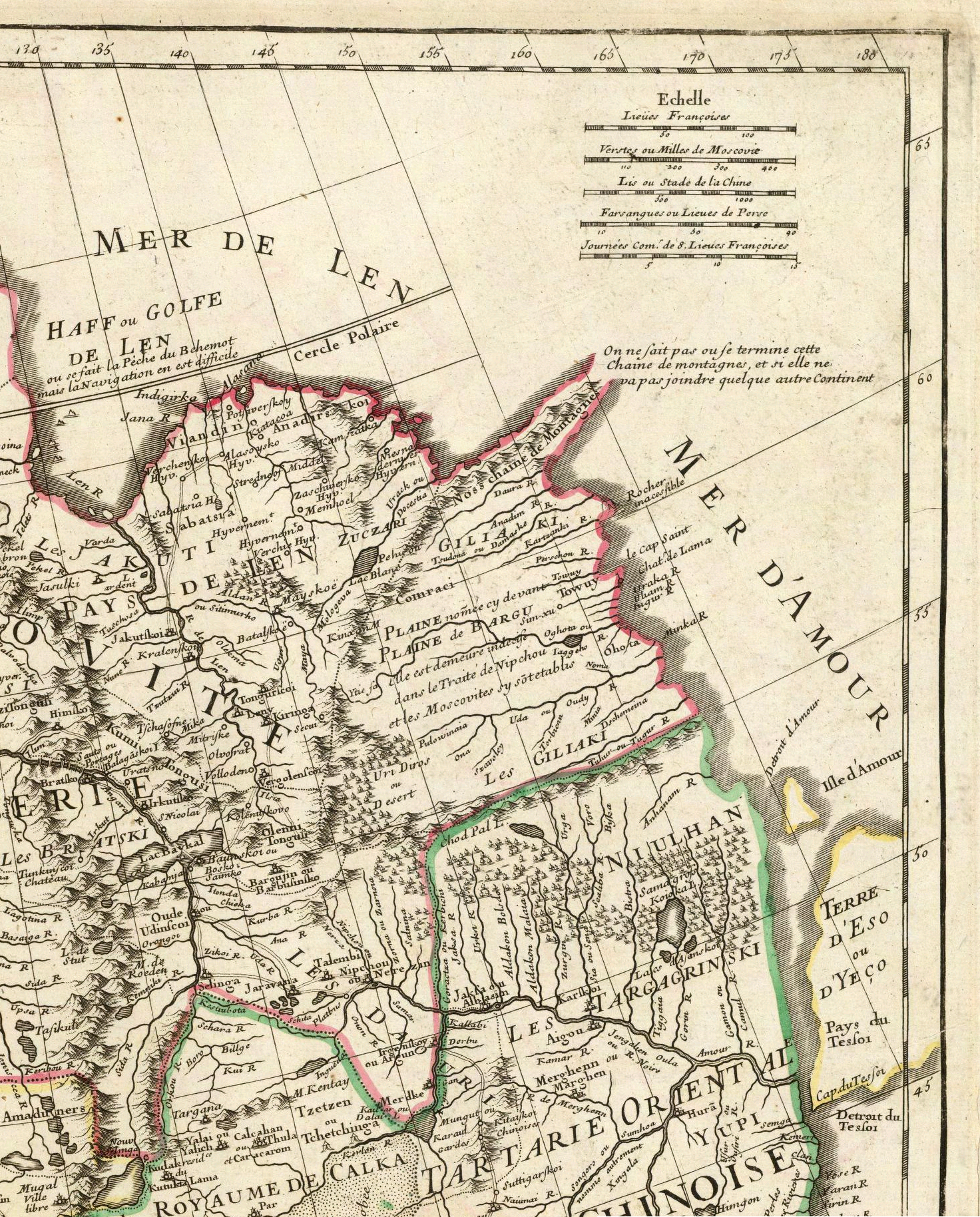
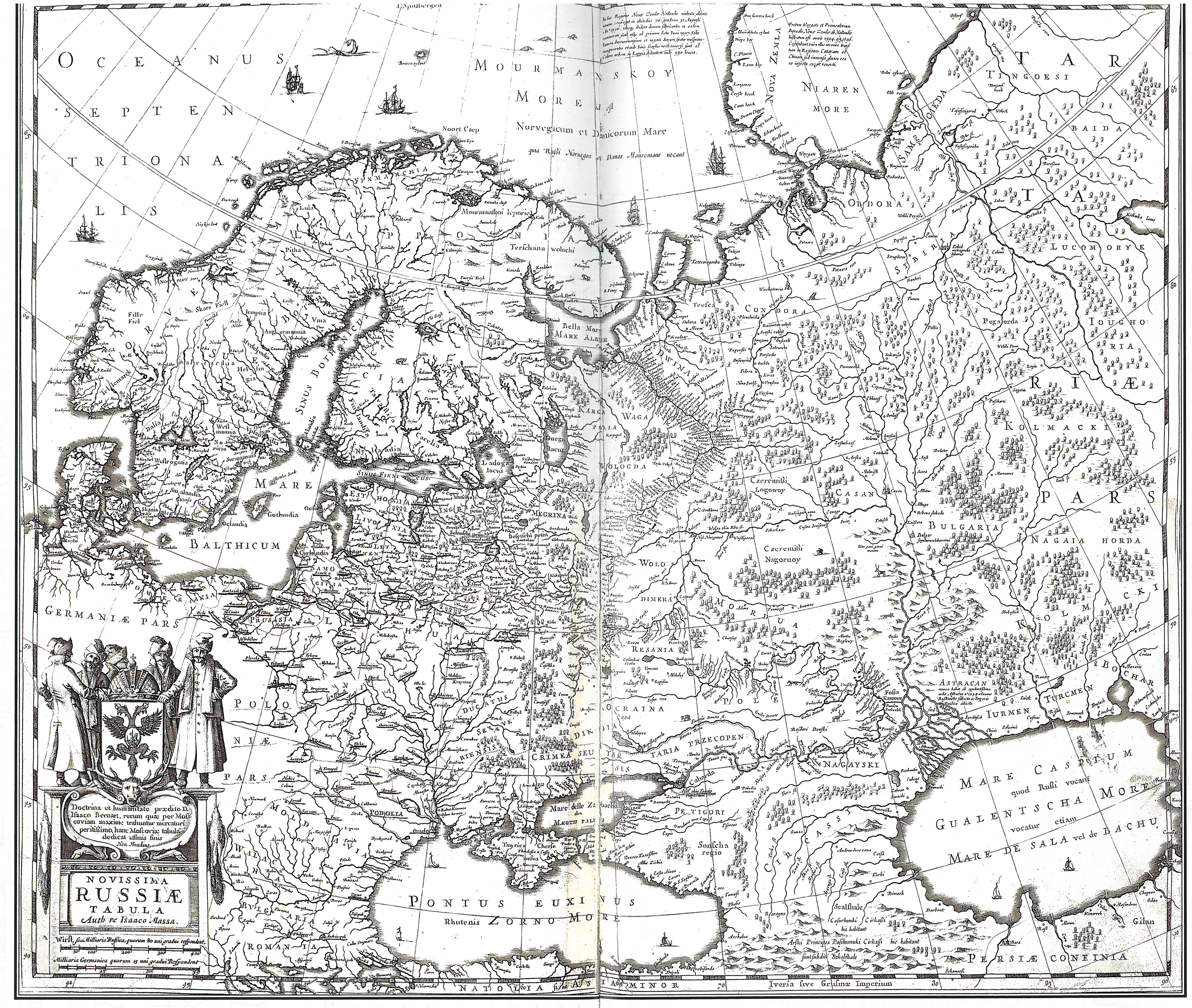
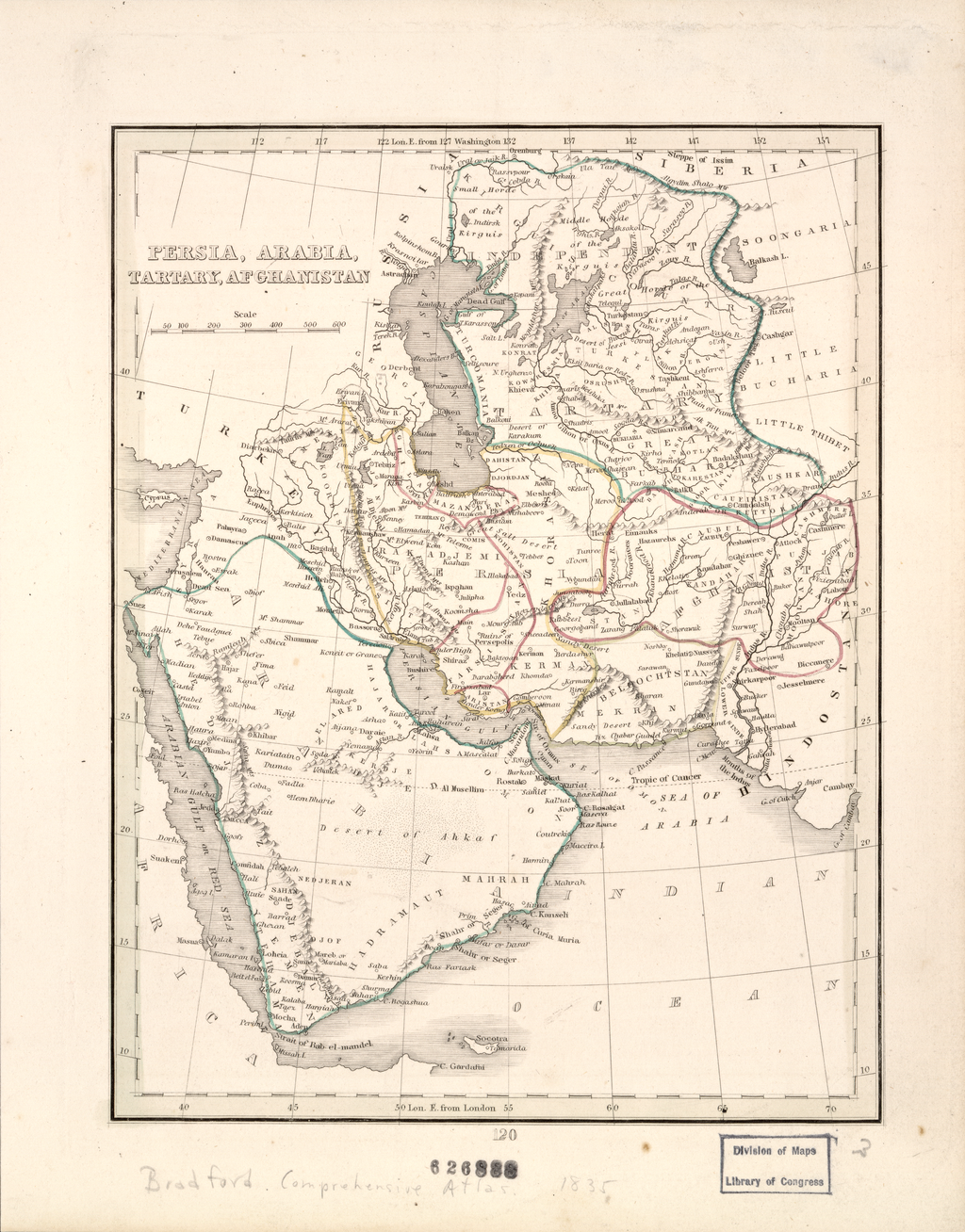
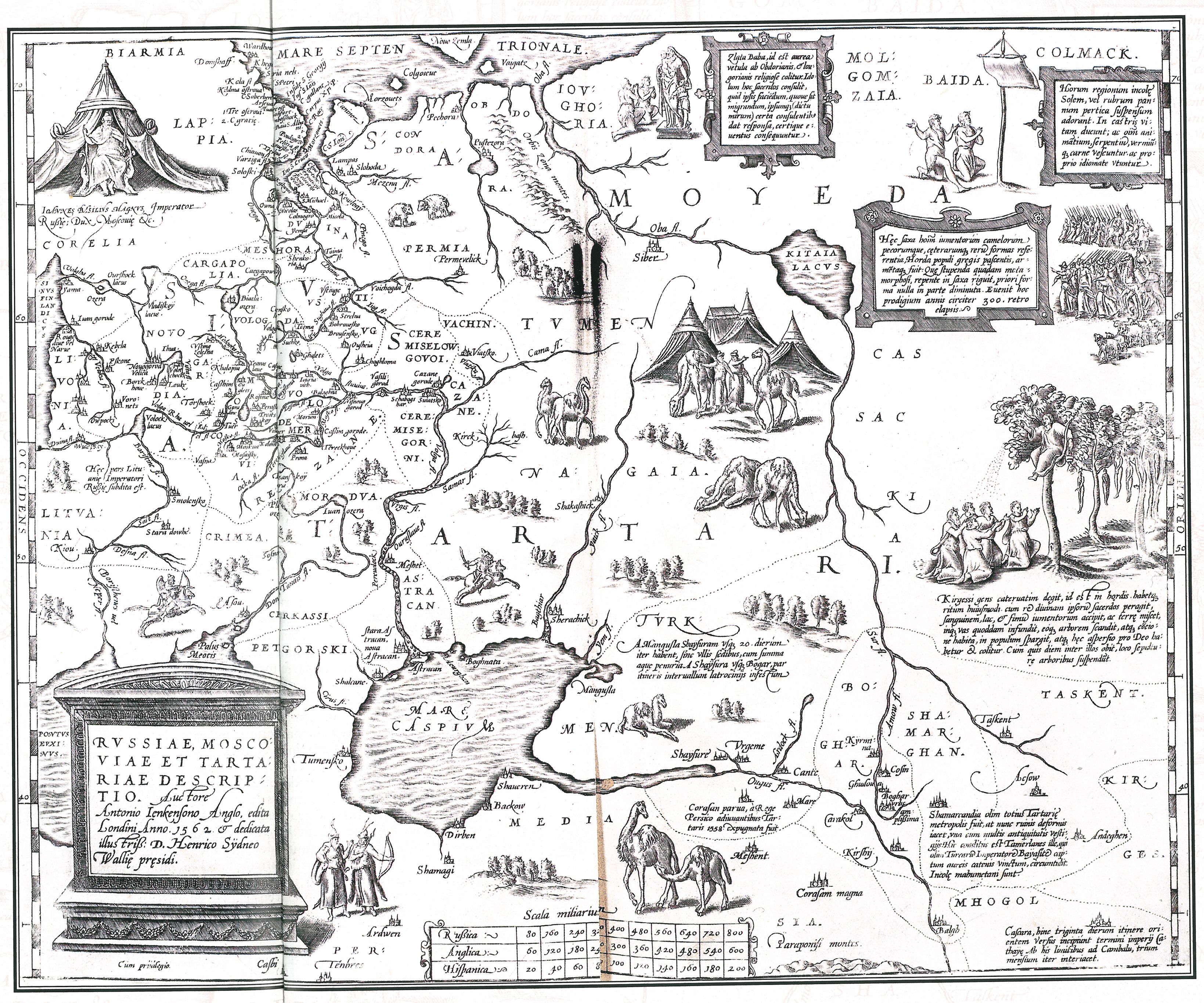

## Кордони Тартарії

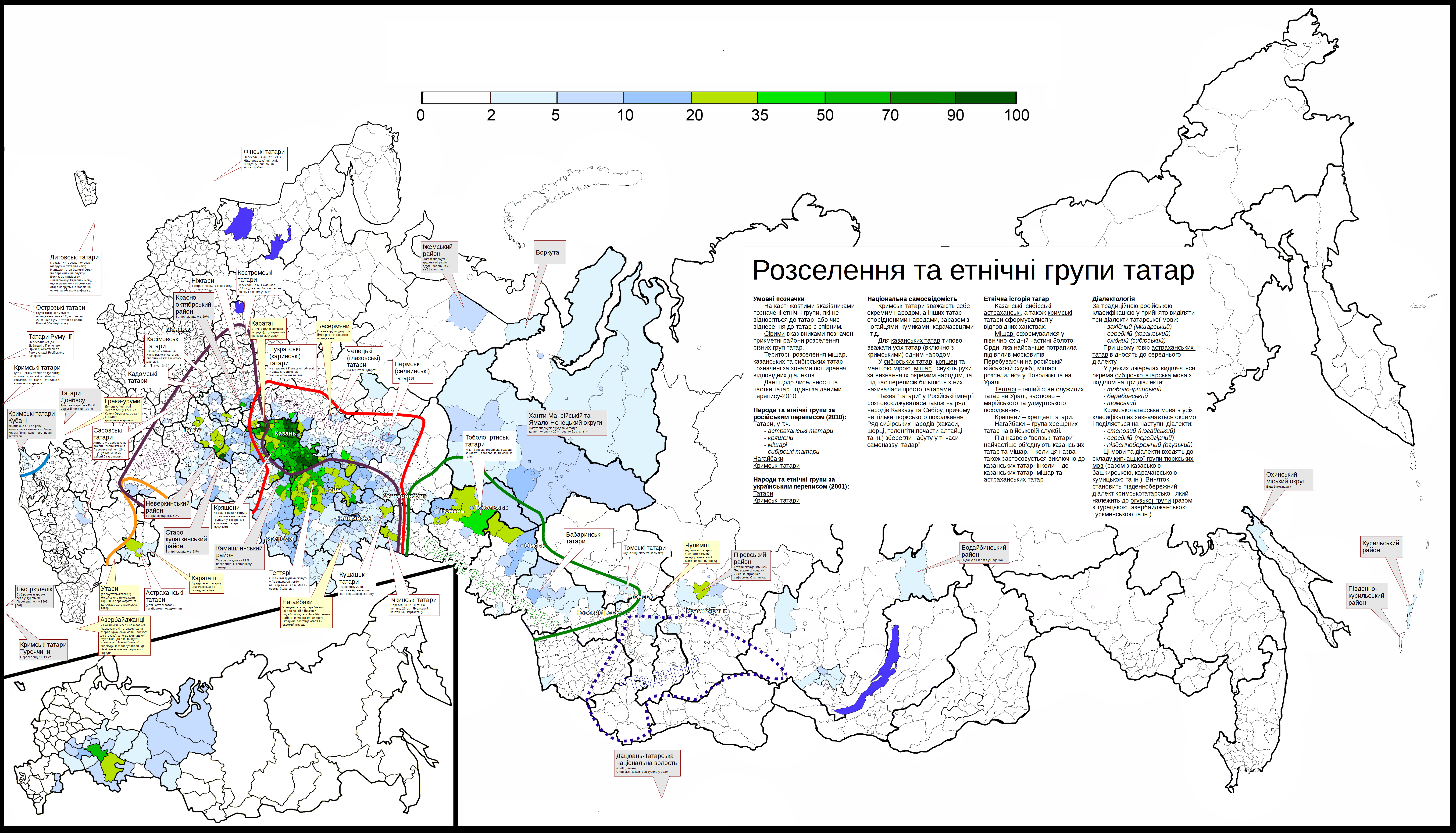
Сучасні татари є корінним населенням Поволжя та Сибіру

Тартарія приблизно відповідала регіону, відомому також як Євразійський степ (Дике поле, Дешт-і-Кипчак), однак включала і нестепові країни колишньої Монгольської імперії, які були погано відомі європейцям — Тибет і Сибір. Персія і Китай, також підкорені монголами, але добре відомі в Європі як самостійні регіони, не увійшли до складу уявної Тартарії європейців. До Тартарії також включався Північ Далекого сходу, який ніколи не входив до складу монгольських і татарських держав.
В уявленні європейських картографів кордони Тартарії були обмежені Пермією, Московією, Польщею, Литвою, Рутенією та Молдовою на Заході; Кавказом (Черкесією та Кабардою), Персією, Індією та Китаєм на Півдні. На Півночі Тартарія виходила до Північного океану, на Сході — до Тихого океану. Відтак Тартарія простягалася від Херсонської області до Тихого океану, від Північного океану — і до Тибету.
«Тартарами» у високі середні віки та добу Відродження європейці називали населення Золотої Орди та Чагатайського улусу, переважно кочове та кипчакомовне — предків казахів, татар, башкир, кумиків, кримських татар та інших народів. Ця назва могла розповсюджуватися і на решту народів, що жили на території Тартарії.

### Поділ
- Мала Тартарія — сучасна територія південної України та Донщини між річками Дніпро і Дон, з півдня її обмежували узбережжя Чорного та Азовського морів[184].
- Буджацька Тартарія (Tartares de Bvdziak) та Очаківська Тартарія (Tartares d'Oczakow) — сучасна територія південної України, колись y складі Османської імперії (карта 1672 р. Гійом Сансон та Юбер Жайо[184].
- Велика Тартарія — або Сибірська (Московська, Російська) Тартарія (Сибір, Далекий Схід). Межі її добре демонструє карта з малюнками 1725—1730 рр., зроблена Вітусом Берінгом (1681—1741) під час першої експедиції на Камчатку за дорученням царя Петра I, метою якої було встановити, як Сибір межує з Америкою. Карта намальована під час мандрівки з Петербурга через Тобольськ, столицю Сибірської Тартарії[184].
- Московська Тартарія — колишні Астраханське та Казанське ханства та прилеглі землі[184].
- Кубанська Тартарія — Кубань («Kuban Tartars» показана на карті Європи 1771 р.; Британська енциклопедія)[184].
- Незалежна Тартарія — не включена до складу Китайської та Російської імперій Тартарія. У XVIII столітті — Середня Азія[184].
- Китайська Тартарія — Тибет, Східний Туркестан, Монголія, Маньчжурія.[184].

## Тартарія в культурі
- Проміжок між Сахаліном та материком отримав назву «Татарська протока», бо він належав до Східної Тартарії.
- Міліція Татарської протоки — військове формування, що створювалося білими емігрантами у 1922 році та мало прийти на допомогу Якутському повстанню, висадившись на узбережжі Охотського моря. Офіційна назва «Міліція Татарського протоки» використовувалася задля конспірації.
- Північний льодовитий океан називався Тартарським, оскільки омивав береги Тартарії.
- В англійській мові слово «tartar» набуло переносного значення «варвар», «безжальна людина».
- У Тартарії побували Франкенштейн, Гуллівер, Робінзон Крузо.
- Тартари або Тартарія фігурують у Макбеті, Турандот, Симпліциссимусі, Кентерберійських оповіданнях, фільмі Золотий компас.
- В уявному світі повісті Ада Володимира Набокова Тартарія — держава, що знаходиться на території Росії.
- На створення Біфштексу а ля тартар (страви з рубленої сирої яловичини) французьких кухарів ймовірно надихнула розповідь Ґійома Левассер де Боплана про приготування кримськими татарами м'яса під сідлом коня, наведена у «Описі України». Існує також соус тартар.
- «Creme of tartar» — те саме, що і винний камінь.
- За свідченнями західноєвропейських мандрівників, у Тартарії росла рослина баранець, що плодоносила вівцями.

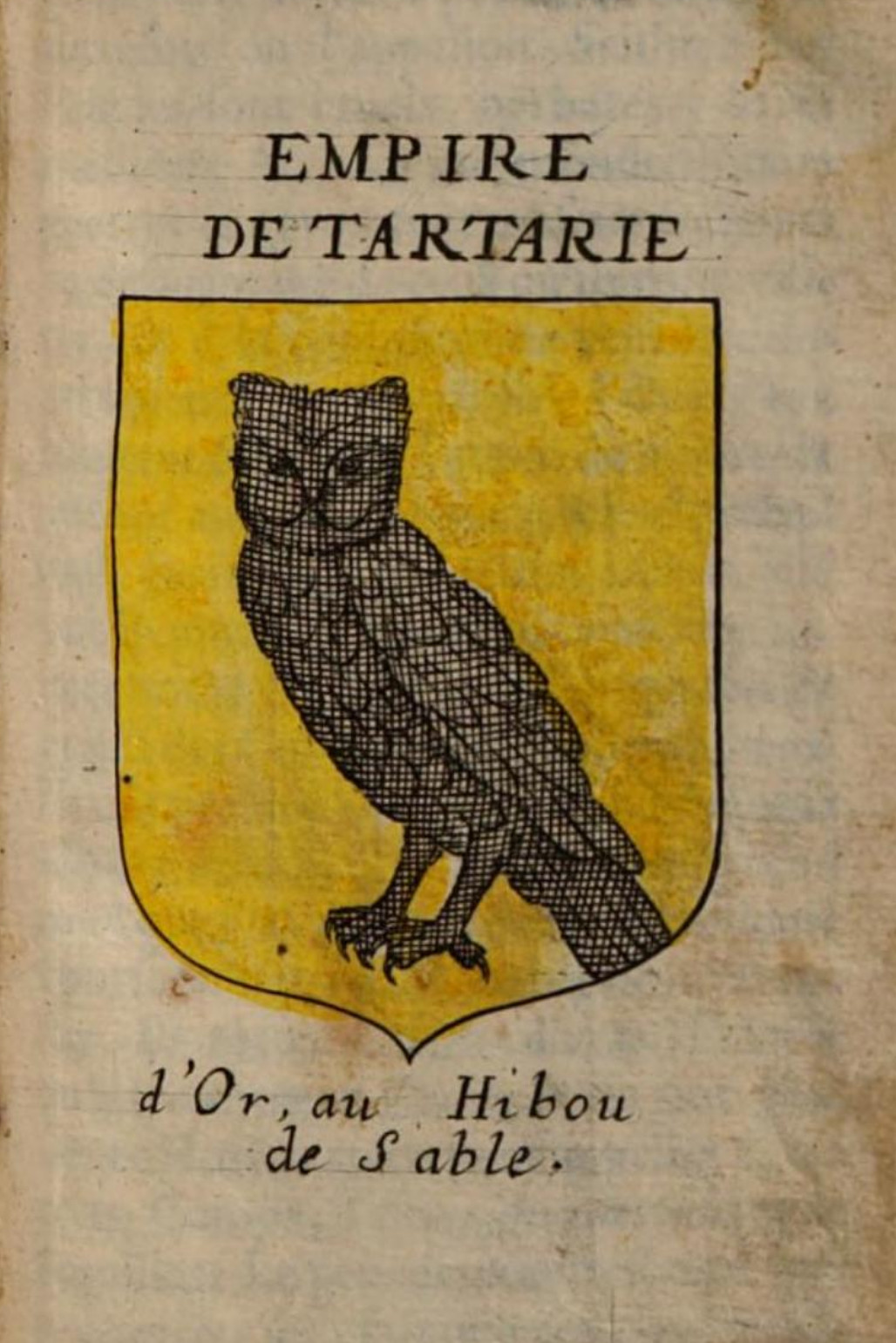
«Герб Татарії» з європейського джерела
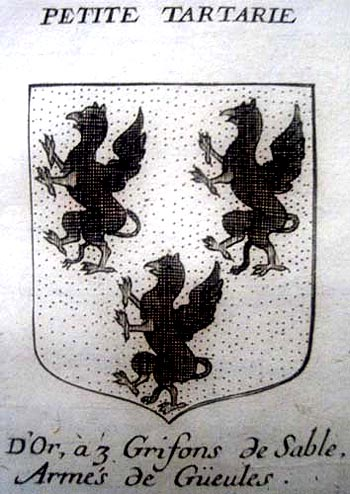
«Герб Малої Тартарії» з європейського джерела
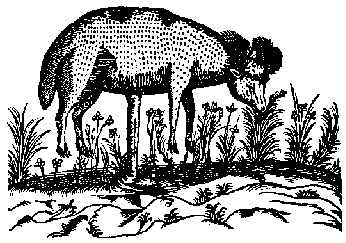
Баранець
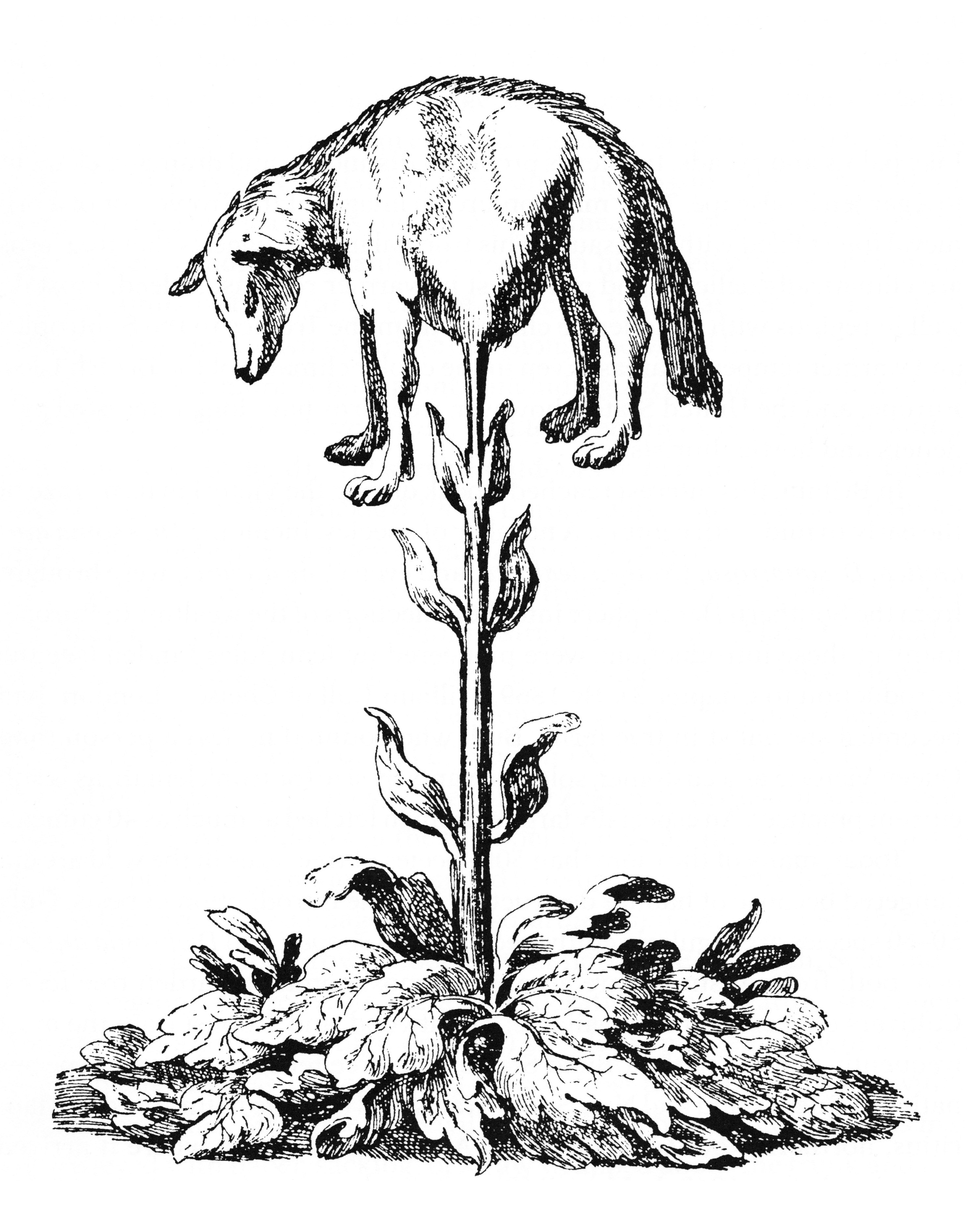
Баранець
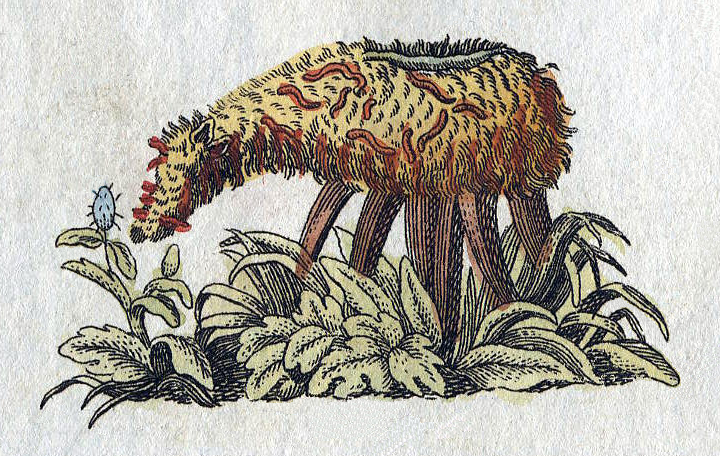
Баранець

### Робінзон Крузо в Тартарії
Опис Тартарії, народів, що її населяють і подій, що відбуваються на її землях, знаходимо в творах світової, особливо західноєвропейської літератури, які описують події, що належать до періоду XIII—XX ст. Серед іншого про неї пише Даніель Дефо, відомий на весь світ автор «Пригод Робінзона Крузо» і керівник британської розвідки і контррозвідки у 1703—1716 рр. у своїй книзі «Подальші пригоди Робінзона Крузо, які складають другу і останню частину його життя, і захопливий виклад його пригод по трьом частинам світу, які написані ним самим». Як і більшість європейців того часу він описує Татарію як величезний регіон населений варварськими народами:

|  | Весь цей час ми перебували в китайських володіннях, і татари ще не виявляли такого зухвальства, як ті, з якими ми стикалися згодом, але п'ять днів по тому ми вступили в величезну дику пустелю, якою йшли три дні і три ночі. На питання, чиї це володіння, наші вожаті пояснили, що ця пустеля, власне, нікому не належить і складає частину величезної країни Каракатая чи Великої Татарії, але проте китайці вважають її своєю; що ніхто не охороняє її від вторгнення розбійників, і тому вона має славу найнебезпечнішого місця протягом усього нашого шляху, хоч нам доведеться пройти ще через кілька пустель, ще обширніших. |